# スカイマーク
スカイマーク株式会社（英: Skymark Airlines Inc.）は、東京都大田区羽田空港三丁目に本社を置く日本の航空会社である。2006年10月1日に、旧社名の「スカイマークエアラインズ株式会社」（Skymark Airlines Co., Ltd.）から略称として定着していた「スカイマーク」に社名を変更して現在に至る。なお、英文表記では引き続き "Airlines" が使用される。ブランドタグラインは「YOUR WING.」である。主なハブ空港は神戸空港と羽田空港（全便第1旅客ターミナル発着）である。

## 概説

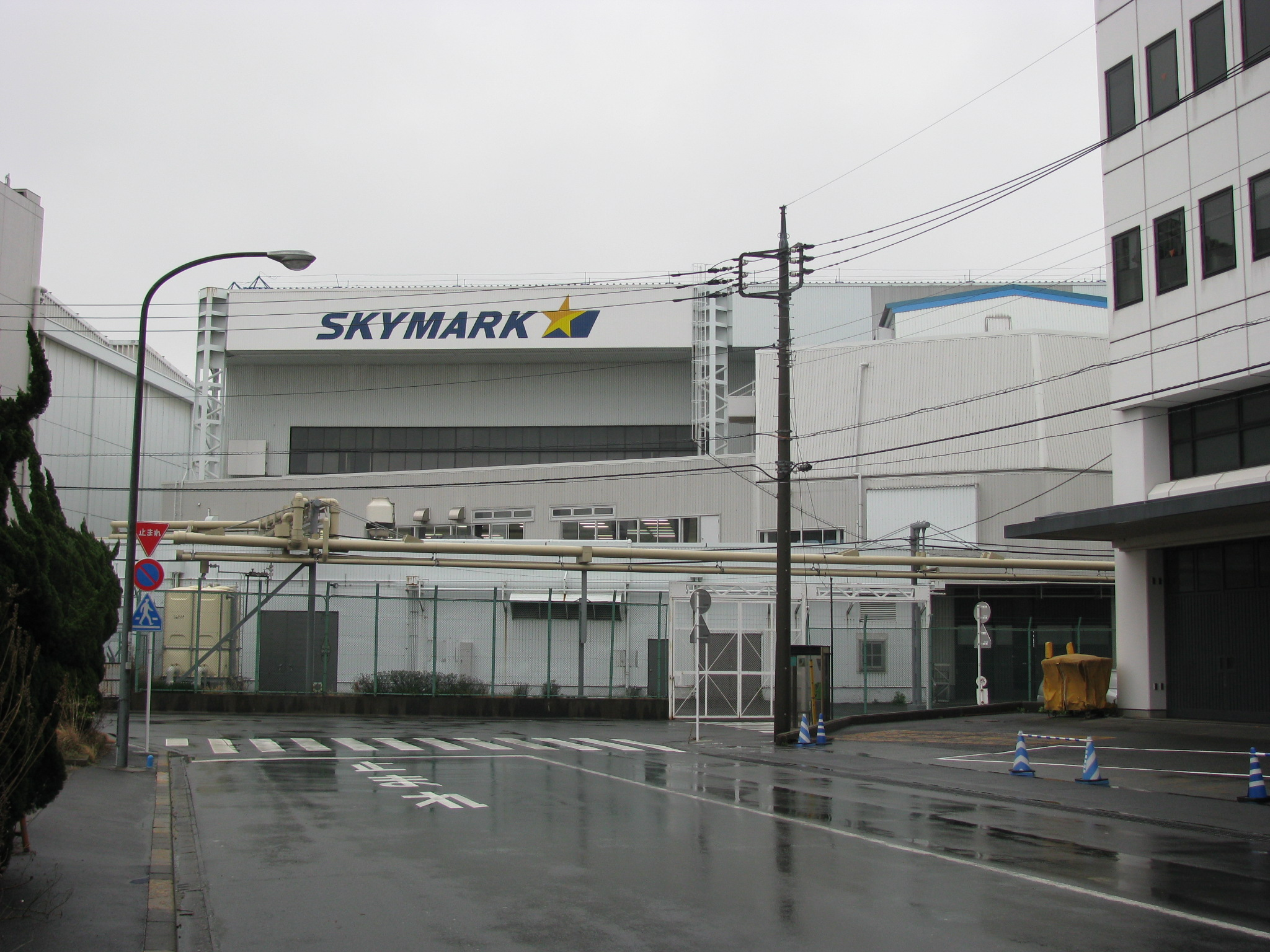
スカイマークの旧本社

1996年（平成8年）11月に、当時のH.I.S社長である澤田秀雄らの出資により設立。1986年（昭和61年）から始まった日本の航空輸送業における規制緩和政策（幅運賃制度）による新規参入航空会社の第1号である。1998年（平成10年）9月19日に東京/羽田 - 福岡線を開設。日本国内における定期航空運送事業の新規参入は、1963年（昭和38年）の長崎航空（現在のオリエンタルエアブリッジ）以来、35年ぶりのことであった。
また、規制緩和による新規参入航空会社では初の株式上場企業であり、2011年（平成23年）12月21日にスターフライヤーが東証第2部に上場するまでは、新規参入航空会社で唯一の上場企業でもあった。
機内サービスを簡素化して普通運賃を他航空会社の普通運賃の半額程度に抑え、平均搭乗率80%以上を記録していた時期もあったが、その後、大手航空会社がスカイマーク便前後の自社便の割引運賃をスカイマークと同一水準へ値下げするという対抗策を取った結果、次第にスカイマーク便の搭乗率は平均60%を切ることが多くなり赤字経営に転じた。その後、自社による副操縦士の教育プログラムや自社整備の拡大、航空運賃の見直しなどを図り、一時的に黒字を出すまで回復し、経営は軌道に乗ったかと思われたが、その後も経営不振が続いた。
2004年（平成16年）にインターネットサービスプロバイダ (ISP) のゼロ株式会社会長、西久保愼一が増資を引き受け、同社がスカイマークと合併、西久保が社長に就任。しかし翌2005年（平成17年）には運航トラブルが続発して経営状態はさらに悪化したが、最新鋭機のボーイング737-800型機への機材更新や整備、運航およびサービス体制の全社的かつ抜本的見直しなどにより業績は回復し、2008年3月期には黒字を確保した。
こうした好調な業績を背景に、2010年（平成22年）には、2014年度を目途として、エアバス社の超大型機「A380」を購入して国際線事業に参入することを発表した。これは、スカイマークがこれまで低コスト体質を実現するために機材を「ボーイング737」に統一していたこと、機材はすべてリースで賄っていたこと、規制緩和により設立された新規参入航空会社の国際定期旅客便参入は初めてであること、大手2社である日本航空や全日本空輸が運航する機種よりも大型の旅客機を他社が導入するのは日本では初めてであることなどを勘案すればすべてが異例の発表であった。しかし、結果的にはこの経営判断がのちにスカイマークを決定的に追い詰めることとなる。
2012年（平成24年）には、格安航空会社が日本国内でも相次いで開業して航空会社同士の競争が激化、さらに政権交代により大胆な金融緩和政策を掲げた安倍晋三が総理大臣に就任すると、これまでの円高基調であった為替市場が円安の方向へ加速していき、スカイマークの経営環境は急速に悪化していく。結果として、2014年（平成26年）7月31日に開示した平成27年3月期第1四半期決算短信では、格安航空会社同士の競争や円安による燃料費負担の増加の結果、4 - 6月期決算で55億円の営業損益ベースでの赤字を計上。そしてこれによりエアバス社とすでに契約していた「A380」の購入費も賄えない事態に陥ってエアバス社から多額の違約金を請求されることになった（後述）という2点の理由により「継続企業の前提」について「重要な疑義が生じている」と表明した。
規制緩和による新規参入航空会社の中では、当時は春秋航空日本と並び、日本航空（JAL）グループおよび全日本空輸（ANA）グループの大手2社の系列に属する高度な業務提携は行わず、独立性を保ちながら航空事業を継続していた。しかし2014年（平成26年）の経営悪化に伴い、JAL、ANAに支援要請を行う事態となった（#日本航空、全日本空輸とのコードシェアも参照）。なお、残る春秋航空日本も2021年6月にJALから出資を受けJALグループ傘下に収まることになった。
2015年（平成27年）1月28日、臨時取締役会で民事再生法適用を申請することを決議し、東京地方裁判所に申請、受理され、経営破綻した。日本国内の航空会社が経営破綻したのは、2010年（平成22年）1月19日に会社更生法の適用を申請した日本航空以来であった。
2016年（平成28年）3月28日付で、東京地方裁判所からの監督命令の取り消し決定と民事再生手続きの終結が発表された。
民事再生手続の終結以来、定時運航率と顧客満足度の向上に注力している。2018年（平成30年）には定時運航率1位を獲得し、2021まで4年連続で1位を継続。2022年現在、5年連続で定時運航率1位を達成している。
2020年度の国内線輸送人員は、日本航空（JAL）や全日本空輸（ANA）に次いで国内第3位である。

## 沿革

### 設立
- 1996年（平成8年）
  - 11月12日：資本金1億5千万円にて会社設立。運輸省（現在の国土交通省）航空局に「羽田空港における新規発着枠の配分について」要望書を提出。
- 1998年（平成10年）
  - 8月21日：航空機リース会社最大手のアメリカ・ILFC社を通してボーイング社から新造機のボーイング767-300ER型機（JA767A）をリース形式で会社の初号機として受領。
  - 9月19日：東京/羽田 - 福岡線で初就航[4]。
- 1999年（平成11年）
  - 4月24日：大阪/伊丹 - 福岡・札幌/新千歳線就航（2000年6月限りで運休）。
  - 10月：第三者割当増資を実施し、資本金35億8900万円となる。

### 上場
- 2000年（平成12年）
  - 5月31日：東証マザーズ上場。資本金38億3905万円となる。
  - 7月：本社を東京都港区浜松町二丁目4番1号世界貿易センタービル3階に移転。羽田空港に自社カウンターを設置。福岡空港での運航支援業務、出発前点検業務を直営化。
  - 9月：全日本空輸（ANA）に委託していた航空機の整備およびグランドハンドリング業務を自社での実施に移行。
- 2002年（平成14年）
  - 4月18日：東京/羽田 - 鹿児島線就航（2006年4月21日限りで一時撤退）[12]。
  - 5月：東京/羽田 - 福岡間の航空郵便輸送業務に参入。同区間の輸送便1日13往復のうち1往復について、当月から2003年3月までの契約分を受注[13]。
- 2003年（平成15年）
  - 3月7日：東京/羽田 - 韓国・ソウル/仁川間が週末国際チャーター便として就航（その後打ち切り）。
  - 4月25日：ANAの撤退を受け、東京/羽田 - 徳島・青森線就航（青森線は2003年11月末、徳島線は2006年4月13日限りで運休）。
  - 10月：西久保愼一が社長に就任。第三者割当増資を実施し、資本金66億4796万円となる。
- 2004年（平成16年）
  - 10月：本社を東京都港区浜松町一丁目30番5号浜松町スクエア12階に移転。
  - 11月：インターネットプロバイダーのゼロ株式会社を吸収合併。
- 2005年（平成17年）
  - 3月：減資を実施し、資本金21億6315万円となる。1:200の大幅な株式分割を実施。CIを導入。ロゴマーク・機体塗装を一新。東京/羽田 - 大阪/関西線[注釈 2]就航（ - 2006年3月31日）。
  - 4月：東京/羽田 - 大阪/関西線で日本航空（JAL）とコードシェアを開始[注釈 3]。
  - 7月1日：東京/羽田 - 沖縄/那覇線を夏期季節運航深夜便で就航（沖縄/那覇初就航）。
  - 8月23日：北九州空港開港日の翌2006年3月16日に東京/羽田 - 北九州線の参入予定を表明。しかし空港ターミナルビル側から駐機スペース不足を理由に乗り入れを拒否される。
  - 9月：第三者割当増資を実施し、資本金36億6313万円となる。
  - 10月12日：羽田 - 札幌/新千歳線に2006年4月に参入すると発表するとともに、羽田 - 大阪/関西、徳島、鹿児島線の3路線の運休を決定。
  - 12月：8号機として新機材ボーイング737-800型機初号機（JA737H）を受領。

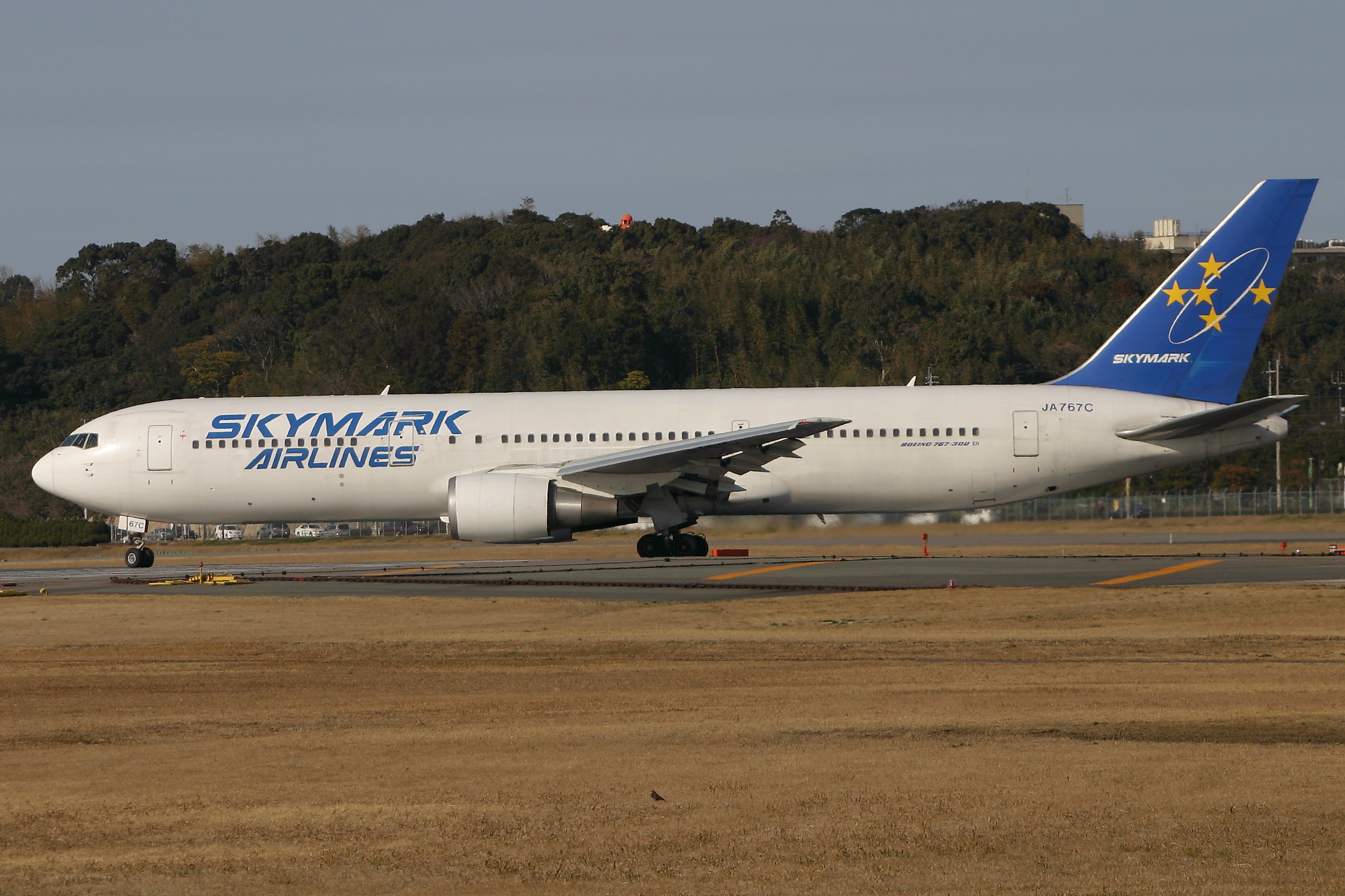
旧塗装の機体。現在よりも星の数が多く、1つ1つが小さく描かれている。また、胴体に「SKYAMARK AIRLINES」と描かれている。
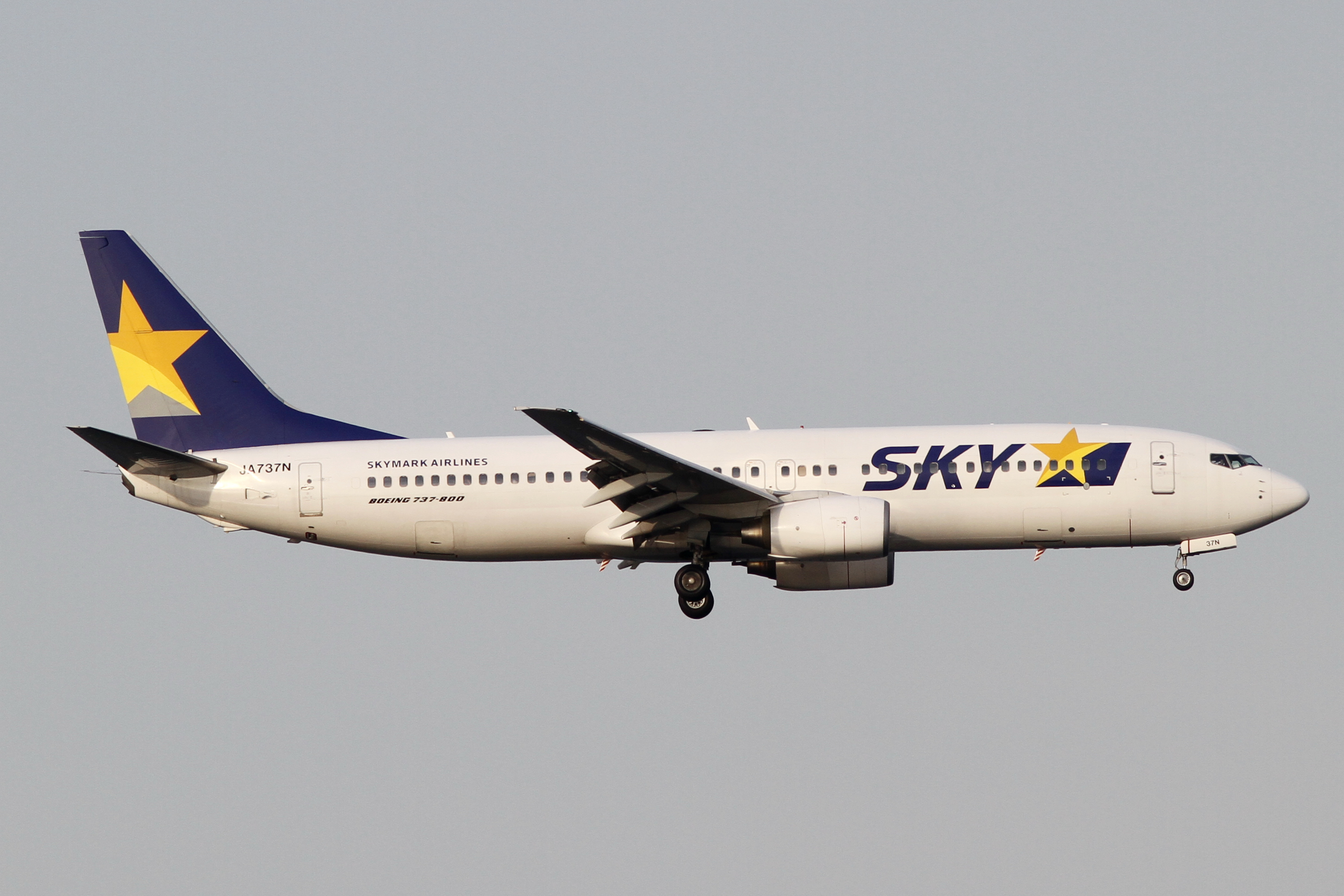
2005年3月以降に使用されている新塗装の機体。それまで書かれていた「AIRLINES」の文字は省かれた。星の数は1つになり、それまでよりも大きく描かれている。

- 2006年（平成18年）
  - 2月16日：神戸空港開港により、大阪/神戸 - 東京/羽田線就航。同路線でJALとのコードシェア開始を発表（2006年4月 - 5月）[注釈 4]。
  - 4月28日：東京/羽田 - 札幌/新千歳線就航[14]。国土交通省から業務改善報告書を提出の上で運航を認可されるという異例の「条件付き」での認可となった[15]。
  - 9月：東京/羽田 - 沖縄/那覇線を通年運航化。
  - 10月1日：スカイマークエアラインズ株式会社（英文名 Skymark Airlines Co., Ltd.）からスカイマーク株式会社（英文名 Skymark Airlines Inc.）に商号変更。
- 2007年（平成19年）
  - 2月：欠航時振替サービス等の実施。
  - 4月：機内誌『SKYMARK』を創刊。
  - 5月15日：大阪/神戸 - 札幌/新千歳線へ2010年を目途に就航する意向を発表。
  - 6月13日付けの日本経済新聞によると、2007年4月 - 6月期の経常利益は、同社では数千万円の赤字を見込んでいたが、ようやく6900万円の黒字を出すことに成功した。さらに8月14日付の日本経済新聞によると、実際には同期の最終利益が3億7300万円の黒字となった。旅客需要が年間で最も少ない4月 - 6月期の最終損益が黒字になったのは創業以来初めてである。ただし、これは円安、ドル高による為替利益によるものが大きい。
  - 7月13日：大阪/神戸 - 沖縄/那覇線就航（夏季季節運航）。
  - 8月9日：東京/羽田 - 旭川線を2008年春ごろに就航する計画を発表。
  - 11月14日：中部国際空港への就航を発表。
- 2008年（平成20年）
  - 4月25日：東京/羽田 - 旭川線就航[16]（ - 2011年10月29日）。
  - 11月：第三者割当増資を実施し、資本金47億7746万円になる。
  - 12月1日：本社を東京国際空港整備場地区に移転。
- 2009年（平成21年）
  - 3月7日：福岡 - 沖縄/那覇線就航。
  - 4月1日：新千歳 - 旭川線就航（2011年10月29日限りで運休）。
  - 9月：ボーイング767-300ER型機5号機（JA767D）をリースバック。これによりボーイング767が全機退役し、保有機材がボーイング737-800に統一される。
  - 9月の中間決算では、売上高は210億円と前年を下回ったが、営業利益、経常利益、純利益はいずれも20億円程度の黒字となり、これらの利益は日本の航空会社の中では一番大きかった。経費削減などの営業努力が結実する結果となり、世界金融危機で赤字に苦しむJALやANAと好対照の結果となった。
  - 12月25日：大阪/神戸 - 沖縄/那覇線を通年運航化。
- 2010年（平成22年）
  - 2月1日：大阪/神戸 - 福岡線就航（2010年4月11日限りで運休）。
  - 3月11日：操縦室内記念撮影問題により国土交通省の抜き打ち立ち入り検査・業務改善勧告を受ける[17]。
  - 4月16日：大阪/神戸 - 茨城線就航。
  - 4月20日：作業員の男性が格納庫の扉に挟まれて死亡する事故が発生[18]。
  - 6月24日：茨城空港に隣接する百里基地での航空自衛隊の行事などで、大阪/神戸 - 茨城線の運航の制限がかけられることを考慮して、同年9月から運休すると発表[広報 7]。
  - 7月9日：大阪/神戸 - 新千歳 - 旭川線就航。
  - 7月20日：大阪/神戸 - 茨城線を同年9月1日から運休し、同年10月1日に再開させると発表[広報 8]。
  - 8月10日：東京/羽田 - 北九州線、北九州 - 沖縄/那覇線就航（北九州 - 沖縄/那覇線は2010年10月31日、東京/羽田 - 北九州線は2012年9月30日限りで運休）。
  - 9月1日：鹿児島 - 大阪/神戸、奄美線で再就航（奄美初就航、奄美路線は同年10月30日までの期間限定）。
  - 9月6日：2011年2月に名古屋/中部 - 茨城線、名古屋/中部 - 札幌/新千歳線、中部 - 東京/羽田線の就航を発表[広報 9]。
  - 9月17日 - 9月27日：東京/羽田 - グアム間に国際チャーター便を運航。
  - 10月1日：羽田 - 熊本線（大阪/神戸経由）就航（2014年3月31日限りで運休）。その後10月31日より直行化。
  - 11月8日：2011年秋の成田発着国内線開設予定を発表。2011年春に2014年度受領予定でエアバスA380を国際線用機材としての契約を本締結する予定を公表 [広報 10]。
  - 12月1日：JALの退職者を計470人採用すると発表。スカイマークは2014年度に計画している国際線参入に対応するため、国際線勤務の経験があるパイロットや客室乗務員を大量採用する[19]。
  - 12月16日：大阪/神戸 - 長崎線就航。
- 2011年（平成23年）
  - 2月1日：名古屋/中部 - 札幌/新千歳線、名古屋/中部 - 茨城線、名古屋/中部 - 東京/羽田線、茨城 - 札幌/新千歳線就航（名古屋/中部 - 茨城線・名古屋/中部 - 東京/羽田線は、2011年5月31日限りで運休）。
  - 2月18日：エアバスA380型機の購入契約を締結[広報 11]。
  - 3月27日：鹿児島 - 奄美線で夏ダイヤ（3月 - 10月）のみ運航再開。
  - 6月1日：名古屋/中部 - 沖縄/那覇線就航。
  - 9月15日：沖縄/那覇 - 宮古線就航。
  - 10月30日：成田 - 旭川線、成田 - 札幌/新千歳線就航[20]（成田 - 旭川線は2014年3月31日限りで運休）。
  - 12月8日、成田 - 沖縄/那覇線就航。
- 2012年（平成24年）
  - 2月1日：成田 - 福岡線就航（2013年11月4日限りで運休）[広報 12]。
  - 3月7日：大阪/神戸 - 成田線就航（2012年11月15日限りで運休）。
  - 3月25日：大阪/関西 - 東京/羽田線、大阪/関西 - 札幌/新千歳線、大阪/関西 - 沖縄/那覇線就航（大阪/関西 - 東京/羽田線は同年4月30日限りで運休）。
  - 5月1日：本社を東京国際空港新整備場地区に移転。
  - 7月1日：成田 - 鹿児島線、大阪/関西 - 旭川線、茨城 - 沖縄/那覇線就航。
  - 7月20日：北九州 - 那覇線の運航再開（ 2012年8月30日限りで運休）。
- 2013年（平成25年）
  - 2月1日：福岡 - 新千歳線就航（季節便）。
  - 3月14日 - 3月24日：成田 - グアム間に国際チャーター便を運航。
  - 3月31日：関西国際空港発着路線から撤退。
  - 4月20日：仙台 - 札幌/新千歳線、仙台 - 福岡線就航。
  - 7月1日：東京/羽田 - 旭川線運航再開、沖縄/那覇 - 大阪/神戸 - 茨城線の直行化[広報 13]（羽田 - 旭川線は2014年3月31日限りで運休）。
  - 7月10日：成田・大阪/神戸・沖縄/那覇 - 石垣線就航[広報 14]（成田・大阪/神戸 - 石垣線は2014年3月29日限りで運休）。
  - 11月22日：東京証券取引所の市場をマザーズから1部に変更。
  - 12月20日：東京/成田・大阪/神戸・茨城 - 米子線就航[広報 15]。
- 2014年（平成26年）
  - 2月28日：新機材エアバスA330-300型機の初号機（JA330A・JA330B）を受領。
  - 3月30日：東京/羽田 - 沖縄/那覇 - 石垣線就航[広報 16]。
  - 4月1日：東京/羽田・札幌/新千歳・沖縄/那覇 - 米子線、大阪/神戸 - 仙台線就航[広報 17]。
  - 4月18日：名古屋/中部 - 茨城線の運航再開。福岡 - 茨城線就航[広報 18]。
  - 6月14日：東京/羽田 - 福岡線でエアバスA330-300型機の運航開始[広報 19][広報 20][21]。
  - 7月：発注していたエアバスA380の購入をキャンセルする交渉をしていることが明らかとなる[22][広報 21]。29日までにエアバス社より購入契約の解除を通告される[23]。
  - 8月1日：東京/羽田 - 札幌/新千歳線でエアバスA330-300型機の運航開始[24][25]。
  - 8月9日：仙台 - 沖縄/那覇線就航（同年9月15日までの季節運航）[広報 22]。
  - 10月25日：成田国際空港発着路線から撤退[26]。
  - 11月21日：日本航空（JAL）に支援要請を行っていることが報道される[27][28]。
  - 11月25日：太田昭宏国土交通大臣が、JALとの提携要請報道を受け、閣議後の記者会見で「日本航空が他の航空会社と業務提携を行う場合には、航空法及び「日本航空の企業再生への対応について」いわゆる「8.10ペーパー」に基づいて、競争性を確保するということ等を始めとして、羽田空港の発着枠なども関連して参りますので、健全な競争環境の確保の観点から、厳しく判断します」と発言し、日本航空との単独提携に難色を示した。
  - 12月10日：国土交通大臣の発言を受け、全日本空輸（ANA）とも羽田空港発着便の共同運航を柱とした提携を申し入れることと、投資ファンドによる出資協議が報道される。
  - 12月16日：A380の違約金問題に関してエアバス社が英国商事裁判所に対して訴訟準備開始を通知。

### 経営破綻、上場廃止
- 2015年（平成27年）2015年で退任した西久保愼一元社長

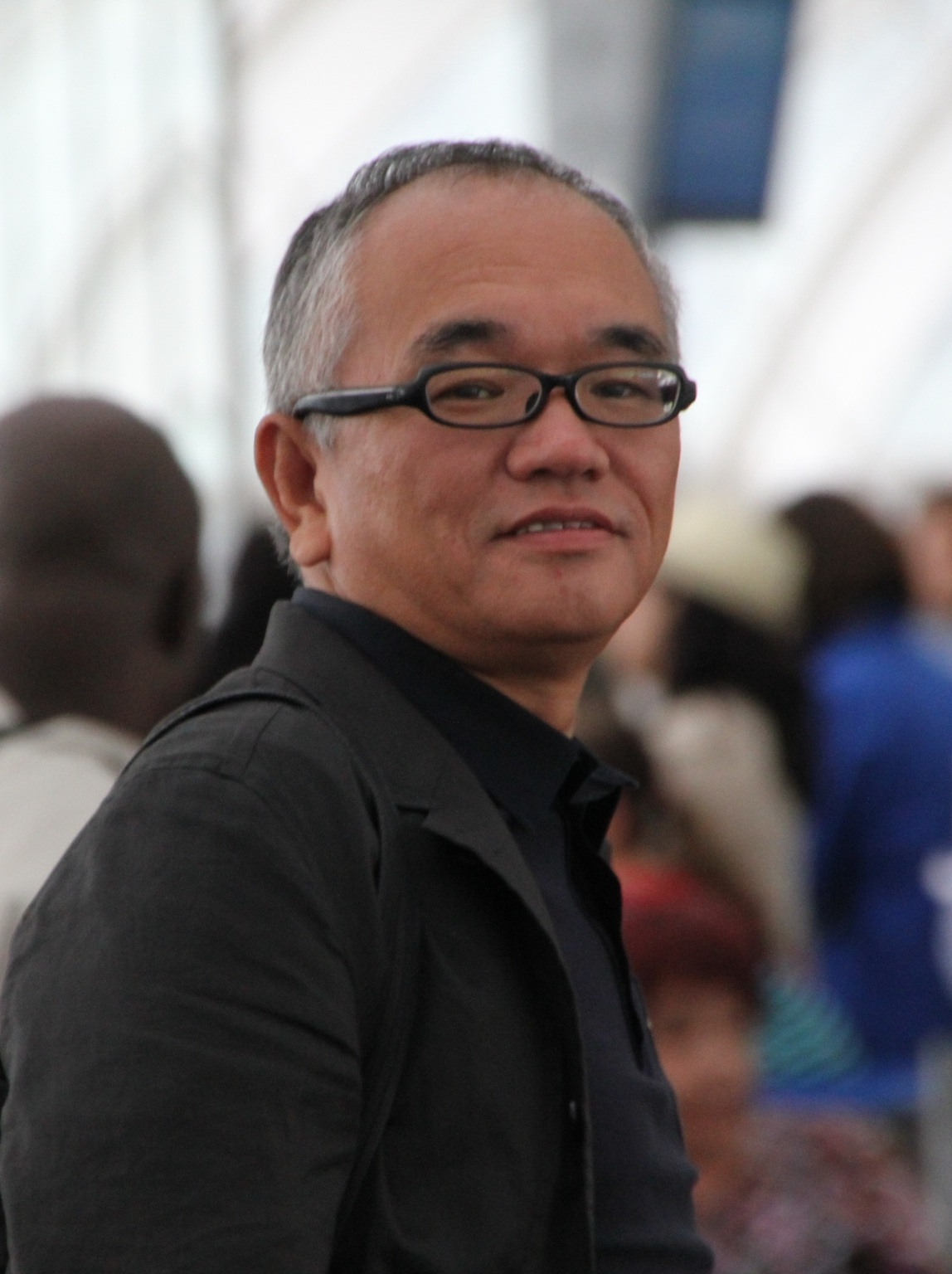
2015年で退任した西久保愼一元社長

  - 1月28日：臨時取締役会において民事再生法適用を申請することを決議し、東京地方裁判所が受理[広報 5]。社長である西久保は退任し、取締役会長であった井手隆司が代表取締役会長に、取締役であった有森正和が代表取締役社長に就任[広報 23]。東京証券取引所が、1月28日付でスカイマークを整理銘柄に指定したと発表。
  - 1月29日：札幌/新千歳 - 沖縄/那覇線就航（同年3月29日までの季節運航）。
  - 2月1日：経営再建のためA330型機による運航停止および3月28日までの冬ダイヤにおける減便を実施。
  - 2月4日：第1回債権者説明会開催。
  - 2月12日：当初1月29日予定していた2014年4-12月期（第3四半期）決算発表を2月5日へ延期後、再度延期。
  - 3月1日：東証第1部上場廃止。

### 経営再建
- 2015年（平成27年）
  - 3月29日：経営再建のため、沖縄県の宮古、石垣両空港から撤退。
  - 3月31日：羽田空港にて保管されていたA330型機のリース返却が始まる。
  - 4月4日：ブランド再構築のため、社名やロゴの変更を検討していることが報道される。新社名の候補として「SKY bee」（スカイ・ビー）、新ロゴはスズメバチ[注釈 5]をモチーフにしたものが挙がっている[29]。この時点で社名は確定していなかったものの、「SKY」の名は残すとしている[30]。
  - 5月29日：民事再生手続きによる再生計画案提出期限。
  - 8月6日：東京地裁で開かれた債権者集会でANAホールディングス支援の再生計画案が可決。同案に対抗していた米リース会社「イントレピッド」が提案していたデルタ航空が支援する案は否決。東京地裁から再生計画が即日認可決定を受ける[31][32]。これにより、並行して、日本の航空会社としては初となる、航空アライアンス「スカイチーム」への加盟を構想していた同社は、最終的に加盟を見送った。
  - 9月1日：9月29日にスポンサー企業から180億円の出資を受け、同日付で発足する取締役6人の新体制を正式に発表。新たな出資者で筆頭株主になる投資ファンドのインテグラル（東京都千代田区）の佐山展生代表が会長、元日本政策投資銀行常務の市江正彦が社長に就任し、ANAホールディングスは出資額の16.5％にあたる29億7,000万円を負担し、取締役2人も入れる。債権者への1回目の弁済は11月30日に実施[33]。
  - 10月25日：ダイヤ改正により、大阪/神戸 - 仙台線を運休、大阪/神戸 - 新千歳線を増便[34]。

### 民事再生手続き終結
- 2016年（平成28年）
  - 3月28日付で、東京地方裁判所からの監督命令の取り消し決定と民事再生手続きの終結が発表された[8]。同時に2016～2018年度中期経営計画を策定[広報 24]。
  - 7月14日：ユナイテッドアローズの監修により、客室乗務員及び地上旅客スタッフの制服をリニューアルし発表した。2016年秋から導入[広報 25]。
- 2017年（平成29年）
  - 7月7日：ボーイング737-800型機を3機追加発注。1機は2018年に、2機は2019年導入する。
- 2018年（平成30年）
  - 2月：東京/羽田 - ソウル/仁川間で平昌五輪にて「下町ボブスレー」関係者輸送のため19日往路、23日復路で6年ぶりに破綻再生後、国際線チャーター便の運航を再開[35] 。
  - 4月：運用中リース機ボーイング737-800型機3機「JA73NC」「JA73ND」「JA73NU」をリース期限前に自社保有へ切換購入[36]。
  - 8月：鹿児島 - 名古屋/中部、奄美（各2往復便）就航[広報 26]、奄美路線は再就航。
  - 民事再生法適用後初となるB737-800「JA73AA」を受領。
- 2019年（平成31年/令和元年）
  - 3月：3/22〜27に成田 - サイパン間のチャーター便を運航。
  - 5月：GWに成田 - サイパン間のチャーター便を運航。/B737-800「JA73AB」を受領。
  - 7月：B737-800「JA73AC」を受領。この機体がボーイングの製造する旅客型737NGシリーズの最後の機体となった。サイパン直行便の定期便化が遅れていると発表。11月末ごろとなる見通し。
  - 8・9月：成田 - サイパン間のチャーター便を運航。
  - 10月24日：ブランドタグライン「YOUR WING.」を新たに制定[広報 3]。
  - 11月29日：成田 - サイパンへ就航（スカイマーク初の国際定期便）[37]。
- 2020年（令和2年）
  - 2・3月：成田 - パラオ間のチャーター便を計12便運航。
  - 3月26日:2019年末に就航したサイパン線は、新型コロナウイルス感染拡大の影響による需要減少や北マリアナ諸島（サイパン島）政府の検疫体制が強化されたため、運休が決定[広報 27]
（2021年1月の同年夏季ダイヤ発表時に記載が無く、同じく記載がなくなった接続運航の成田 - 中部線とともに路線廃止を届け出たとみられる[広報 28]）。
  - 4月16日：新型コロナウイルス感染拡大をうけ、機内販売を含むすべての機内サービスを休止。
  - 8月29日：SKY021便（羽田 - 福岡）がバードストライクに遭遇。翌30日に国土交通省航空局に報告し、航空事故に認定された[38][39]。
  - 10月25日：みやこ下地島空港（下地島空港）に就航。東京/羽田、大阪/神戸、沖縄/那覇の3路線を同時開設[広報 29][広報 30]。羽田線は政策コンテスト枠として就航が認められた[40]。
  - 11月5日：国内最大級の顧客満足度調査「2020年度版JCSI調査」のうち、国内線を運航する航空会社8社を対象とした国内航空部門で1位を獲得した。さらに新幹線を加えた国内長距離交通部門でも1位となり、スカイマーク悲願の快挙となった。
- 2021年（令和3年）
  - 1月1日：新型コロナウイルス感染拡大をうけ、休刊していた機内誌を新たに「空の足跡」としてリニューアルし再開[41]。
  - 4月20日：取締役会長を佐山展生自身の申し出を受け2015年9月から顧問として経営に関与してきた山本礼二郎へ変更[広報 31]。
  - 7月30日：国土交通省の統計発表により、4年連続で定時運航率が1位となった[広報 6][9]。
- 2022年（令和4年）
  - 11月8日：JCSI(日本版顧客満足度指数)調査で2年ぶり、2度目の顧客満足第1位を獲得[広報 32]。

### 再上場
- 2022年（令和4年）
  - 12月14日：東京証券取引所のグロース市場に上場[42][43]。
- 2023年（令和5年）
  - 11月14日：インテグラルが市場外相対取引により株式の一部を売却し、筆頭株主が鈴与ホールディングス[注釈 6]となる[44][45]。
- 2024年
  - 3月21日：インテグラルが保有する全株式（発行済み総数の5.9％）と、鈴与ホールディングスが保有する株式を、鈴与スカイ・パートナーズ投資事業有限責任組合へ譲渡する契約を結んだを発表した[46][47]。これにより筆頭株主が鈴与スカイ・パートナーズ投資事業有限責任組合となる[46]。

## 保有機材
2023年現在、29機のボーイング737-800を保有している。
ほとんどが航空機リース会社のGECASやILFCなどからのリース機材である。また、それらのリース機材の一部を買い取る形で自社保有している機材も存在する。なお日本航空や全日本空輸などの競合他社も多数のリース機を運航しており、航空業界では運航機材のファイナンス・リース、オペレーティング・リースは珍しいことではない。ただし日本航空などでは新造機の発注・受領は自社で行い、受領後リース会社の名義にしているのに対し、スカイマークは自社での発注・受領を行っていない点が異なっている。
スカイマーク保有機の登録（レジ）番号登録の下1桁部分 のアルファベットは、概ねアルファベット順となっている。ただしアルファベットの"I"（アイ）・"O"（オー）・"S"（エス）は、それぞれ数字 の"1"（ワン）・"0"（ゼロ）・"5"（ファイブ）に似て使えないため、用いられず、なおJA737A - JA737G（ソラシドエア）およびJA737J・JA738J（日本航空）とJA330C（個人所有）とJA731A（全日本空輸）は、すでに使用されているため用いることができないこともあり一廻りJA737Zまで導入後はJA73NAからN～をアルファベット順で登録使用している。経営再建後に導入した機材はJA73AAからA〜をアルファベット順で登録。

### 運用機材
- ボーイング737-800型機（座席数：Y177席）29機

| 運用機材          | 運用数 | 発注数 ( )はオプション | 座席数      | 備考                                                               |
| ----------------- | ------ | ---------------------- | ----------- | ------------------------------------------------------------------ |
| ボーイング737-800 | 29     | -                      | 177         | 2025年度MAXシリーズ導入入れ替えで経年リース機返却予定              |
| ボーイング737-8   | -      | 13                     | 177（想定） | 6機のリース契約、確定7機発注 2026年度から導入予定                  |
| ボーイング737-10  | -      | 7                      | 210（想定） | 確定7機発注、2027年度から導入予定 羽田幹線等の高需要路線運用見込み |
| 合計              | 29     | 20                     |             |                                                                    |

| スカイマーク運用機一覧（2024年現在塗装） | スカイマーク運用機一覧（2024年現在塗装） | スカイマーク運用機一覧（2024年現在塗装） | スカイマーク運用機一覧（2024年現在塗装） | スカイマーク運用機一覧（2024年現在塗装）                            | スカイマーク運用機一覧（2024年現在塗装） | スカイマーク運用機一覧（2024年現在塗装）                                    | スカイマーク運用機一覧（2024年現在塗装） |
| 機体記号                                 | 型式                                     | 製造番号                                 | 受領年月                                 | リース会社                                                          | ウィングレット マーク                    | 備考                                                                        |                                          |
| ---------------------------------------- | ---------------------------------------- | ---------------------------------------- | ---------------------------------------- | ------------------------------------------------------------------- | ---------------------------------------- | --------------------------------------------------------------------------- | ---------------------------------------- |
| JA737N                                   | Boeing 737-8HX                           | 36845                                    | 2007年08月                               | ALC（エア・リース・コーポレーション）                               | 未装着機                                 |                                                                             |                                          |
| JA737Q                                   | Boeing 737-8HX                           | 35228                                    | 2008年06月                               | ALC                                                                 | ハート                                   |                                                                             |                                          |
| JA737R                                   | Boeing 737-86N                           | 35630                                    | 2008年07月                               | アバロン                                                            | ハート                                   |                                                                             |                                          |
| JA737T                                   | Boeing 737-8Q8                           | 35290                                    | 2009年03月                               | AerCap（旧ILFC)                                                     | ハート                                   |                                                                             |                                          |
| JA737U                                   | Boeing 737-8FZ                           | 29680                                    | 2009年05月                               | BBAM（野村HDのグループ会社）                                        | ハート                                   | ETOPS                                                                       |                                          |
| JA737X                                   | Boeing 737-8AL                           | 36692                                    | 2009年11月                               | BOCアビエーション                                                   | ブルーハート（左）/ハート（右）          | 機体左側前方の乗降用ドア下部にエアステアの機構あり                          |                                          |
| JA737Y                                   | Boeing 737-8FZ                           | 29663                                    | 2009年12月                               | BBAM→自社保有切り替え購入(2020.08)                                  | ハート                                   | ETOPS                                                                       |                                          |
| JA737Z                                   | Boeing 737-82Y                           | 40712                                    | 2010年06月                               | MCアビエーションパートナーズ （三菱商事傘下の航空機リース事業会社） | ハート                                   |                                                                             |                                          |
| JA73NA                                   | Boeing 737-8HX                           | 36849                                    | 2010年08月                               | アビエーション・キャピタル・グループ                                | ハート                                   |                                                                             |                                          |
| JA73NC                                   | Boeing 737-8FZ                           | 31743                                    | 2010年10月                               | BBAM→リース期限前自社保有切換購入（2018.4）                         | ハート                                   | ETOPS                                                                       |                                          |
| JA73ND                                   | Boeing 737-8FZ                           | 33440                                    | 2010年11月                               | BBAM→リース期限前自社保有切換購入（2018.4）                         | ハート                                   | ETOPS                                                                       |                                          |
| JA73NE                                   | Boeing 737-82Y                           | 40713                                    | 2010年12月                               | MCアビエーションパートナーズ                                        | ハート                                   |                                                                             |                                          |
| JA73NF                                   | Boeing 737-86N                           | 38019                                    | 2011年05月                               | GEキャピタル・アビエーション・サービス(GECAS)                       | ハート                                   |                                                                             |                                          |
| JA73NG                                   | Boeing 737-86N                           | 36821                                    | 2011年08月                               | GECAS                                                               | ピカチュウ                               | 特別塗装機「ピカチュウジェット BC2」                                        |                                          |
| JA73NJ                                   | Boeing 737-86N                           | 39405                                    | 2011年11月                               | GECAS                                                               | ハート                                   | ETOPS                                                                       |                                          |
| JA73NK                                   | Boeing 737-86N                           | 38023                                    | 2012年01月                               | GECAS                                                               | ハート                                   | ETOPS                                                                       |                                          |
| JA73NL                                   | Boeing 737-8HX                           | 38104                                    | 2012年02月                               | AWASアビエーション・キャピタル                                      | ハート                                   | ETOPS                                                                       |                                          |
| JA73NM                                   | Boeing 737-81D                           | 39421                                    | 2012年02月                               | AWASアビエーション・キャピタル                                      | ハート                                   | ETOPS                                                                       |                                          |
| JA73NN                                   | Boeing 737-81D                           | 39422                                    | 2012年03月                               | AWASアビエーション・キャピタル →Macquarie AirFinanceへ変更(2015.12) | ハート                                   | ETOPS                                                                       |                                          |
| JA73NP                                   | Boeing 737-8HX                           | 38109                                    | 2012年05月                               | アビエーション・キャピタル・グループ                                | ハート                                   | ETOPS                                                                       |                                          |
| JA73NQ                                   | Boeing 737-81D                           | 39432                                    | 2013年01月                               | AWASアビエーション・キャピタル                                      | ハート                                   |                                                                             |                                          |
| JA73NR                                   | Boeing 737-8FH                           | 39927                                    | 2013年02月                               | SMBCアビエーション・キャピタル                                      | ハート                                   |                                                                             |                                          |
| JA73NT                                   | Boeing 737-86N                           | 41264                                    | 2013年05月                               | GECAS                                                               | ハート                                   |                                                                             |                                          |
| JA73NU                                   | Boeing 737-86N                           | 38046                                    | 2013年06月                               | GECAS→リース期限前自社保有切換購入（2018.4）                        | ハート                                   |                                                                             |                                          |
| JA73NX                                   | Boeing 737-86N                           | 38045                                    | 2013年09月                               | GECAS                                                               | ハート                                   |                                                                             |                                          |
| JA73NY                                   | Boeing 737-86N                           | 41263                                    | 2013年10月                               | GECAS                                                               | ハート                                   |                                                                             |                                          |
| JA73AA                                   | Boeing 737-8AL                           | 63413                                    | 2018年8月                                | BOCアビエーション                                                   | 桜                                       | スリムシート、コンセント、USB仕様                                           |                                          |
| JA73AB                                   | Boeing 737-8AL                           | 63408                                    | 2019年05月                               | BOCアビエーション                                                   | 桜                                       | ETOPS スリムシート、コンセント、USB仕様 特別塗装機「ピカチュウジェット BC」 |                                          |
| JA73AC                                   | Boeing 737-8AL                           | 63410                                    | 2019年07月                               | BOCアビエーション                                                   | ハート（左）/桜（右）                    | ETOPS スリムシート、コンセント、USB仕様 737NGシリーズ旅客型最終製造機       |                                          |

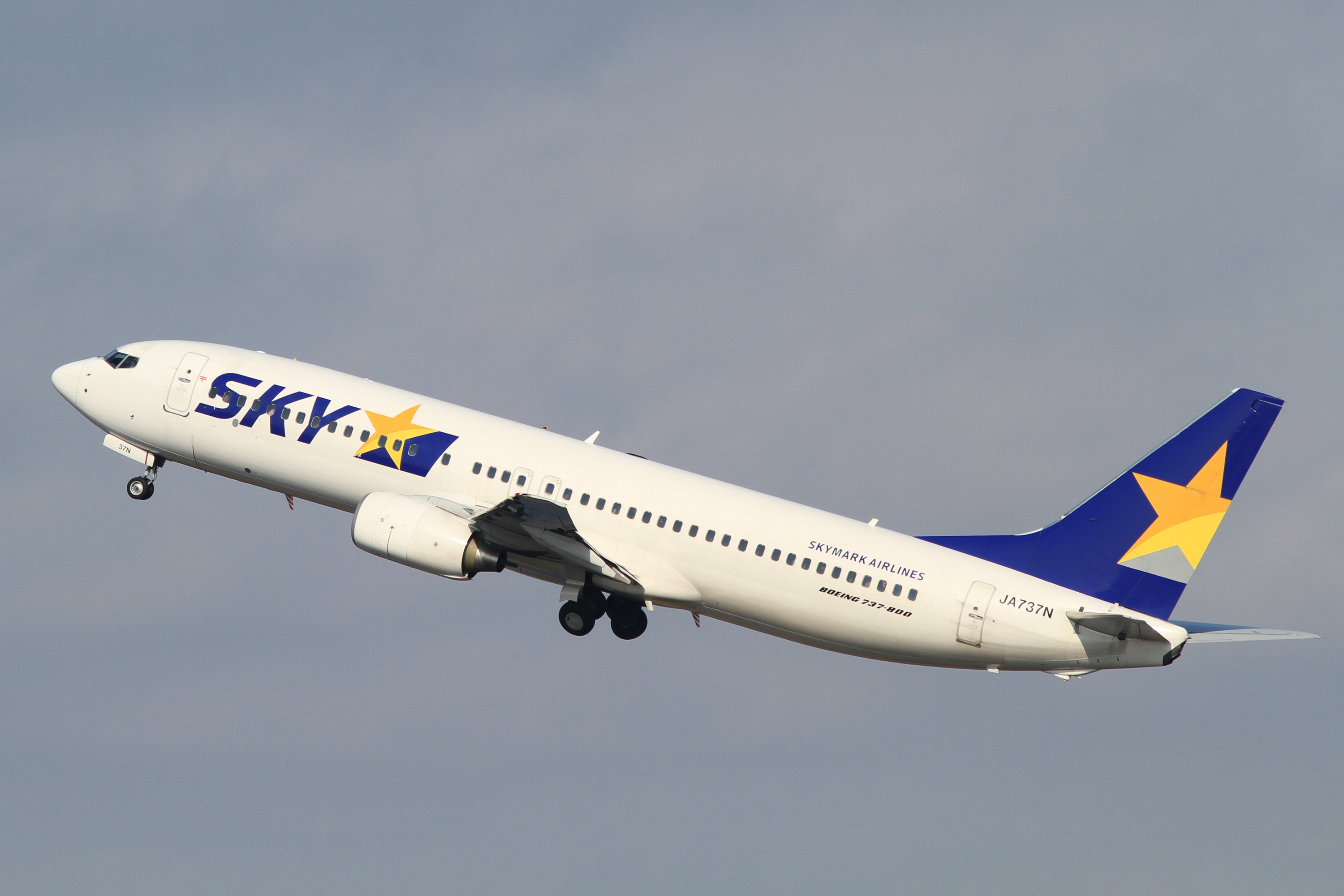
ボーイング737-800（単独ウイングレット未装着機）
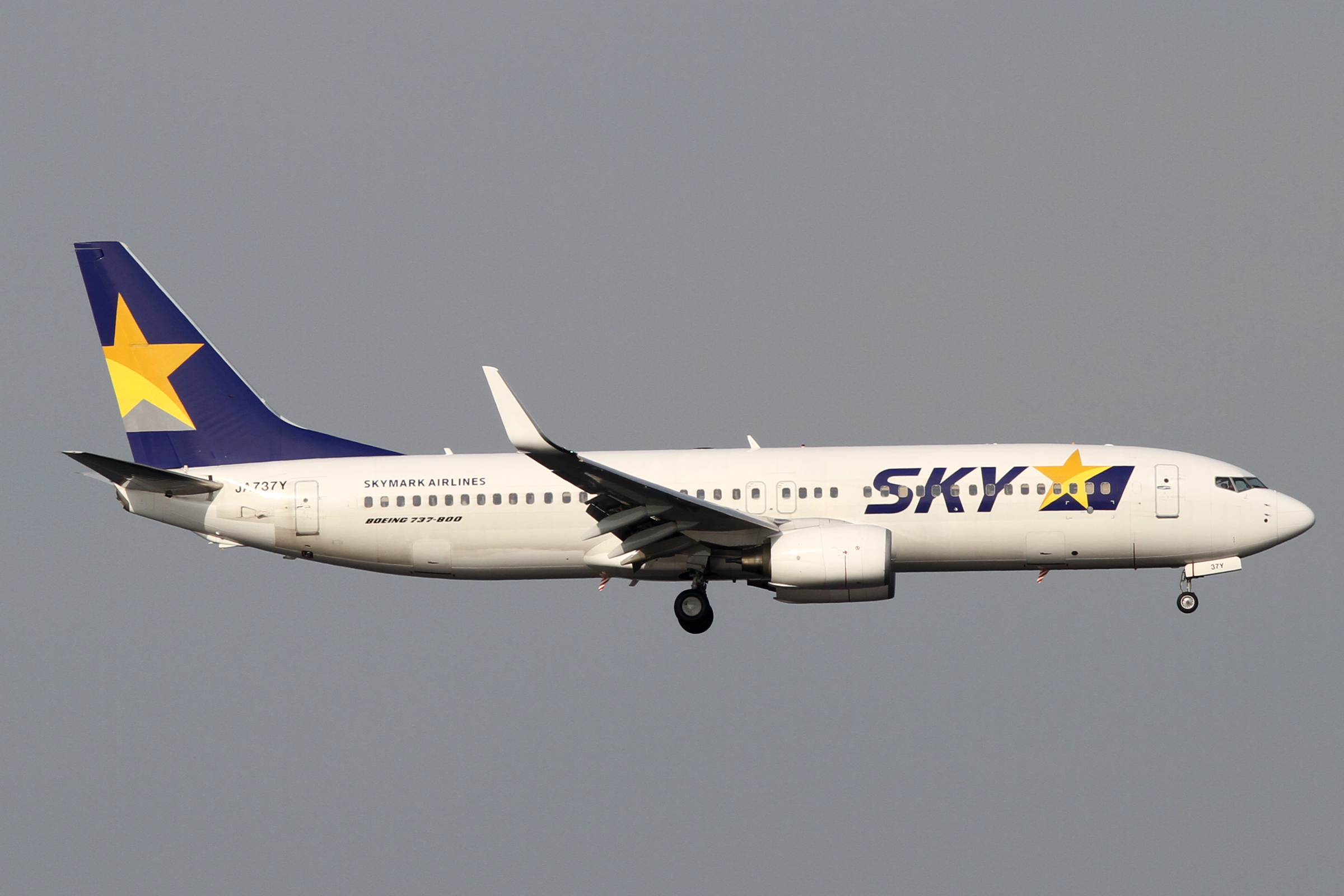
ボーイング737-800（ウイングレット装着）
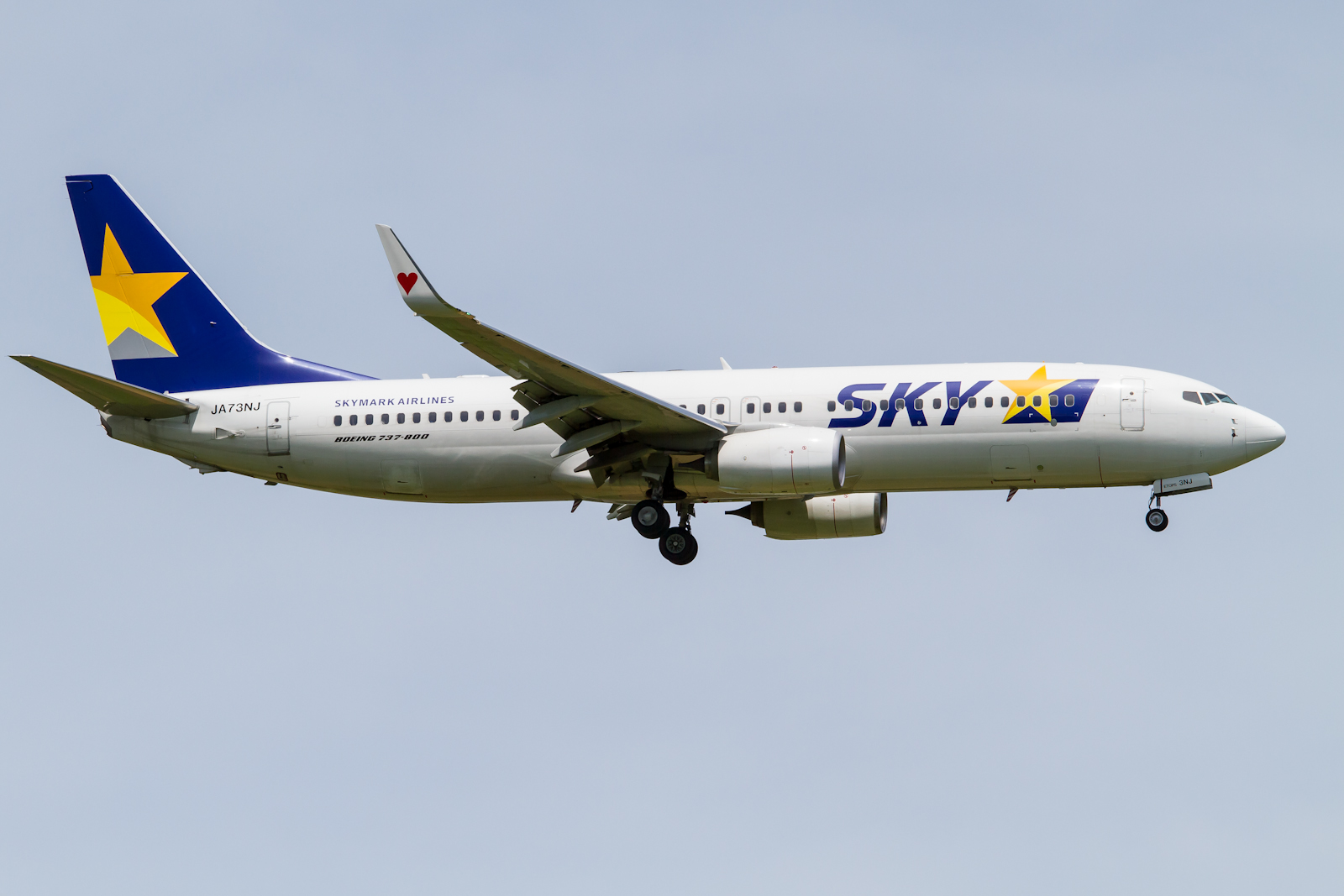
ボーイング737-800(JA73NJ)

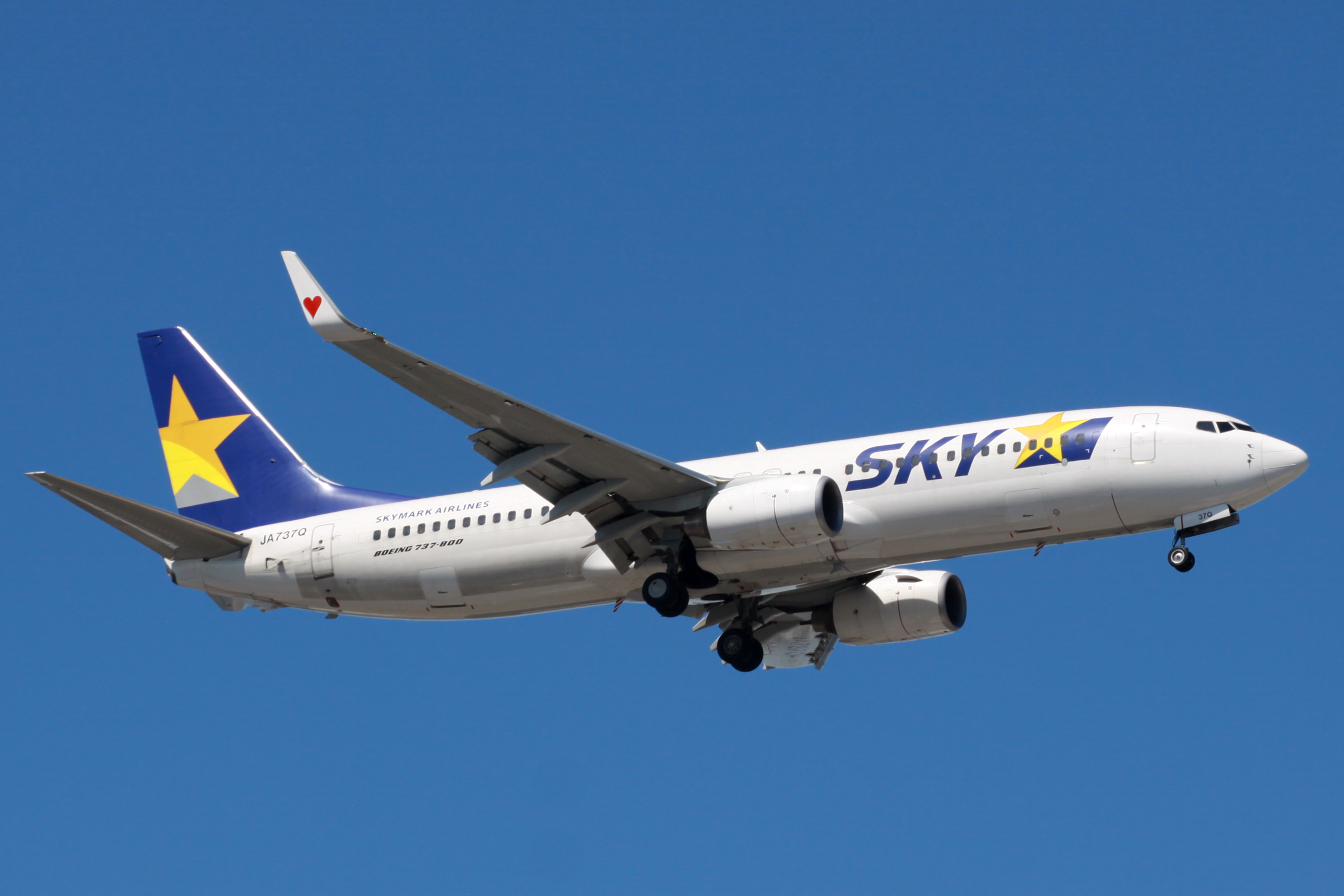
JA737Q（ハート）
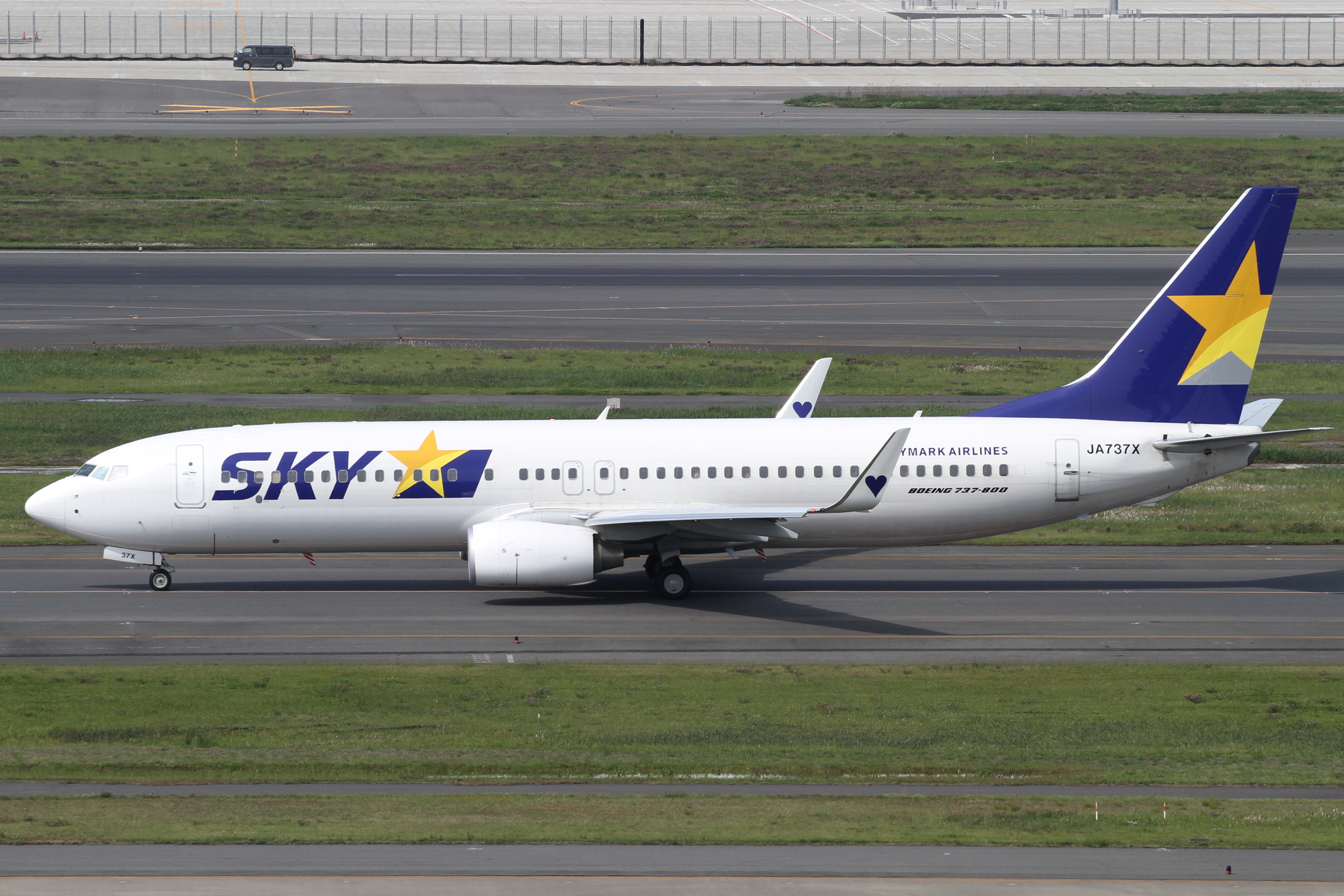
JA737X（ブルーハート）
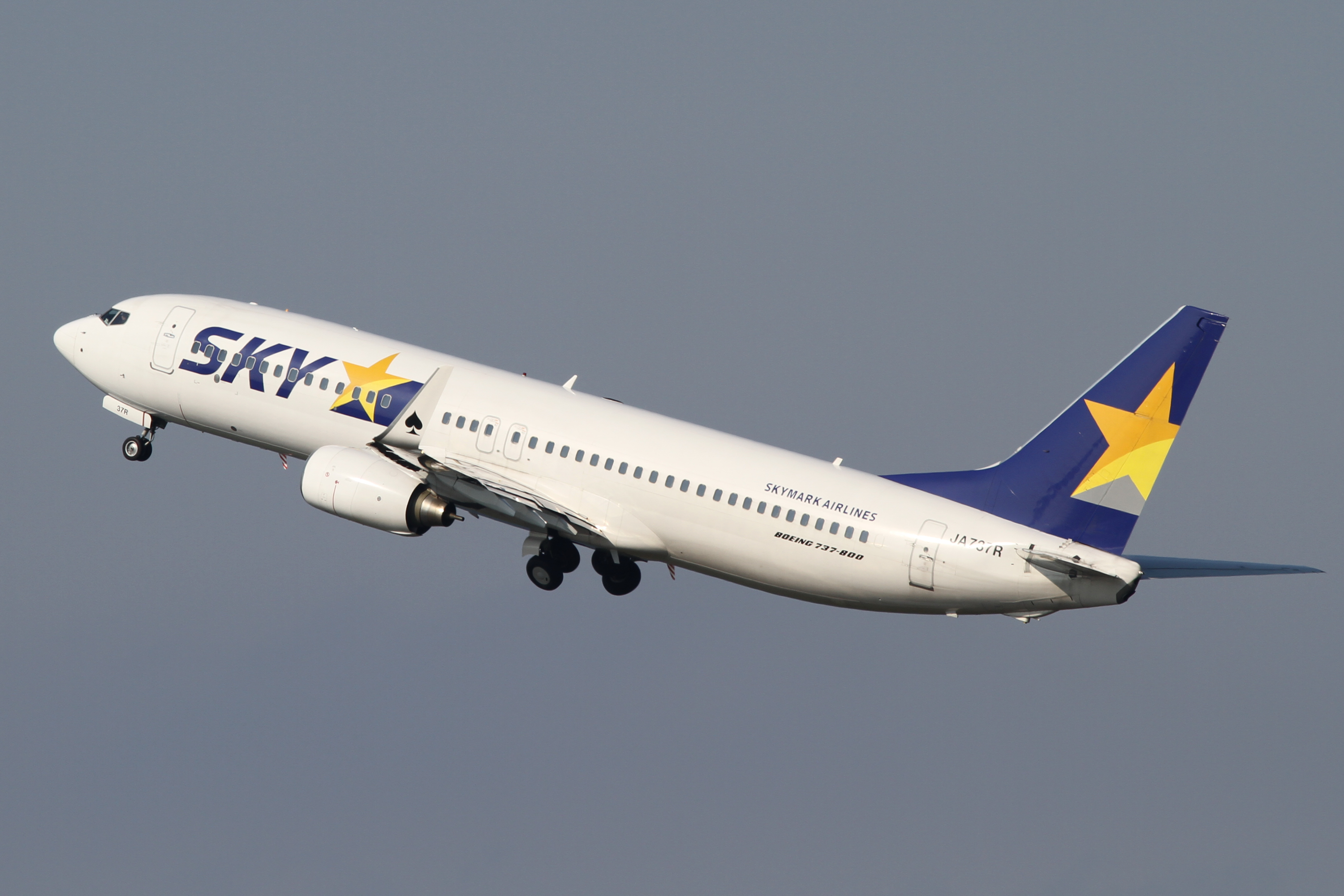
JA737R（スペード）
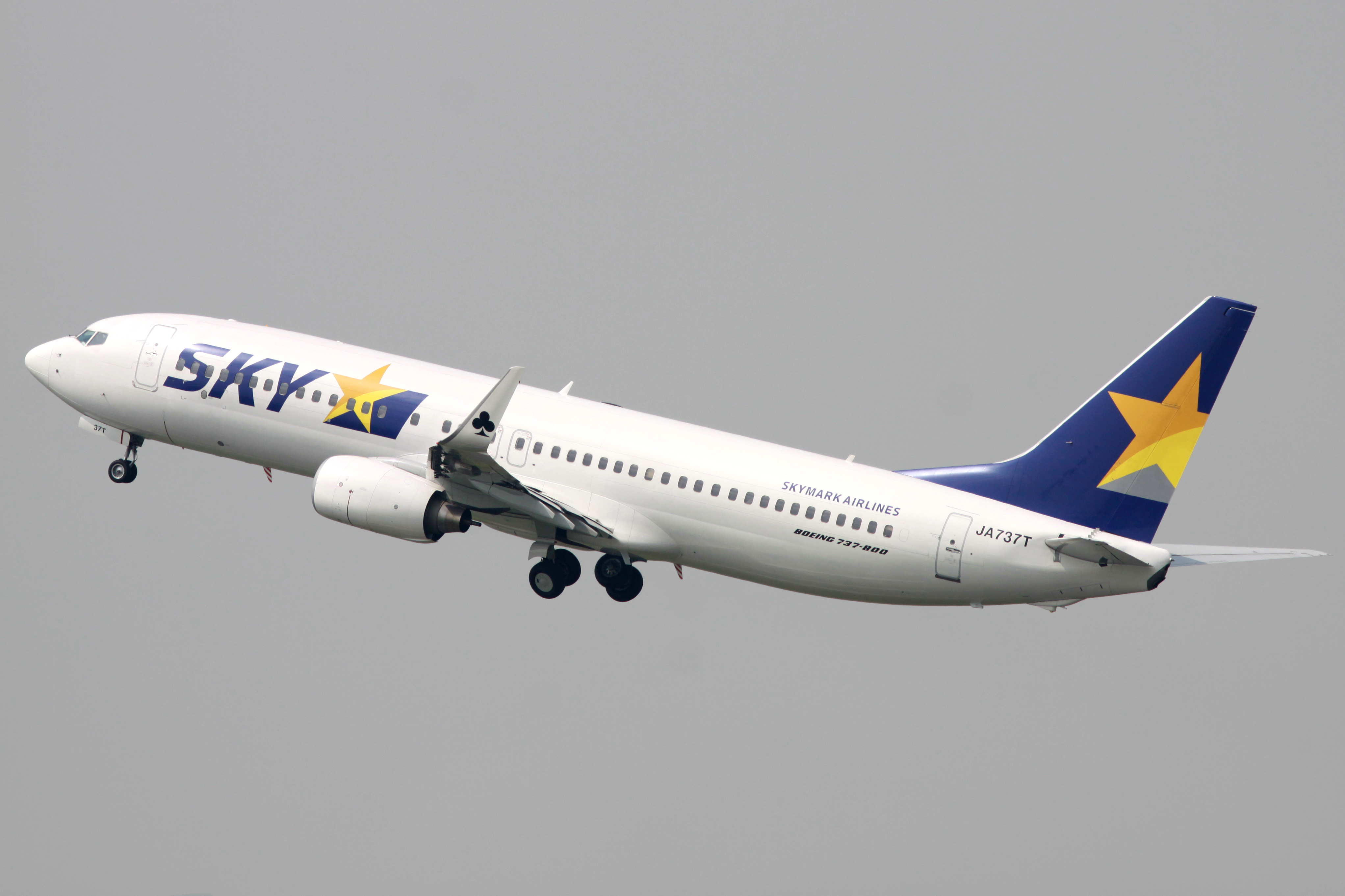
JA737T（クローバー）
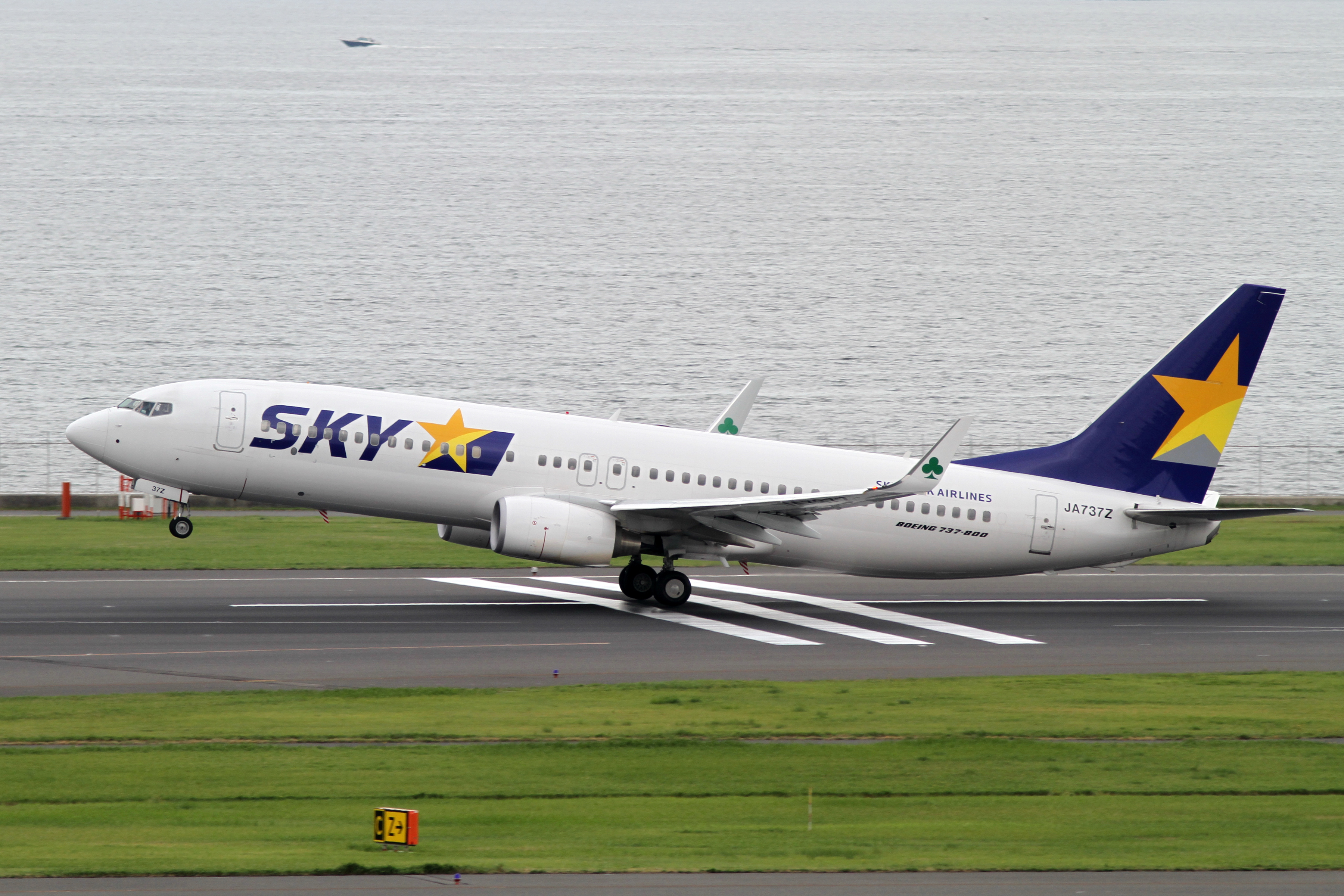
JA737Z（グリーンクローバー）
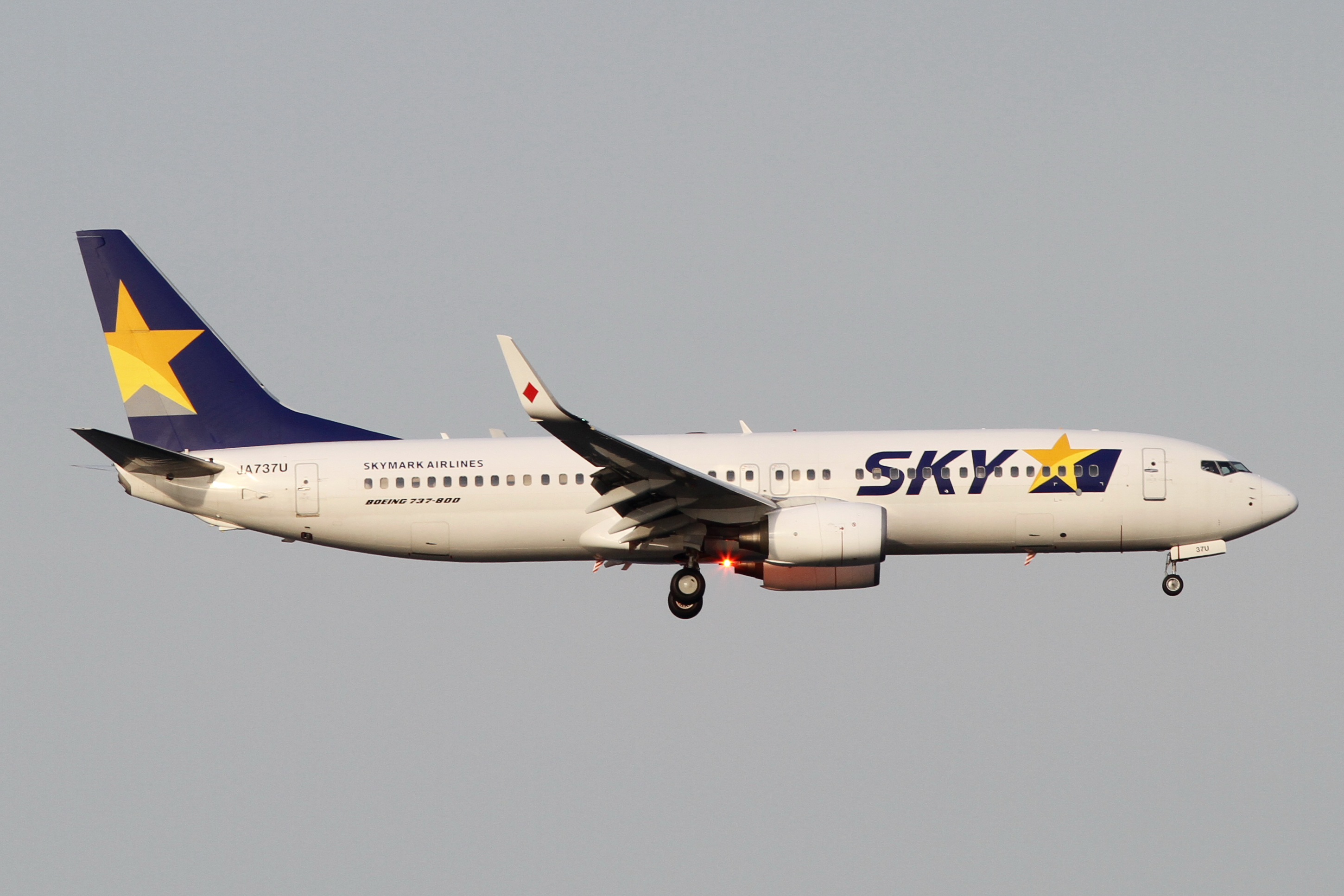
JA737U（ダイヤ）
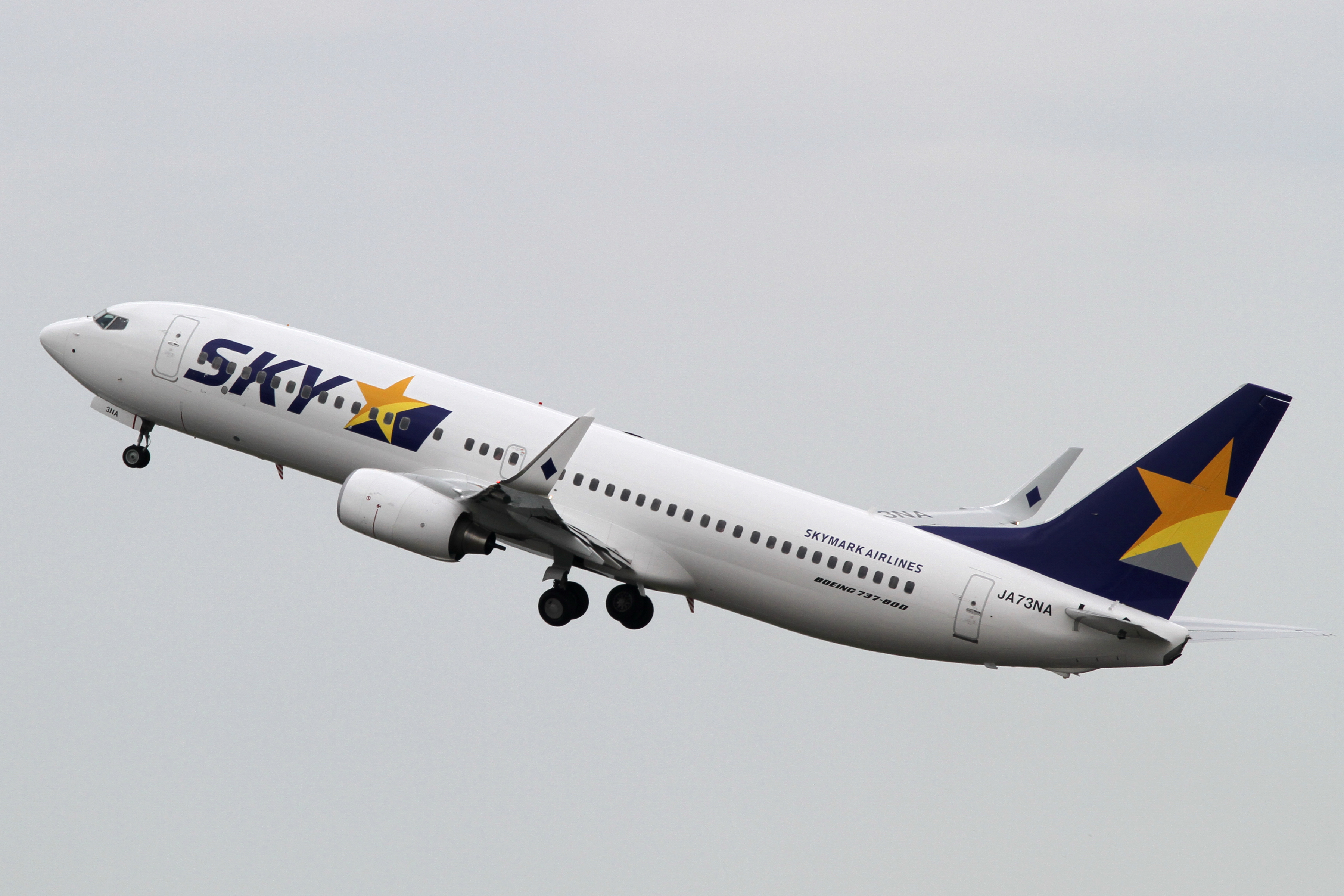
JA73NA（ブルーダイヤ）
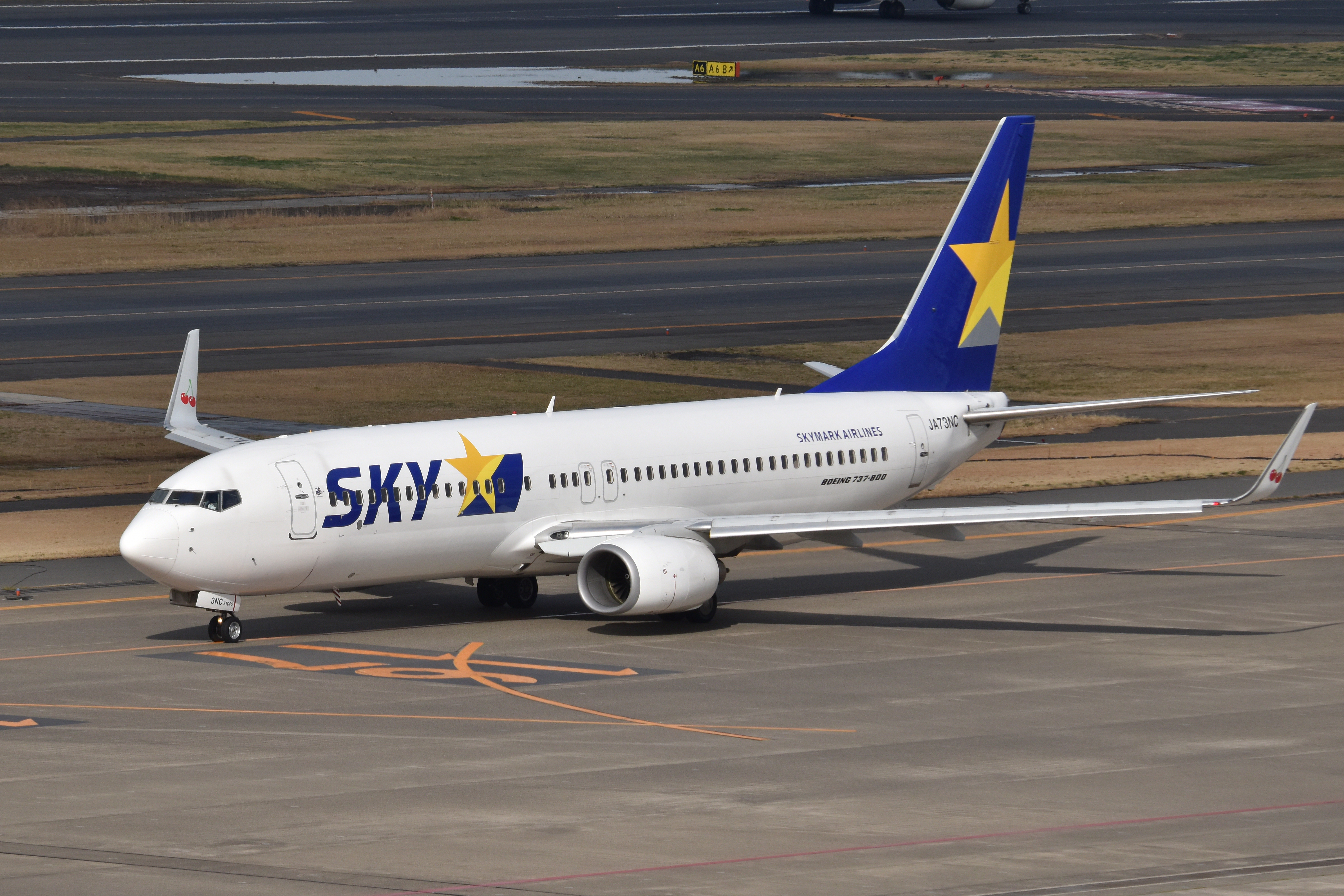
JA73NC（サクランボ）
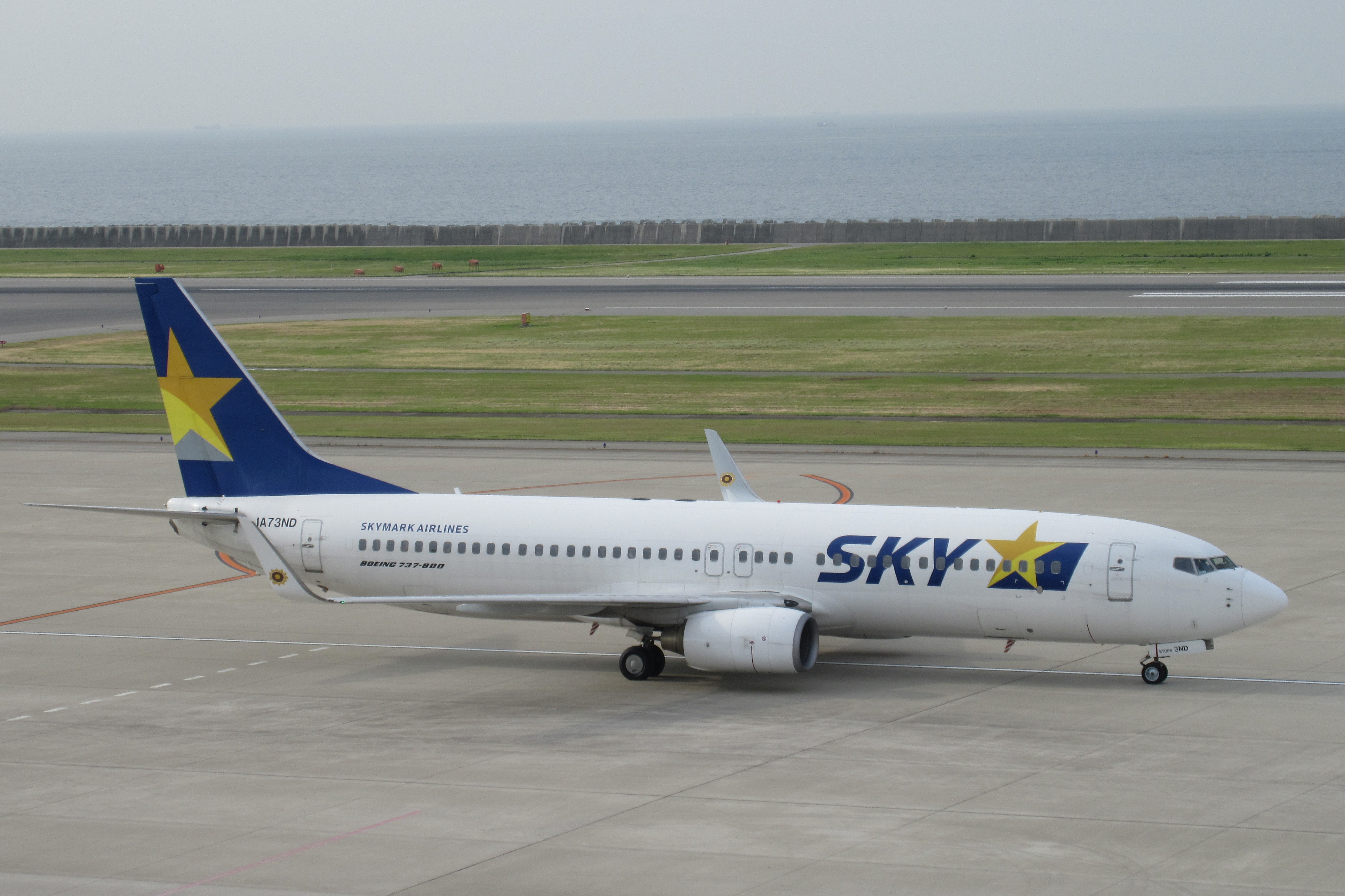
JA73ND（ヒマワリ）
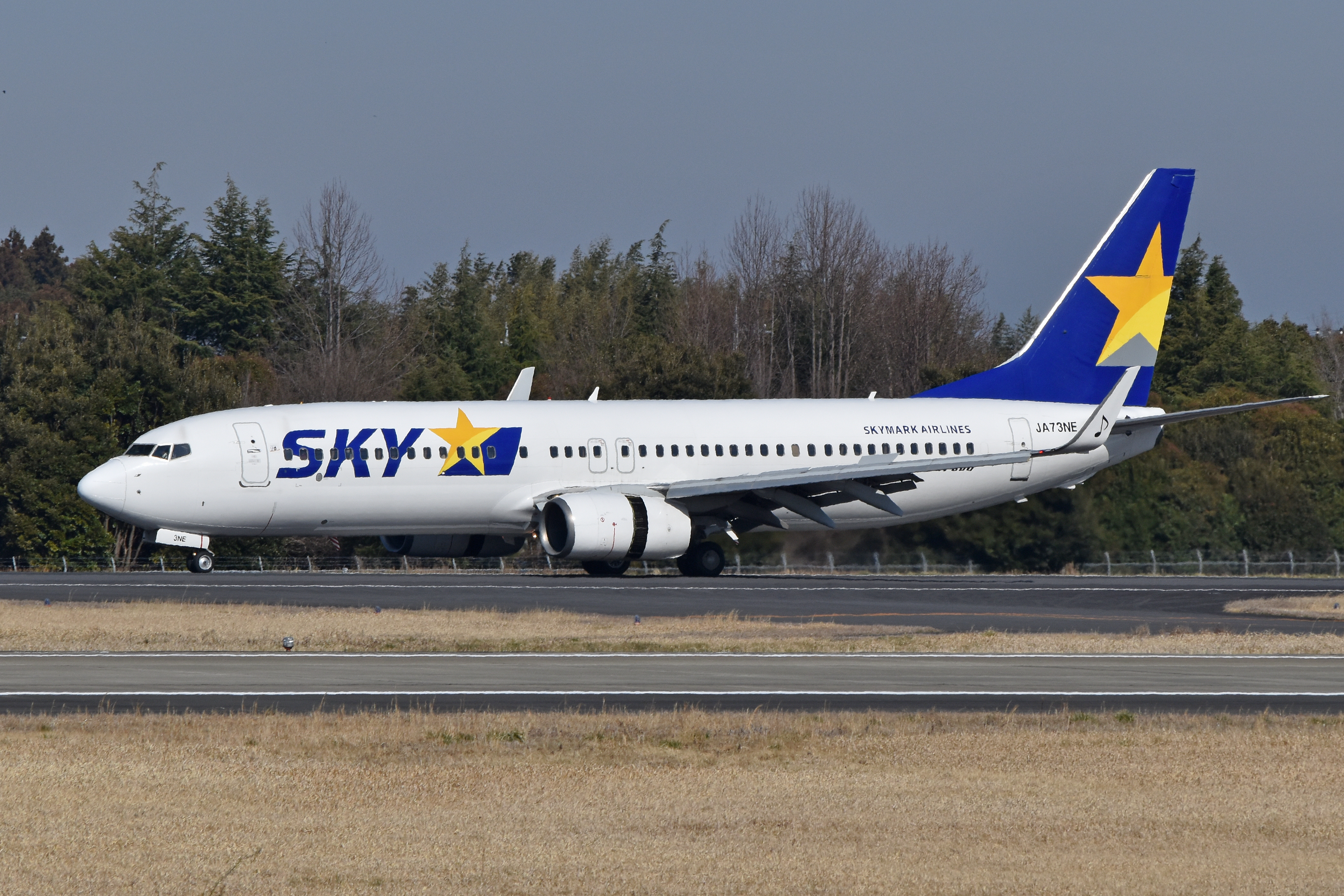
JA73NE（8分音符）

- ボーイング737NGシリーズは日本国内の航空会社では2番目の導入となる。2009年9月には、ボーイング767-300ERからの機種移行を完了した。
- 初期に受領した機体にはオプション装備の「ブレンデッド・ウィングレット」は装着されていなかったが、2008年6月受領のJA737Qからは装着されている。
- JA737X以降の機体は、シート表地が従来の濃紺からベージュに変更となっている。
- JA73NF以降の機体は、LED照明などを搭載し機内環境を従来より改善した新内装「ボーイング・スカイ・インテリア (BSI)」仕様となっている。
- 一部の機材では、双発機が長距離の洋上飛行を行うために必要となるETOPS認定を取得し、グアムなどへのチャーター便を運航した実績がある。該当機材は機首にある前輪格納扉に機材登録番号と「ETOPS」が併記されている。
2019年9月19日スカイマークからの成田空港運航許可申請提出資料によると保有機材（29機）のうち、国際線仕様の機材は8機となっていた。
- 同型機の導入により、新規参入組では保有機材数・路線規模ともに一歩抜き出た格好となった。
- 2015年1月28日の民事再生手続きにより、A330型機の運航を2月以降停止したため、当面機数を維持して運航を継続。
- 2018年.2019年に合計3機導入した。2019年3月、市江正彦社長は神戸新聞の取材に対し、将来予想される神戸空港の規制緩和による発着枠拡大に備え、
同年追加導入予定2機は1機が神戸増便に割当、もう1機は開設予定の成田-サイパン線に割当予定とした。
- 2023年3月期決算 2023年度〜2027年度 中期経営目標にて2024年度までは29機体制維持し、2025年度からの基幹空港発着枠拡大を目指し、それに合わせMAXシリーズ導入によって機材規模を33機体制に拡大以降､経年リース機返却入れ替えにより2027年度まで33機体制維持するとしている。

### 特別塗装機
- 2014年7月19日から同年10月19日まで、アニメ『ONE PIECE』とコラボレーションし、5機(JA73NF,73NG,737U,737N,737T)特別デザイン機「ワンピースジェット」を運航し、キャンペーンを展開し、キャンペーン後は通常塗装に復帰。
- 2016年5月27日から同年10月末まで、プロ野球 セ･リーグ『阪神タイガース』とコラボレーションし、2機(JA73NL,73NM)特別デザイン機「タイガースジェット」を運航し、キャンペーンを展開、キャンペーン後は通常塗装に復帰。
- 2017年5月14日から2018年9月まで、プロ野球 パ･リーグ『福岡ソフトバンクホークス』とコラボレーションし、1機（JA73NJ）の特別デザイン機「タカガールジェット」を運航し、キャンペーンを展開、キャンペーン後は通常塗装に復帰。
- 2017年7月上旬から2018年10月15日まで、プロ野球 セ･リーグ『阪神タイガース』と再度コラボレーションし、今回は1機（JA73NK）の特別デザイン機「タイガースジェット（2代）」を運航し、キャンペーンを展開、キャンペーン後は通常塗装に復帰。
- 2017年10月6日から2018年10月30日まで、下町ボブスレーネットワークプロジェクト推進委員会とコラボレーションし、1機（JA73NT）の特別デザイン機「下町ボブスレージェット」を運航し、キャンペーンを展開。
同プロジェクトで第23回オリンピック冬季競技大会にて使用予定のボブスレー関係者輸送のため2018年2月同機による国際線チャーター便を19日往路と23日復路で羽田/仁川間運航、キャンペーン後は通常塗装に復帰。
- 2018年9月4日から2019年10月まで、就航20周年を迎え、社内で募集した案から1機（JA73NQ）特別デザイン機「星空ジェット」を運航し、キャンペーンを展開。左には「20th Anniversary」、右は大きく「20」と描かれている。20周年期間終了後は通常塗装に復帰。
さらに、同年8月18日からスカイマークが保有する20機（「星空ジェット」も含む）にそれぞれ違う20周年記念デカールを搭乗口右側に貼り付けた特別デカール機も運航。
- 2018年12月1日から2020年1月26日まで、プロ野球 セ･リーグ『阪神タイガース』と三度コラボレーションし、1機（JA73NR）の特別デザイン機「タイガースジェット（3代）」を運航し、キャンペーンを展開。 機体左側面には球団のシンボルである虎のマークを最大級にし、機体右側面には阪神タイガースの公式マスコットキャラクター「トラッキー」、「キー太」、「ラッキー」が描かれている。キャンペーン後は通常塗装に復帰。
- 2019年3月19日から2020年8月13日まで、プロ野球 パ･リーグ『北海道日本ハムファイターズ』とコラボレーションし、1機（JA73NX）の特別デザイン機「ファイターズジェット」を運航し、キャンペーンを展開。
機体左に「HOKKAIDO PRIDE」とファイターズマスコットチームの一員でキタキツネをイメージする「フレップ・ザ・フォックス」、機体右は「FIGHTERS」のロゴがデザイン。キャンペーン後は通常塗装に復帰。
- 2019年3月5日から2020年12月4日まで、2018年から提携している『B.LEAGUE』とのコラボレーションし、1機（JA73NY）に漫画家井上雄彦氏によるイラストとリーグロゴを描かれた特別デザイン機「B.LEAGUE JET」を運航し、キャンペーンを展開、キャンペーン後は通常塗装に復帰。
- 2019年4月11日から2020年5月11日まで、プロ野球 パ･リーグ『福岡ソフトバンクホークス』とコラボレーションし、1機（JA73NU）の特別デザイン機「タカガールジェット（2代）」を運航し、キャンペーンを展開。 ピンクを基調とし、機体前方のドア付近に「タカ ガール TAKA GIRL」、機体胴体の左舷側に「SoftBank HAWKS」と記し、2019年度のタカガールユニフォームのデザイン「光のフレア」を表現。右舷側はバッターのシルエットにバットで区切り「TAKAGIRL」と記し、その右にロゴの白抜きをデザインし、両エンジンの噴射口の上部にもハート型のワンポイントデザインが施される。キャンペーン後は通常塗装に復帰。
- 2019年5月14日から2020年1月7日まで、「西の拠点」して就航している神戸を企業ミッションの一つに掲げている「地域共生」で共有しているJリーグ『ヴィッセル神戸』とのオフィシャルゴールドスポンサー契約を締結し、1機（JA737X）の別デザイン機「ヴィッセルジェット」を運航し、キャンペーンを展開、キャンペーン後は通常塗装に復帰。
- 2021年6月21日から 約5年間、株式会社ポケモンが「多くの人が外に出る楽しみから遠ざかってしまっている中、再び自由な活動ができるようになった時、あらためて旅の喜びや移動の楽しさを感じてほしい」という想いで企画した「そらとぶピカチュウプロジェクト」に賛同し、「ピカチュウジェット BC」（JA73AB）を主に沖縄発着路線を中心に運航し、キャンペーンを展開。また、2022年5月には海をイメージ出来るキャラクターを描いた2機目の「ピカチュウジェット BC2」（JA73NG）を就航、ともに沖縄発着路線を中心に運航予定と発表された。

ピカチュウジェットBC・JA73AB

### 導入予定機材
- ボーイング737MAX

スカイマークは2022年11月10日、正式に現行の737-800の置き換え機材として737-8、737-10の導入を発表した。2025年度から順次導入予定であり、内訳は8型をリースで6機契約締結し、8型､10型の2機種を計6機(内2機はオプション)の発注を基本合意した。
- - 2013年6月17日の第50回パリ航空ショーの初日に日本で初めて同型機を導入する方針を発表[広報 35]。ボーイング737-800型機の後継機として導入するとしているが、正式な契約は締結されておらず、その後の経営破綻で導入の見込みは不透明となっている[79]。
  - 2018年10月29日にライオン・エア610便墜落事故が起き、さらにその5カ月後の2019年3月10日にはエチオピア航空302便墜落事故が発生。ボーイング737MAXが連続事故に見舞われたため、世界中でボーイング737MAXの運航停止、及び発注取り消しが相次ぐ事態となった（ボーイング737 MAXにおける飛行トラブル）。これを受けて佐山展生会長もAviation Wireの取材に対して「原因究明できず、370機が止まった状態では（737 MAXを）契約できない」と回答した[80]。

- 「機材計画委員会」設置
  - 経営破綻後、2017年になり使用している機体のリース契約が2019年から順次切れることから、新機材の調達や契約延長の検討を目的とした「機材計画委員会」を設置し、現行機材改修を含め同機種の増機やより航続距離の長い他機種への更新などの案を検討すると報道された[81]。機材計画委員会の設置は会社創設以降初めてであり、運航乗務員や客室乗務員など社内横断のメンバーで構成される。
  - 2018年4月、市江正彦社長が取材に応じ、「200席くらいにする可能性は十分ある」、「多少燃費が良いことよりも、飛行機がいつも稼働しているほうが重要」とし、既存保有機の席数増加と共通性を元に検討し、破綻前導入し運用に苦労したA330のような広胴（ワイドボディ）機については「整備体制がきっちりできるめどが立たないとリスクが高い。5年から10年先ならあるかもしれない」という見解を示した[82]。

### 発注取り消しとなった機材
- エアバスA380-800（契約解除）[83]

2014年、スカイマークによる不払いが発生したためエアバス側が購入契約を解除。スカイマークに対する損害賠償請求などの協議が行われている。また機体契約解除に伴い、搭載エンジンおよびその整備に関する契約を行っていたロールス・ロイスとも契約解除となっている。
- 2010年11月8日、欧州の大手航空機メーカー・エアバス社とA380を導入することで基本合意書を締結[広報 10]。そして2011年2月17日に、6機（2機はオプション）の正式購入契約を締結した[広報 11]。
  - 当初、エアバス社はA320をスカイマークへ売り込んでいたが、社長の西久保がエアバス社のカタログに掲載されていたA380に興味を持ち惚れ込んだことから発注につながったという[86]。
  - スカイマークの売上規模（2010年3月期で414億円、純利益26億円）に比べ、導入コストが高すぎることから導入発表時に株価はストップ安となった[87]。
  - 発注の時点で、スカイマークがA380を導入できるのか疑問視する声がエアバス社内を含む航空業界から上がっていた[86] ほか、仮に導入できたとしても新規導入に関する作業を行うことが出来る技術があったのかと疑問視する声もある[88]。それでもエアバス社が契約締結に及んだのは、当時米国ボーイング社の牙城となっていた日本市場の状況を打破する狙いがあったのではないかと指摘されている[86]（2010年時点では日本航空がまだA350を発注していなかったほか、PeachやジェットスターのようなエアバスA320で機材を統一したLCCが台頭する以前でもあった。そのような中で大手2社では最新鋭ボーイング787の大量導入が進められる予定となっており、エアバス社が日本において明確な劣勢に立たされていたという事情があった。）。
- 日本籍の航空機に初めてエアバス社製・4発ワイドボディ機であるA380が導入されることとなっていた[広報 11][広報 36]。
- 2014年8月から順次受領し、その国際線専用機材としての運用、国際定期便事業に参入を予定していた。一時、追加で9機を新たに導入する方針が報道された(合計15機)[89] が、実際の契約には至っていない。
  - 2014年6月に機内のギャレーなどで部品供給が遅れているため、受領が当初の予定より2カ月半から6カ月ほど遅れ、国際線の開設も遅れると発表した[90]。
- 東京/成田 - ニューヨーク/JFK線の就航が発表されており、他にも成田 - ロンドン/ヒースロー、フランクフルト等の欧米路線を計画していた[91]。そのため、成田の第2ターミナルには新たに、A380が使用できる特殊スポットが、スカイマークの就航に備えて事前に追加されたものの、直後に導入がキャンセルされてからは、他の航空会社が使用せざるを得なくなった。
- 契約解除時点で2機が製造中（うち1機は試験飛行済み）であり、JA380A,B,C,D,E,Fまで6機分の機体登録番号が予約されていた。その上、胴体の大部分を除けば、垂直尾翼などは既にスカイマークカラーに塗り替えられていた。これら製造中の機体は別の既存顧客に引き渡される方向で協議中となっていて[92]、一時期、再建支援を申し出たANAが債権者集会での有力勢力になるため有力債権者エアバスとの取引で購入したとの噂があったが、2016年5月に同型機最大顧客のエミレーツ航空が購入したと発表され[93]、2018年に2機ともドバイへ納入され同社にて運用中。

- 製造番号162のエアバスA380。
発注した6機中2機は、垂直尾翼、胴体尾部、エンジンにスカイマークの塗装が施され、既に機体そのものは完成していたが、この直後にキャンセルされた。後に同機はエミレーツ航空へ売却され、A6-EVBとして登録された。

| スカイマークが発注し製造されたエアバスA380-800の一覧 | スカイマークが発注し製造されたエアバスA380-800の一覧 | スカイマークが発注し製造されたエアバスA380-800の一覧 | スカイマークが発注し製造されたエアバスA380-800の一覧 | スカイマークが発注し製造されたエアバスA380-800の一覧                                               | スカイマークが発注し製造されたエアバスA380-800の一覧 |
| 型式                                                 | 製造番号                                             | 機体記号                                             | 機体記号（日本予定）                                 | 備考                                                                                               | 参照                                                 |
| ---------------------------------------------------- | ---------------------------------------------------- | ---------------------------------------------------- | ---------------------------------------------------- | -------------------------------------------------------------------------------------------------- | ---------------------------------------------------- |
| Airbus A380-841                                      | 162                                                  | A6-EVB（就航済）                                     | JA380A                                               | 2014年4月初飛行後フランス・トゥールーズにて整備待機後 2018年エミレーツ納入運用中                   | [ 94 ]                                               |
| Airbus A380-841                                      | 167                                                  | A6-EVA（就航済）                                     | JA380B                                               | 2017年10月初飛行後ドイツ・ハンブルグにて一時待機後 2018年4月エミレーツ納入、同月28日から就航運用中 | [ 95 ]                                               |

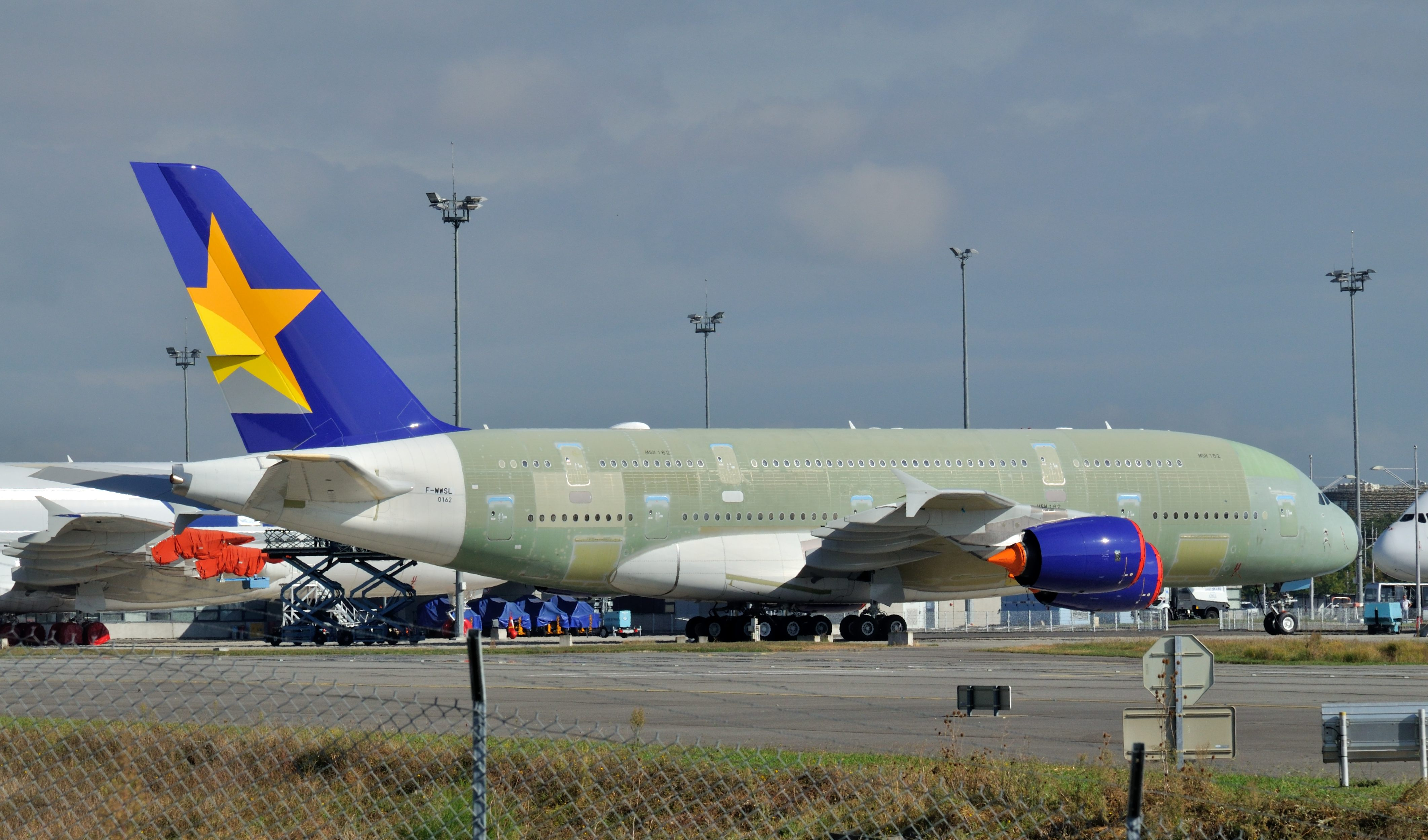
製造番号162のエアバスA380。 発注した6機中2機は、垂直尾翼、胴体尾部、エンジンにスカイマークの塗装が施され、既に機体そのものは完成していたが、この直後にキャンセルされた。後に同機はエミレーツ航空へ売却され、A6-EVBとして登録された。

- 2014年5月15日現在のスカイマークの6機の投資予定額は、平成27年3月期第1四半期の決算短信では総額1,915億8,500万円となっており、2014年4月までに265億円は支払い済みであったが、納入受取協議を開始して以降は支払いを停止。

### 退役機材
スカイマークはリース機が多いため、同社を退役してもリース会社へ返却（リースバック）され、他社で使用されるケースが多い。
- ボーイング737-800
  - A330導入後は737が余剰となるため、機齢を問わず早期リースバックが行われた。
    - A330の運航停止後は、早期リースバックは延期されている。

| 機体記号 | 型式           | 製造番号 | 受領年月   | 抹消年月   | 備考 |
| -------- | -------------- | -------- | ---------- | ---------- | ---- |
| JA737H   | Boeing 737-86N | 34247    | 2005年12月 | 2013年9月  |      |
| JA737K   | Boeing 737-86N | 34249    | 2005年12月 | 2013年10月 |      |
| JA737L   | Boeing 737-86N | 32694    | 2006年06月 | 2014年04月 |      |
| JA737M   | Boeing 737-86N | 32683    | 2006年12月 | 2014年10月 |      |
| JA737P   | Boeing 737-8HX | 29681    | 2008年01月 | 2016年02月 |      |
| JA73NB   | Boeing 737-8HX | 36848    | 2010年09月 | 2014年11月 |      |
| JA73NH   | Boeing 737-8HX | 38101    | 2011年10月 | 2015年01月 |      |

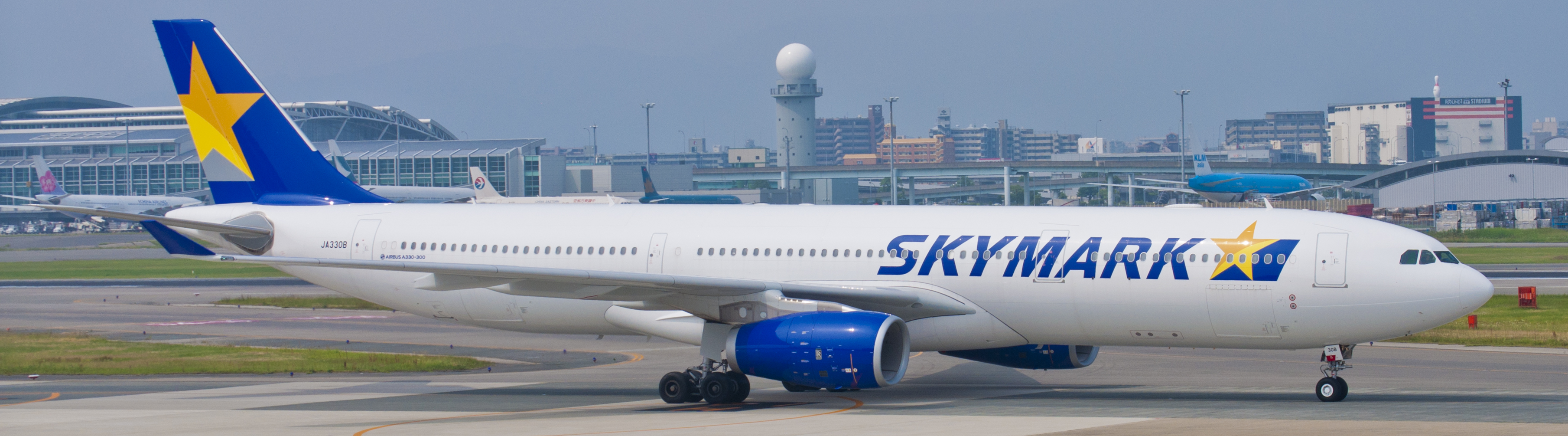
エアバスA330-300

- エアバスA330-300（2014年6月 - 2015年1月）
  - 2012年に導入を発表。2014年に受領・運航を開始し、2015年1月に運航を終了した[96]。
  - 2012年2月の発表では、6機導入となっていたが[広報 38]、2013年以降に10機導入予定と変更になっている。2014年2月から同年に6機、2015年に4機を順次受領予定としていた[広報 39][97]。2014年5月以降に羽田 - 福岡線・那覇線・新千歳線に順次投入され、1年半かけて同路線に就航する737-800を代替する計画だった。全席が737-800より前後間隔の広い上級クラスとなる「グリーンシート」で構成される。（後述）
  - 機体のロゴは、それまでは「SKY」と表記されていたものの、A330では「SKYMARK」の表記のタイプになった[98]。これは737-800に比べて胴体が長いA330において、「SKY」だけでは収まりが悪いというデザイン上の理由で導入された[99]。なお、その後導入中止となったA380においても、70 mを越す胴体を持つことから、A330と同様に「SKYMARK」の文字になる計画がなされていた[98]。
  - 機内エンターテイメント設備は搭載されず、全席にPC用電源が設置されていた[99]。2014年8月7日から3号機（登録番号JA330D）以降でパナソニック アビオニクス コーポレーション「eXConnect」 を使用した無料インターネット接続サービス「SKYMARK FREE Wi-Fi」を開始。2014年内に全てのA330がWi-Fiサービスに対応する予定[広報 40] となっていたが、最終的に2機（JA330AおよびJA330B）がWi-Fiサービスに対応しないままで運航を終了した。
  - ギャレーなどの装備や機体性能上は国際線での運航も可能であり[99]、A330による国際線チャーター便運航も視野に入れていた[25]。
  - 運用に先立ち、2014年1月22日に国土交通省がエアバスに対し同型機の型式証明を交付した。
  - A330はJA330K,L,M,Nまで機体登録番号予約済みで、JA330L（8号機）までエアバスの工場にて製造されていた。
  - 当初は2014年3月25日から羽田 - 福岡線に投入予定だった。その後、整備場の認可遅れなどが重なって4月18日に、さらに準備が遅れて5月31日に再延期。その後、運航開始までに訓練などで 時間が必要と判断し、最終的な就航日は3度目の延期となる6月14日になった。同社は就航日ありきの計画でA330導入を進めたために関連書類や訓練に不備が発生し、監督官庁である国土交通省航空局は申請を許可しなかったとの指摘がある[100]。
  - 2014年6月6日の営業運航直前に初号機（JA330A）がテスト飛行中に落雷を受け、前日の13日までに運用許容基準（MEL）に適合する応急整備で就航日に間に合わせ14、15日は運航したが、本格的な整備を16日から18日に実施し、19日から運航に復帰した[101]。
  - 2014年6月14日より羽田 - 福岡線で就航し、同年8月1日より羽田 - 新千歳線に就航した[24] がA330認定の整備士育成の遅れやWifiサービス対応に伴う改修遅れなどによってA330の就航地数拡大が予定通りに進まなかった。
  - 2015年1月28日の民事再生手続きにより、抜本的な経営改善を目的として機材を737に再度統一することを発表。これに伴い2月1日より同型機は運航停止となり、同日以降、6号機（JA330G）以外は羽田空港で留め置き、整備保管（ストア）されている（JA330Gはエアバスの工場がある仏トゥールーズにてストア）。同機はリースバックは行わず、機材のサブリースを検討している[96] としていたが、運航停止から約1カ月、初号機受領から約1年たった2015年3月13日サブリース先が見付からずリース契約を解除し、早期返却をすることによって、リース会社から新たに損害賠償される可能性があると報道される[102]。

| スカイマークが保有していたエアバスA330-300の一覧（発注のみの機材を含む） | スカイマークが保有していたエアバスA330-300の一覧（発注のみの機材を含む） | スカイマークが保有していたエアバスA330-300の一覧（発注のみの機材を含む） | スカイマークが保有していたエアバスA330-300の一覧（発注のみの機材を含む） | スカイマークが保有していたエアバスA330-300の一覧（発注のみの機材を含む）         | スカイマークが保有していたエアバスA330-300の一覧（発注のみの機材を含む） |
| 機体記号                                                                 | 型式                                                                     | 製造番号                                                                 | 受領年月                                                                 | リース会社                                                                       | 備考 |
| ------------------------------------------------------------------------ | ------------------------------------------------------------------------ | ------------------------------------------------------------------------ | ------------------------------------------------------------------------ | -------------------------------------------------------------------------------- | --- |
| JA330A                                                                   | Airbus A330-343                                                          | 1483                                                                     | 2014年02月                                                               | イントレピッド・アヴィエーション・パートナーズ (IAP：Intrepid Aviation Partners) | N113NT（保有者：BANK OF UTAH TRUSTEE）→EI-FN（リース会社に返却）Y→TC-LOA 2015年4月9日に離日し、アリゾナ州ピナル飛行場で保管 2017年5月9日、ターキッシュ エアラインズへリース。 |
| JA330B                                                                   | Airbus A330-343                                                          | 1491                                                                     | 2014年02月                                                               | IAP                                                                              | N114NT（保有者：BANK OF UTAH TRUSTEE）→EI-FNZ（リース会社に返却）→TC-LOB 2015年4月5日に離日し、アリゾナ州ピナル飛行場で保管 2017年5月12日、ターキッシュ エアラインズへリース。 |
| JA330D                                                                   | Airbus A330-343                                                          | 1542                                                                     | 2014年07月                                                               | IAP                                                                              | Wi-Fiサービス対応 N115NT（保有者：BANK OF UTAH TRUSTEE）→EI-FSC（リース会社に返却）→TC-LOC 2015年4月6日に離日し、アリゾナ州ピナル飛行場で保管 2017年3月28日、ターキッシュ エアラインズへリース。                                                                                                 |
| JA330E                                                                   | Airbus A330-343                                                          | 1544                                                                     | 2014年09月                                                               | IAP                                                                              | Wi-Fiサービス対応 N116NT（保有者：BANK OF UTAH TRUSTEE）→EI-FSD（リース会社に返却）→TC-LOD 2015年4月2日に離日し、アリゾナ州ピナル飛行場で保管 2017年4月6日、ターキッシュ エアラインズへリース。                                                                                                  |
| JA330F                                                                   | Airbus A330-343                                                          | 1574                                                                     | 2014年11月                                                               | CIT                                                                              | A330-343 - cn 1574 Wi-Fiサービス対応 OE-IDI（リース会社に返却）→EC-MHL 2015年3月31日に離日し、オーストリアのウィーンにフェリーされた後、 スペインのテルエル空港にて保管 その後同年7月にエア・ヨーロッパが内装変更せずに同機をリースして運用中                                                    |
| JA330G                                                                   | Airbus A330-343                                                          | 1592                                                                     | 未受領 （2015年2月完成）                                                 | IAP                                                                              | A330-343 - cn 1592 Wi-Fiサービス対応、 当該機の引き渡し直前にA330を運航停止 「SKYMARK」のロゴが消された状態でトゥールーズのエアバス工場にて保管 N117NT（保有者：BANK OF UTAH TRUSTEE）→EI-FSD（リース会社に返却）→TC-LOE 2016年12月22日、ターキッシュ エアラインズへリース。                     |
| JA330K                                                                   | Airbus A330-343                                                          | 1607                                                                     | 未受領 （2015年2月完成）                                                 | CIT                                                                              | A330-343 - cn 1607 Wi-Fiサービス対応、 引き渡しされずエアバスの工場で保管 垂直尾翼､エンジンはスカイマーク仕様で塗装されたが、胴体はロゴなし。 テストレジ:F-WWCS→EC-MIL、その後2015年11月から エア・ヨーロッパが内装及び尾翼､エンジン塗装変更せずに同機をリース後、 2016年6月からWowAirへリース   |
| JA330L                                                                   | Airbus A330-343                                                          | 1624                                                                     | 未受領 （2015年3月完成）                                                 | CIT                                                                              | A330-343 - cn 1624 Wi-Fiサービス対応、 引き渡しされずエアバスの工場で保管。 垂直尾翼､エンジンはスカイマーク仕様で塗装されたが、胴体はロゴなし。 テストレジ:F-WWYR→EC-MIO、その後2015年11月から エア・ヨーロッパが内装及び尾翼､エンジン塗装変更せずに同機をリース後、 2016年5月からWowAirへリース |

- ボーイング767-300ER（1998年9月 - 2009年9月）
  - 1998年の就航当初から使用していた機材。保有機材のうち4号機（JA767D）は就航前に破産した沖縄県のレキオス航空がJA01LQの機体記号で発注していたものであり、全席革張りシートで液晶画面も装備されていた。
  - また、ボーイング767-300ERの一部機材のドアにオプション仕様A-A-I-Aタイプが、存在した。
  - 就航当初はボーイング767の標準座席配置に対し横1列追加した2-4-2の8アブレストで話題になったが[106]、4号機（JA767D）以降は標準の2-3-2の7アブレストとなり、シートピッチも32インチとされ、ゆったりした客室仕様となっていた。
  - 初号機の納入時には白地に疑問符を描いた形とし[106]、その後就航直後は一部の機体に広告塗装を施し、そこからも収入を得ていたが、2005年のCI導入による塗装変更以後は行われていない。広告主はディレクTVを皮切りに[106]、J-PHONE・マイクロソフト[106][107]・Yahoo! JAPAN[108]・USEN[109] 等だった。
  - なおシグナスクラスサービスは、JA767A, JA767Bの退役に伴い2008年8月25日をもって終了した。

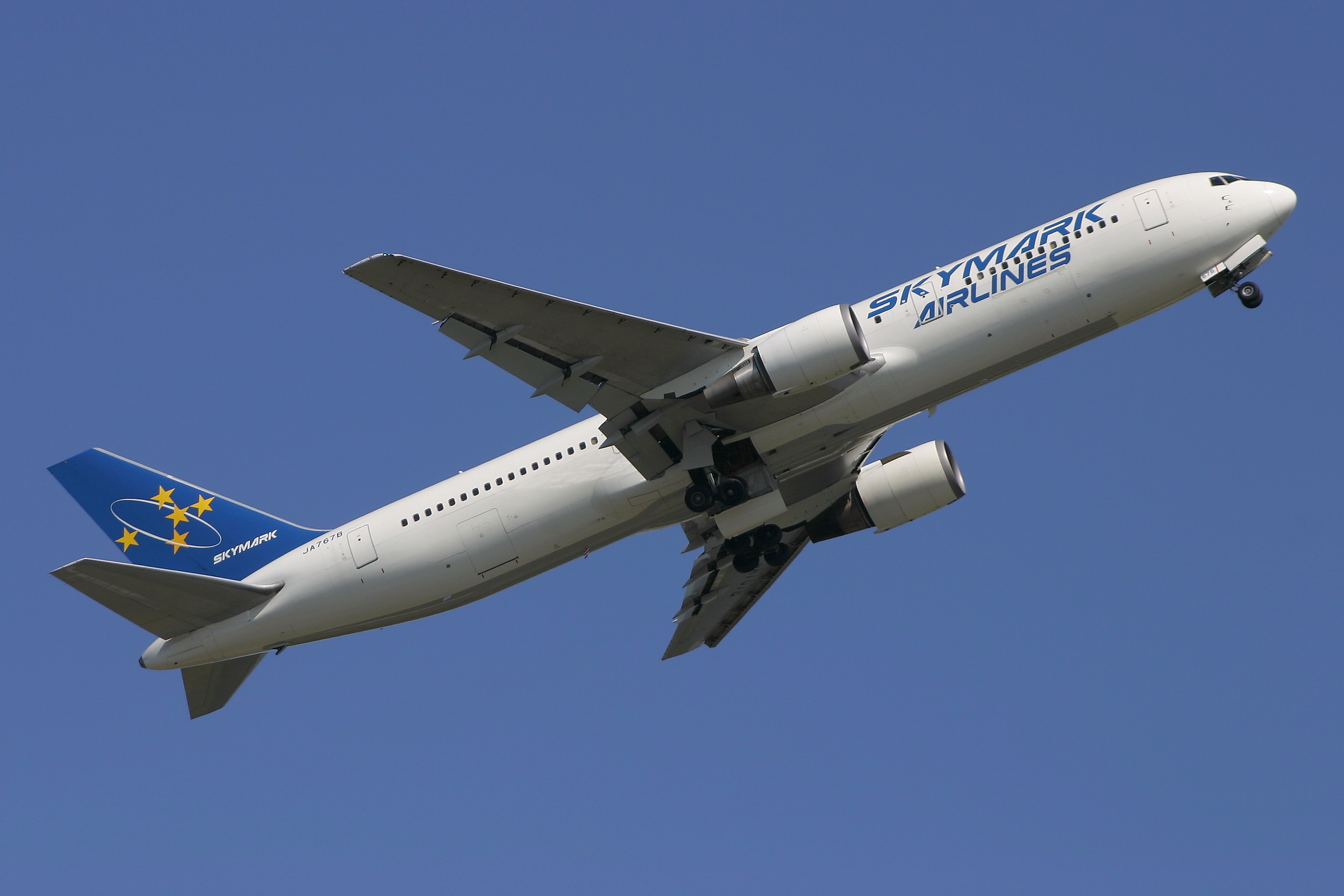
ボーイング767-300ER
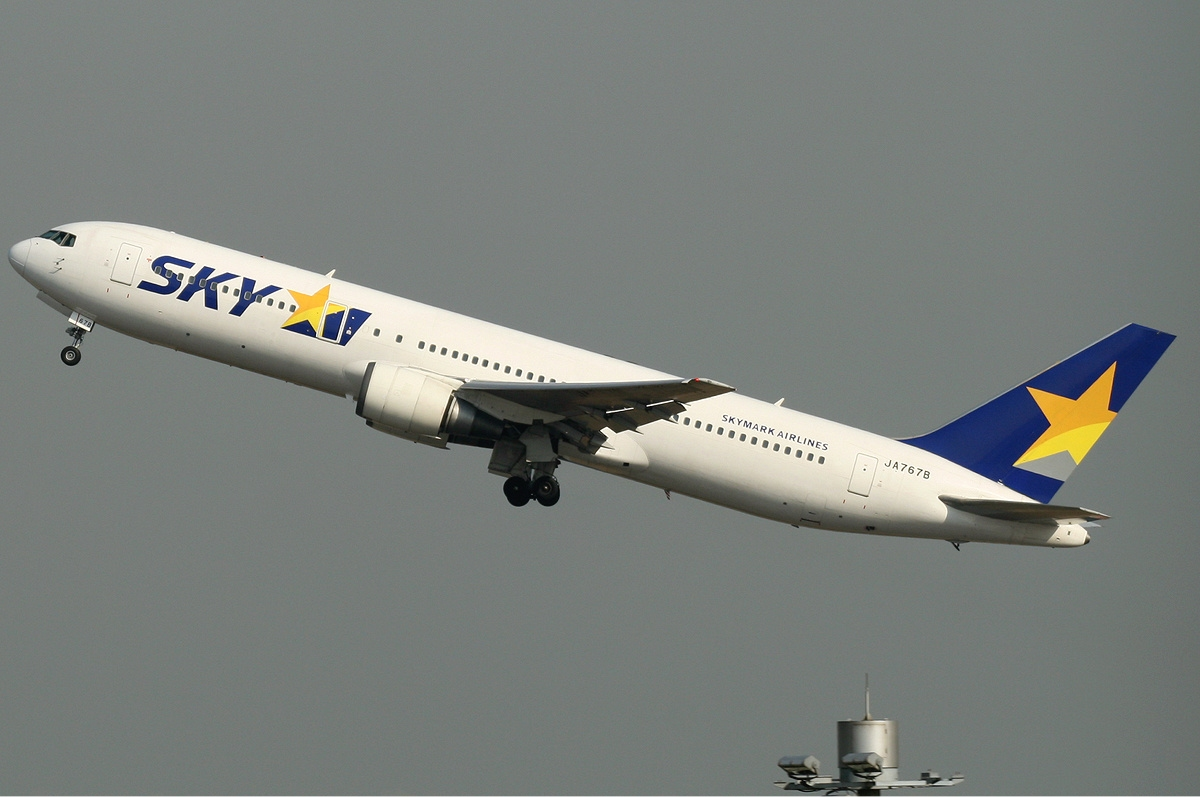
ボーイング767-300ER（塗装改新後）
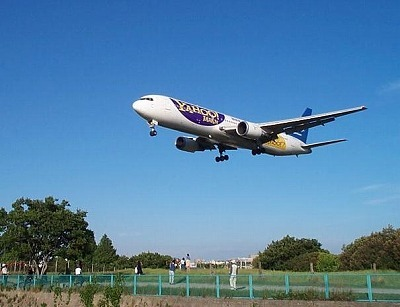
ボーイング767-300ER（Yahoo! JAPAN塗装）
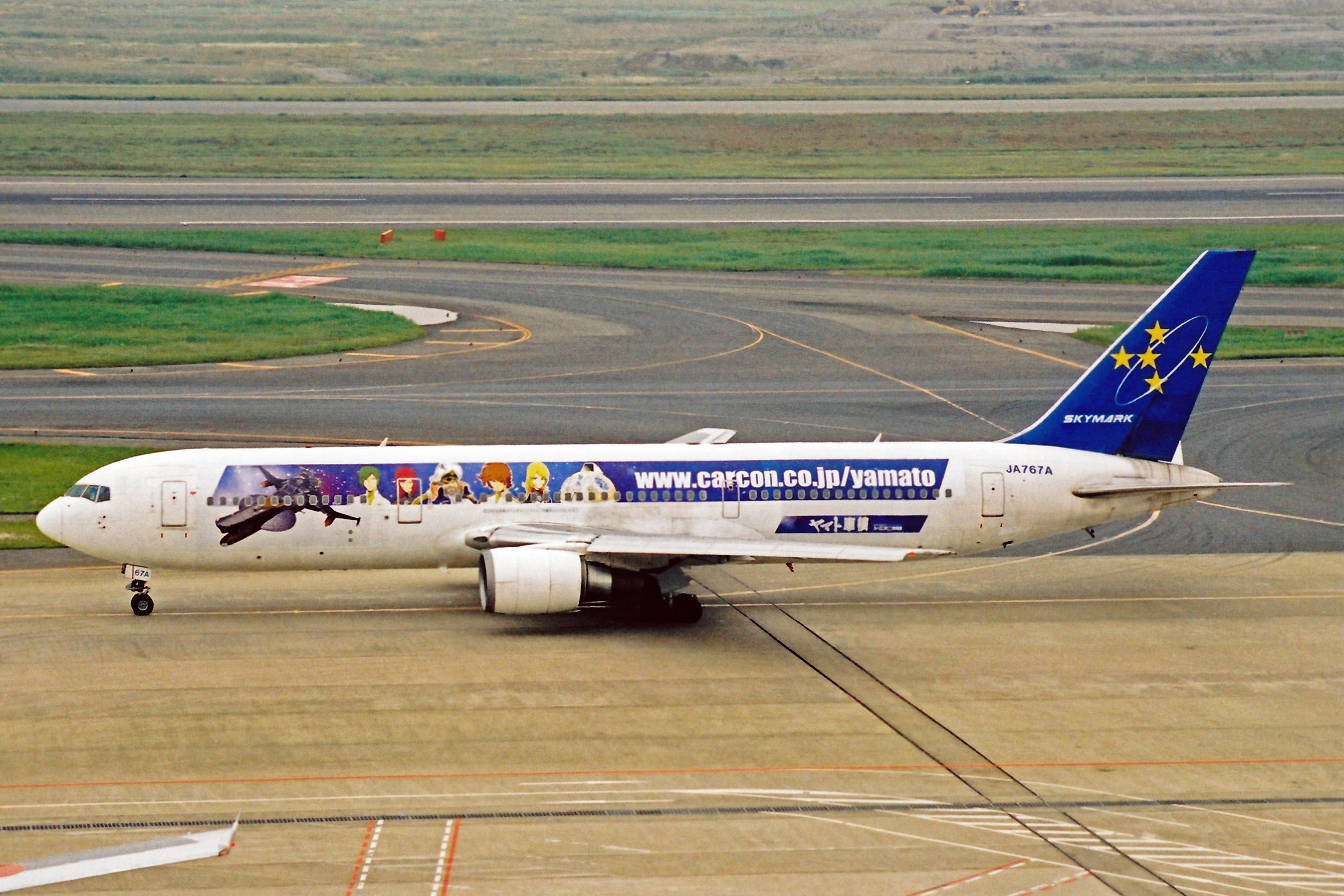
ボーイング767-300ER（ヤマト車検塗装）
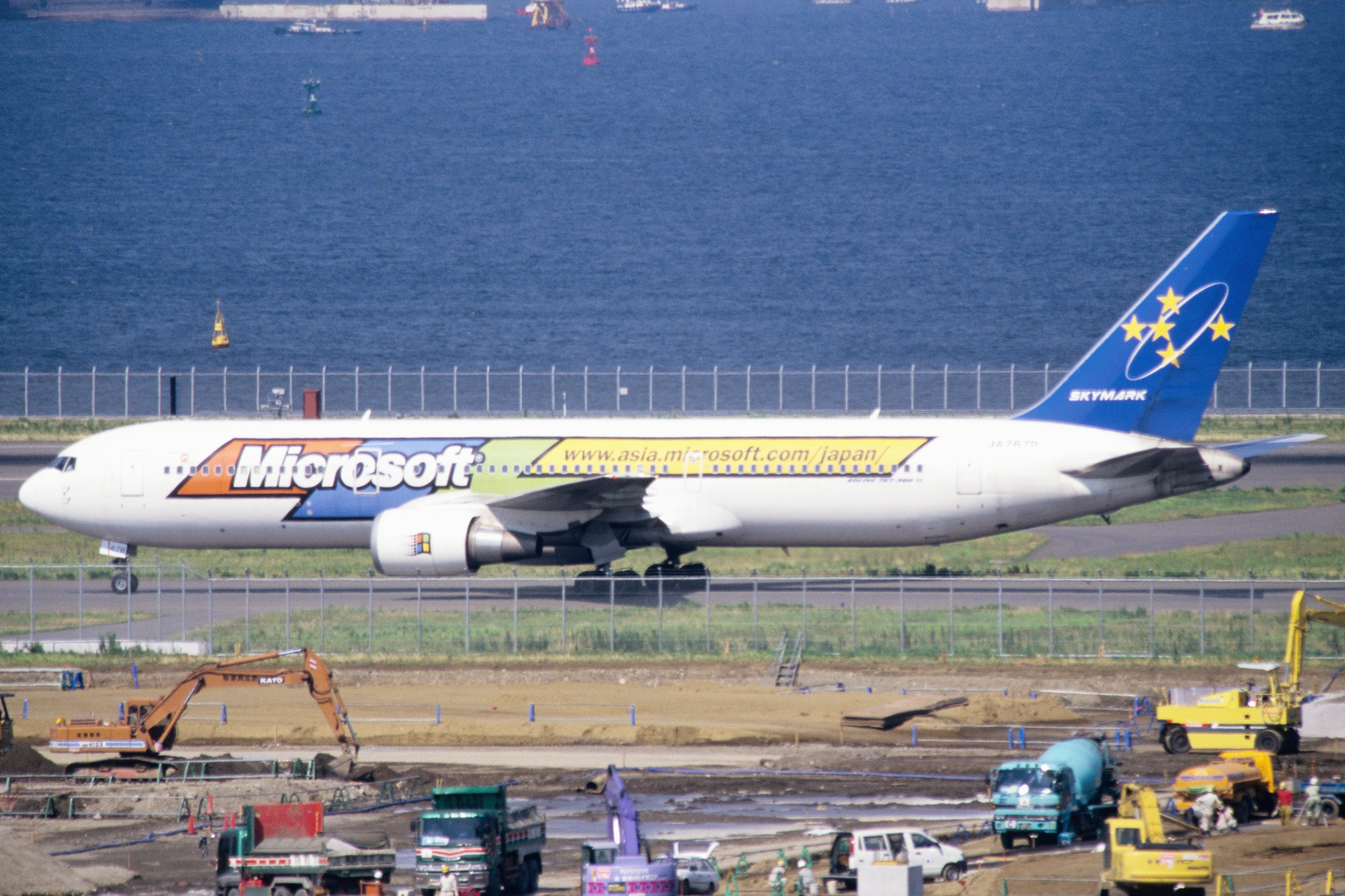
ボーイング767-300ER（マイクロソフト塗装）
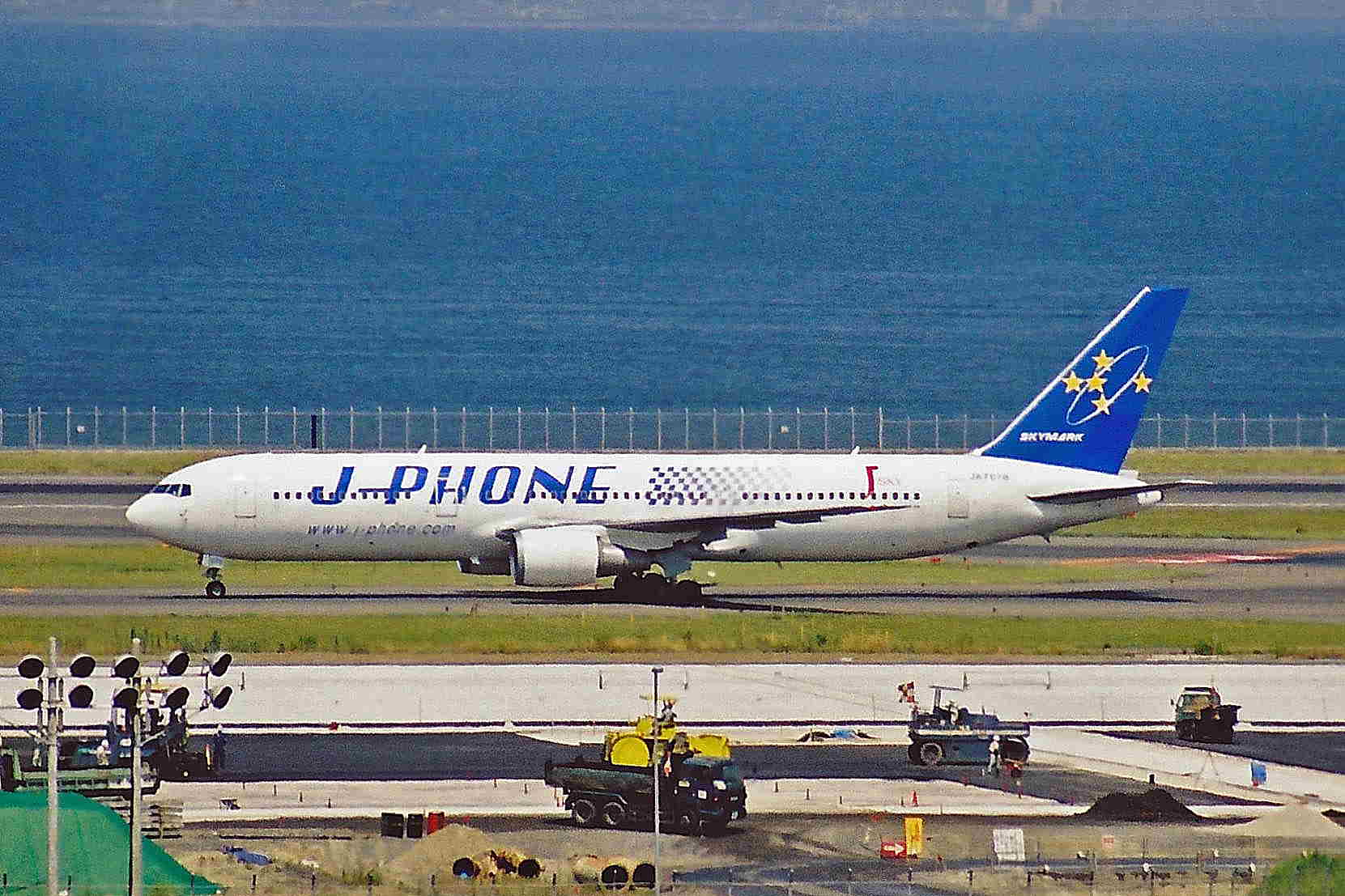
ボーイング767-300ER（J-PHONE塗装）

| 機体記号 | 型式             | 製造番号 | 座席数   | 受領年月   | 抹消年月   | 備考 |
| -------- | ---------------- | -------- | -------- | ---------- | ---------- | ---- |
| JA767A   | Boeing 767-3Q8ER | 27616    | F12/Y297 | 1998年08月 | 2008年06月 |      |
| JA767B   | Boeing 767-3Q8ER | 27617    | F12/Y297 | 1998年10月 | 2008年08月 |      |
| JA767C   | Boeing 767-3Q8ER | 29390    | F24/Y230 | 2002年03月 | 2008年01月 |      |
| JA767D   | Boeing 767-36NER | 30847    | C12/Y297 | 2003年09月 | 2009年10月 |      |
| JA767E   | Boeing 767-328ER | 27427    | Y262     | 2004年10月 | 2007年09月 |      |
| JA767F   | Boeing 767-38EER | 30840    | Y271     | 2005年03月 | 2009年04月 |      |

- ボーイング767-200（2003年4月 - 2004年9月）
  - 1機のみ在籍。全日本空輸よりリースして運航。スカイマークからの退役後は貨物機へ改装され、ABXエアで運航中。

| 機体記号 | 型式           | 製造番号 | 座席数 | 受領年月   | 抹消年月   | 備考 |
| -------- | -------------- | -------- | ------ | ---------- | ---------- | ---- |
| JA8255   | Boeing 767-281 | 23434    | Y234   | 2003年04月 | 2004年09月 |      |

## サービス

### 機内サービス
就航以来、清涼飲料水（ミニペットボトル5種・パックジュース）、機内誌、紙おしぼりなどに加え、菓子（飴やチョコレート、おかき）を機内で無償提供していた。
2005年10月12日に発表された「第二の創業」と位置づけられた経営方針転換により、2006年2月1日から大幅な運賃値下げを実施。これに伴い、サービスの簡素化が行われた。機内サービスは、ブランケットと幼児向け絵本の貸出、自社時刻表の配布、機内誌の配布、希望者への紙おしぼり配布に限定した。飲料や茶菓の提供、新聞、雑誌の貸出などは全廃。
その後、機内で有料無料を問わず飲料が全く提供されない状況への対応として、那覇線での試験販売の後、2007年2月1日より100円のソフトドリンクのミニPETボトル7種、キリン「のどごし生」と300円の神戸ワイン赤・白の機内販売を開始、2015年時点のサービススタイルへつながった。
2017年7月現在、ソフトドリンクおよびアルコール類の機内販売が行われている。PETボトル入りソフトドリンクやコーヒー、スープ類は全品100円、酒類はおつまみ付きで500円以内（2016年2月現在）と、シンプルかつ廉価な価格設定となっている。
また、一部の路線限定ではあるがネスカフェコーヒーの無料サービスを復活させた。2016年10月からはネスレ日本と提携し、全路線でオリジナルデザインのキットカットミニを無料配布、「ネスカフェ フラジール」を1杯100円（税込）で販売する。なお、一部路線で「ネスカフェ」を無料提供していたが、新型コロナウイルス対策のため一時中止されていた。2020年10月25日より「ネスカフェ ゴールドブレンド」の無料コーヒーサービスを再開。

#### ネスレサービス
スカイマークとネスレ日本が共同で「また乗りたくなる空の旅プロジェクト」として2016年10月1日よりキットカットミニ、コーヒーのサービスを開始した。当初はキットカットやコーヒー、それに関わるカップやミルクなども全てネスレの提供品であったが、現在はカップ、マドラー、シュガーを除き、全てスカイマークが購入してサービスを行っている。
- オリジナルデザインキットカット（全路線）

スカイマークの就航地がデザインされたオリジナルデザインのキットカットミニを全路線で全ての乗客に配布している。製造元のネスレ日本は通常販売向けのキットカットミニを2020年9月よりサイズダウンを実施するも、スカイマーク向け製造分は以前と従前のサイズのものを提供していた。2021年1月15日より販売向けと同様にサイズダウンが行われる。サイズダウン後の就航地のデザインは12種類（札幌/新千歳、仙台、茨城、東京/羽田、名古屋/中部、神戸、福岡、長崎、鹿児島、奄美大島、那覇、みやこ下地島）。現在は全機材において、そらとぶピカチュウプロジェクトオリジナルデザインが描かれたデザイン1種類に統一されている。
- ゴールドブレンドホットコーヒー（一部路線を除く）

飛行時間が短い路線ではコーヒーサービスが実施されない。対象外路線は新千歳 - 茨城、名古屋/中部 - 鹿児島、神戸 - 茨城、羽田、長崎、鹿児島、那覇 - 下地島線はキットカットミニの配布と機内販売のみとなっている。

#### 機内誌
機内誌『SKYMARK』は2007年4月1日、企画・宣伝協同組合の協力により復刊。毎月発行され、乗客は自由に持ち帰ることができた。
2018年5月1日より『SKY FRaU on MARK!』としてリニューアル。講談社の女性向け雑誌「FRaU」が編集を担当していたが、2020年6月号より新型コロナウイルスの感染リスクを抑えるため休刊となった。
2021年1月1日より『空の足跡』としてリニューアル。名前の由来は「空＝スカイ、足跡＝マーク」で、スカイマークの広報担当が中心となって編集を行う。持ち帰り率の向上を意識してサイズを変更、A4判からB5判へ小型化した。

#### その他
希望者にはブランケットの貸出、飴とおしぼりが無償提供される。また子供には絵本の貸し出しや塗り絵の提供も行っている。
2020年7月17日より、新型コロナウイルス感染拡大を受け、メディコムジャパンと提携し使い捨てマスクを全旅客に対し配布していた。2022年2月6日をもって同サービスを終了した。

### 座席

#### 普通席
ボーイング737型機は全席エコノミークラスの177席仕様で、3-3アブレストで普通席が装備されている。シートピッチや座席数は同一だが、現在3タイプの座席が混在している。
化粧室は全機種共通して、前方1箇所、後方2箇所の合計3箇所設置あり。前方1箇所と後方左側（L側）の化粧室にはおむつ交換台が取り付けられている。JA737X,JA73AA~JA73ACの4機に限っては後方2箇所ともおむつ交換台が設置されている。
| 機材          | メーカー | 色       | 特徴 |
| ------------- | -------- | -------- | --- |
| JA737N~JA737U | WEBER    | 紺       | 厚みがあるため若干狭い。コンセントの装備は無い。テーブルとシートポケットの位置の関係でエチケット袋、安全のしおり、機内誌が折れ曲がった状態でセットされている。                                                                                    |
| JA737X~JA73NY | RECARO   | ベージュ | スカイマークの最も多くの機種に搭載されているスタンダード仕様。全ての座席列で座席と座席の間（膝裏あたり）にコンセントが装備されている。 |
| JA73AA~JA73AC | RECARO   | ベージュ | 上記のRECAROシートよりも3cmスリム化し、シートポケットをテーブルより上に設置したため足元のスペースが広くなった。コンセントに加えUSBポートも追加され、位置が膝裏ではなく前の座席下へ変更された。シートベルトが既存のRECAROシートに比べて約6cm短い。 |

#### フォワードシート（旧:足のばシート）
最前列6席を「フォワードシート」として販売している。インターネットや電話予約は不可、空港カウンターもしくは機内にてアップグレード可能。空港カウンターであれば当日以外の予約も可能。料金は全ての運賃に追加料金1,000円が必要。

通常座席より足元のスペースが広い。優先搭乗、機内販売メニューから一つ無料サービス、受託手荷物の優先返却のサービスが受けられる。2018年10月27日までは「足のばシート」という名称で販売されていた。WEBER社製シートの場合、客室とギャレーを仕切る壁までの距離が近く足を伸ばせず、客室内や到着地空港でクレームが相次いだため改称された。

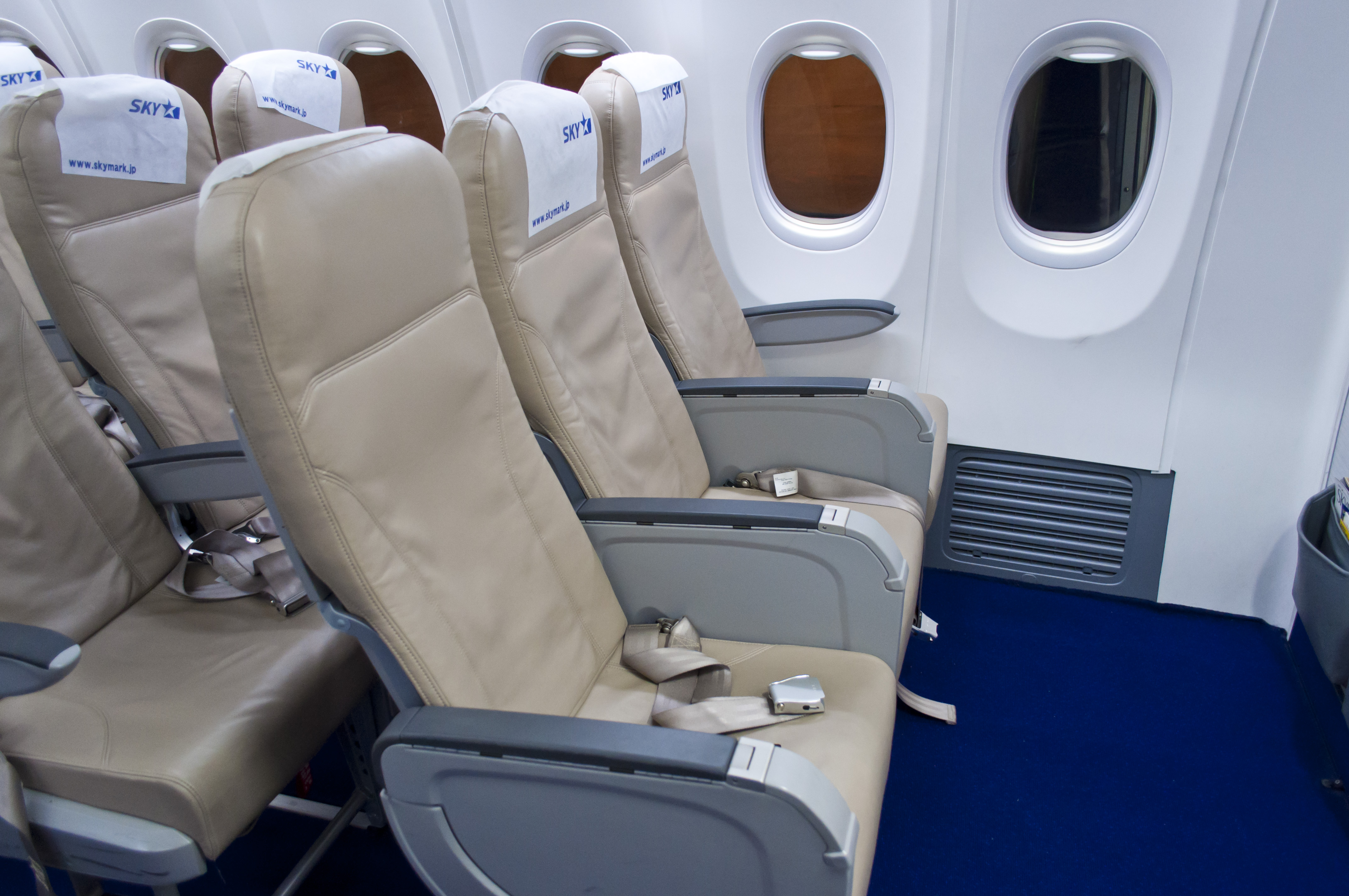
ボーイング737の普通席

#### グリーンシート（廃止）
エアバスA330は271席仕様で、グリーンシートと称される上級クラスの座席が2-3-2アブレストで装備されていた。
ボーイング737型機の普通席に比べてシートピッチが約18cm、シート幅が約10cm拡大され、背もたれを起こした状態でも3度ほどリクライニングされている。これは、日本航空のクラスJとほぼ同等のサイズとなる。
テーブルは前の座席ではなく、アームレスト内に格納されている。また、全席に電源コンセントが装備されている。座席のメーカーはゾディアック・シート・US社。ANAの国際線プレミアムエコノミーなどでも採用されている座席とほぼ同型である。

このグリーンシートは、通常のエコノミークラスよりも座席幅が広く、プレミアムエコノミーと類似のシートとなっているにも関わらず、運賃はエコノミークラスとあまり変わらないことから、特別座席に安く乗れるという理由で人気を集めた。2015年2月にA330の運航が停止されたため、事実上廃止された。

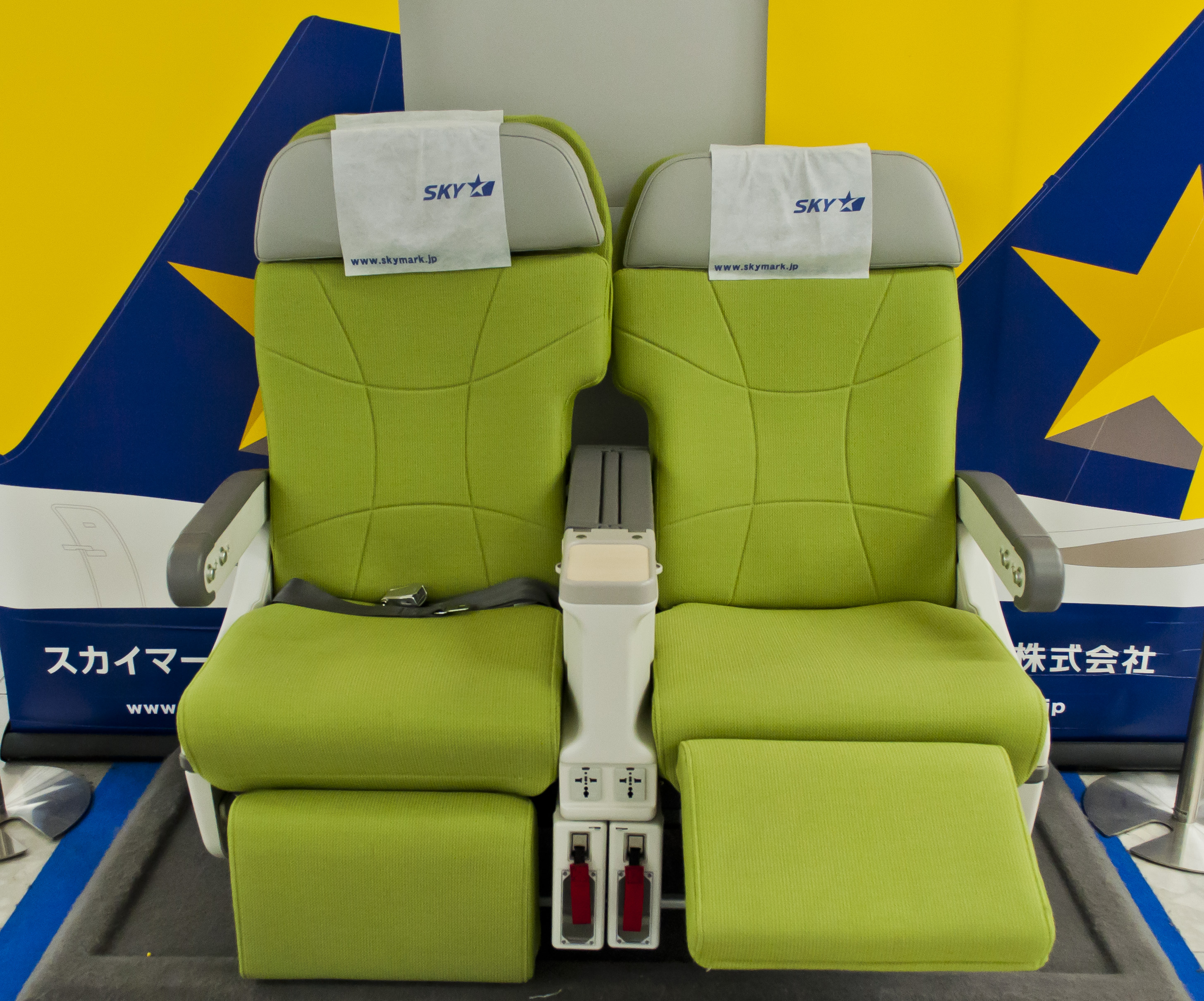
グリーンシート
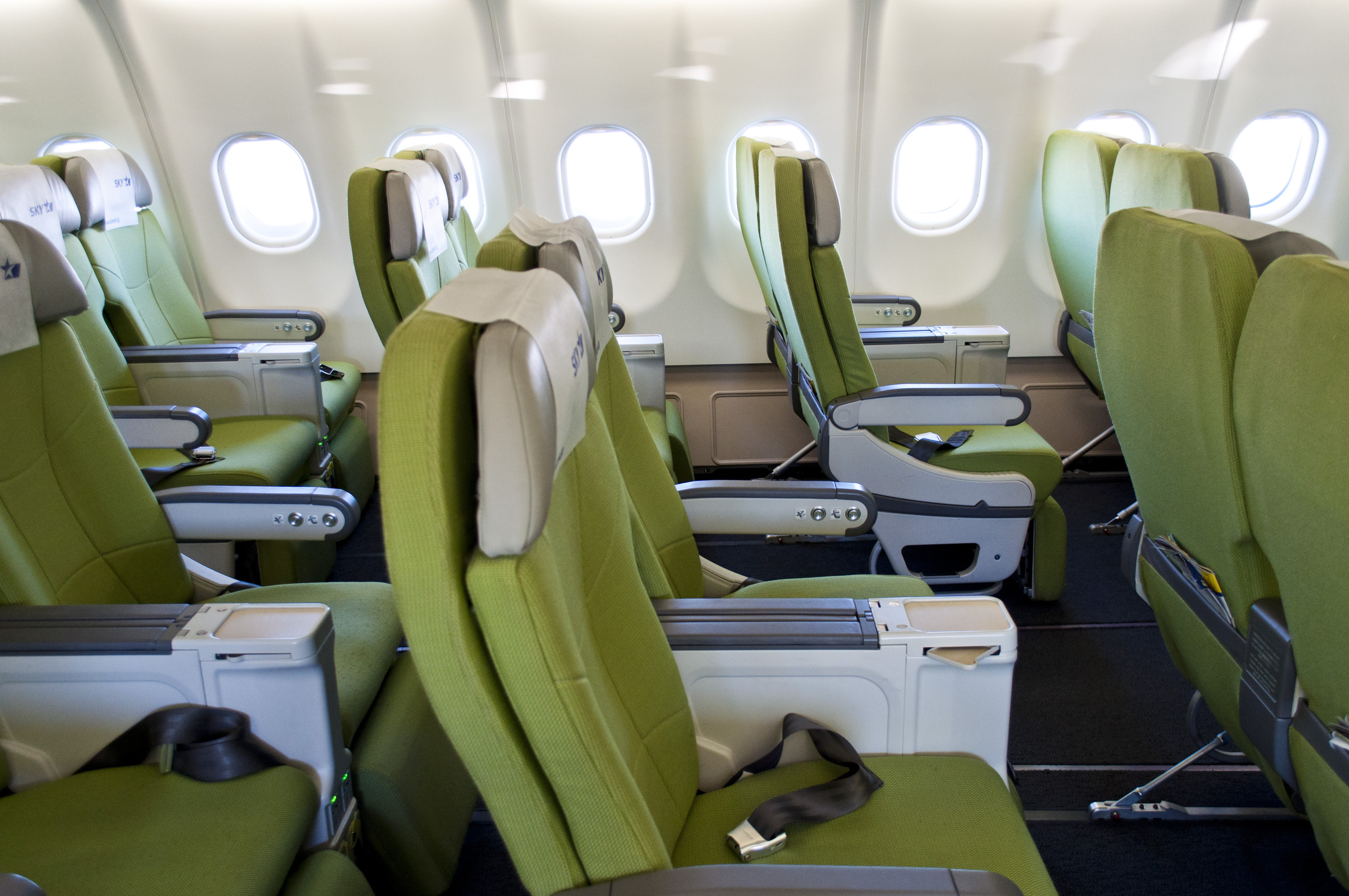
A330の機内

#### シグナスクラス（廃止）
ボーイング767-300ER型機では「シグナスクラス」という名称の上級席サービスが実施されていた。同クラスでは、食事時間帯に炊き込みご飯や味噌汁などのホットミール、それ以外の時間にもお菓子などをバスケットに詰め合わせて提供していた他、ウェルカムドリンクサービスも実施された。当時、日本の国内航空路線では、スカイマークが唯一ホットミールを提供していた。
のちにシグナスクラス料金値下げに伴いサンドイッチなどへ簡素化され、2008年8月の同機退役に際し、シグナスクラスは廃止されている。

### 地上サービス

#### チェックイン
搭乗手続きは空港の自動チェックイン機、カウンターのいずれかで行う。オンラインチェックインなどは対応ない。自動チェックイン機ではチェックインだけでなく受託手荷物のタグも出力できる。羽田空港においては、受託手荷物をカウンター通過後にバックヤードにおいてX線検査を行う、インラインスクリーニングシステムが、同社としては初導入された。
航空券の座席予約システム（CRS）は自社開発した「Jupiter」（ジュピター）を使用している。ANAの出資を受ける新規航空会社（AIRDO、ソラシドエア、スターフライヤー）はすべてANAのシステム「able」（エイブル）を利用しているが、スカイマークはANAの出資後も、自社システムを使い続けて独立性を確保している。自動チェックイン機についても、スカイマークではOKIと共同開発した独自の端末「マーガレット」を使用している。
2019年11月1日より搭乗券のデザインが変更された。背面に「SKY」ロゴが印字されていたが、視認性向上のため廃止。搭乗口や座席番号などの情報が分かり易い、イラスト付きのデザインへ変更。

2021年3月28日から日本航空グループとの手荷物連帯運送が開始され、日本航空グループとの手荷物のみ乗り継ぎ利用が可能となった。

2024年7月1日に筆頭株主である鈴与グループ傘下のフジドリームエアラインズとの「国内旅客連帯運送契約書(手荷物)を締結。同年9月から松本（FDA）神戸（SKY）那覇の一部旅行商品限定適用し、段階的に全路線拡大予定を発表。

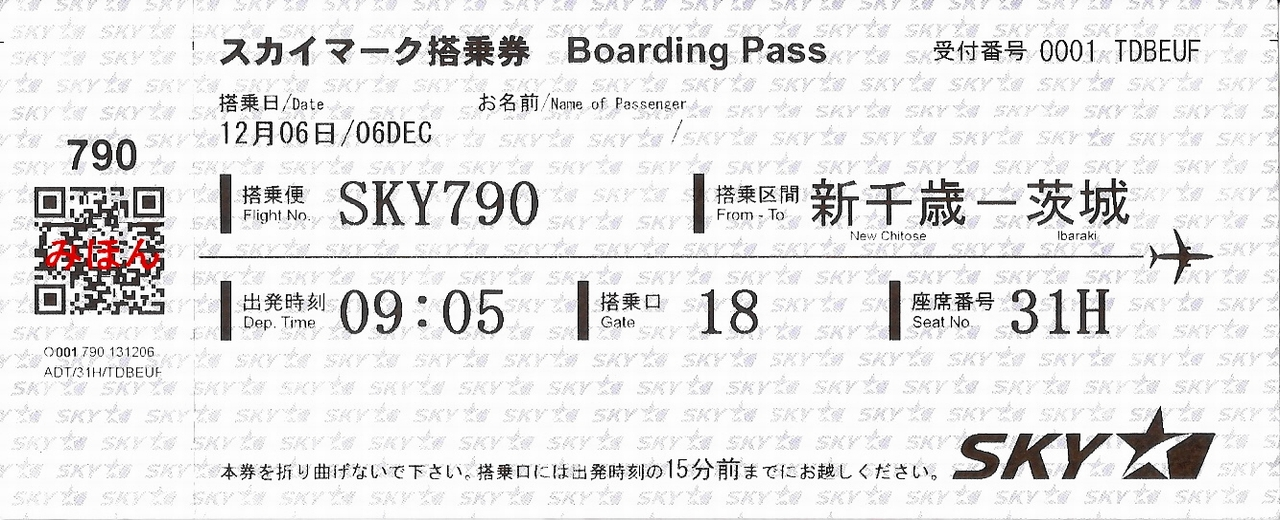
搭乗券（旧デザイン）
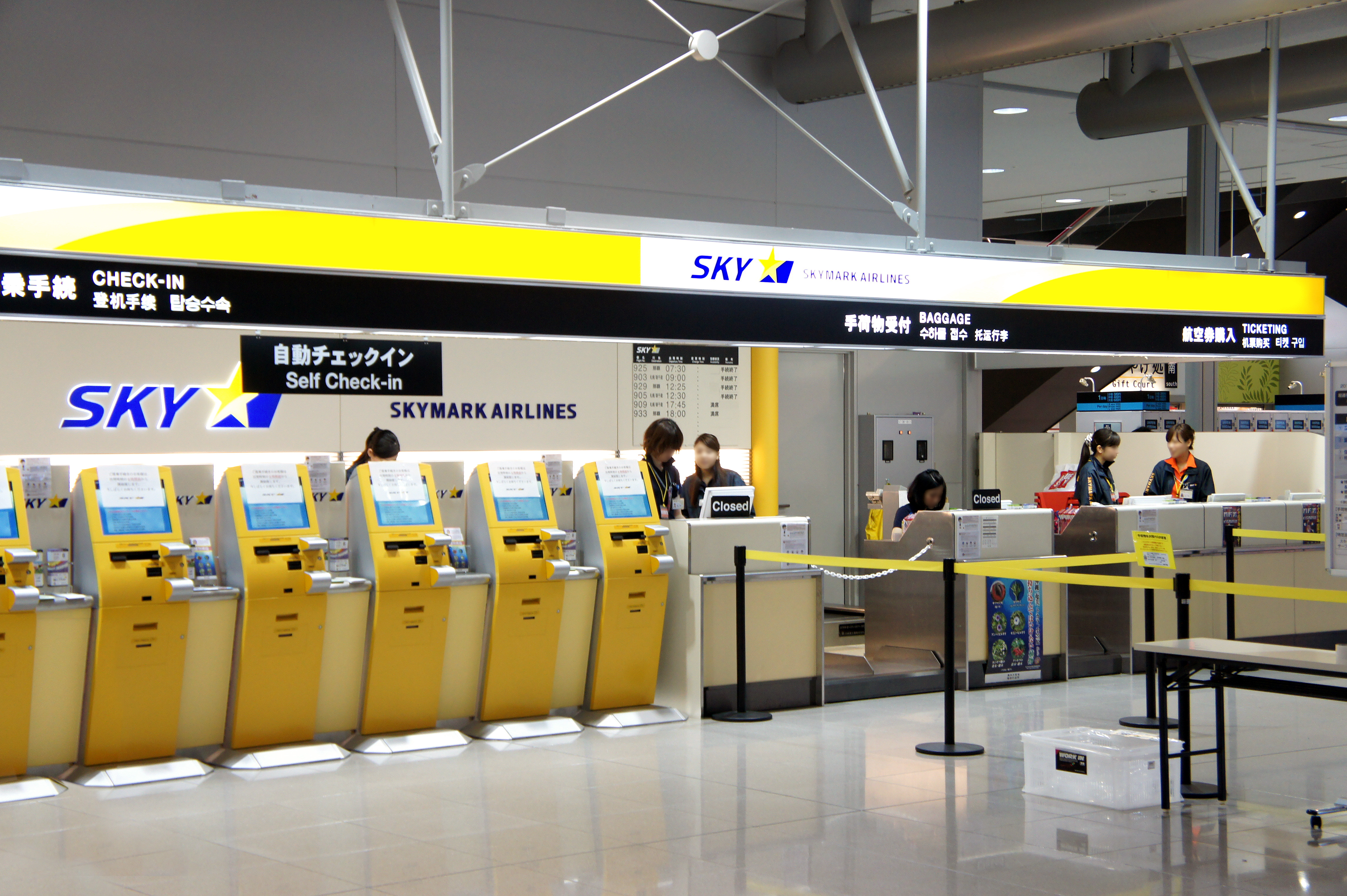
チェックインカウンター

### 搭乗（ボーディング）
搭乗券にはQRコードが印字されており、QRコードをゲートにかざして搭乗する。搭乗ゲートはANAのものではなく、自社保有するゲートを使用する。製造はTAKAMISAWA製。一部空港ではゲートを使用せず、地上旅客スタッフがハンディタイプのスキャナーを使用して搭乗券の確認を行う。
全ての便において優先搭乗から搭乗を開始する。
優先搭乗の対象
- 12歳未満の子供連れ
- 妊娠中の方
- 搭乗に際し手伝いを希望する方（障がいや怪我など）
- 最前列「フォワードシート」利用者

機内混雑緩和と搭乗時間短縮のため、分割搭乗（セパレートボーディング）を実施し以下の順番で搭乗案内を行う。
1. 優先搭乗
2. A列及びH列（窓側）ならびに15列目及び16列目の非常口座席
3. B列及びG列（中央）
4. 全ての座席

### マイレージサービス
2025年現在、スカイマークではマイレージサービスを実施していない。一方で、2011年6月からデルタ航空のマイレージプログラム「スカイマイル」の上級会員（メダリオン）および提携クレジットカード所有者を対象にスカイマーク便の座席を提供するサービスを開始している。
UFJカードと提携したクレジットカードの「スカイマークカード」（2012年にサービス終了）を発行していた時期には、ポイントを貯めて航空券と交換可能であった。ポイントの有効期限は1年であった。
2014年には国際線進出や国内幹線への大型機（エアバスA330-300型機）の導入に伴いマイレージサービスを導入する意向を表明していたが、その後の経営悪化により白紙となった。

### 搭乗後アンケート
2018年より、顧客満足度の向上目的とした搭乗後アンケートを開始した。搭乗券上部に搭乗後アンケート専用QRコードが刻印され、スマートフォンで読み込むことでアンケートに回答できる。アンケートに回答後メールアドレスを登録した人を対象に、抽選で粗品がプレゼントされる。時期によって商品と当選者数が異なる。アンケートは着陸滑走後、電子機器使用可能の機内アナウンス以降から回答可能である。

### 顧客満足度
就航当初からサービスの簡素化などを徹底して行なっていたが、近年は顧客満足度（CS）にも力を入れている。公益財団法人日本生産性本部が行う国内最大級の顧客満足度調査「JCSI」国内交通部門は2009年から調査対象とされ、第一回調査から2019年に至るまでスターフライヤーが11年連続第1位を達成している。スカイマークは2014年度までランク圏外であったが、2015年に3位を獲得。2017年度から3年連続第2位と高い評価を受けている。2020年度でスターフライヤーを抑え初の1位を達成した。国内交通部門は日本航空、ANAをはじめ、LCCを含む航空会社と新幹線各線が対象である。

### 定時運航率/運航率（欠航率）
経営再建後に発表した「新生スカイマークの方針」の「お客様への約束」において欠航、遅延を最小限にすると掲げた。以前はLCCのように予備機の確保がなく玉突き遅延が多発していたが、現在は遅延に対応すべく予備機を確保し定時運航に力を入れている。
国土交通省が発表する「航空輸送サービスに係る情報公開」の「特定本邦航空運送事業者に係る情報」において、スカイマークは2017年度より2020年度まで4年連続で定時運航率第1位となる。2020年度の定時運航率は99.14%であった。
欠航率に関しても低い数字を出している。同統計によると、2020年度の欠航率はわずか0.57％であった。
2019年度では定時運航率、運航率ともにスカイマークが首位2冠であったが、2020年度は運航率で春秋航空日本、全日本空輸に次いで3位である。

### お子様一人旅サポート
通常であれば単独搭乗できない子供が同伴者を伴うことなく、係員のサポートを得て単独搭乗できる「スカイキッズ」という制度がある。同様のサービスはJALやANAなどでも行われている。
満12歳以上の同伴者がいない場合は以下の通りで利用可能。
| 年齢          | スカイキッズの対象 | 備考                                                                                    |
| ------------- | ------------------ | --------------------------------------------------------------------------------------- |
| 5歳以下       | 不可               | 5歳以下の場合は、制度対象外のため単独搭乗できない。必ず満12歳以上の同伴者が必要となる。 |
| 満6歳、7歳    | 利用が必須         | 通常であれば単独搭乗不可のため、スカイキッズの利用が必須となる。                        |
| 満8歳から11歳 | 希望により可能     | 当制度を利用せずに単独搭乗が可能であるが、希望により利用可能である。                    |

出発空港にて、保護者のチェックインカウンターから搭乗口までの同伴が必要となる。搭乗口から機内、機内から到着ロビーまでは必ずスカイマーク係員（地上旅客職、客室乗務職）が案内を行う。到着空港においては、到着ロビーにて保護者と引き合わせの際に、保護者の署名を受領することで終了となる。

## 客室乗務員

### 制服
2009年4月1日から、経費削減のため運航乗務員、客室乗務員、地上職員の制服を廃止。ポロシャツやウインドブレーカーの着用に切り替えている。日本の航空会社では制服廃止は過去に例がないが、アメリカやスイスなどの一部の航空会社ではすでに実施されている。
2014年にはエアバスA330型機の就航に合わせ、キャンペーンとしてミニスカート制服を採用した。この制服はA330型機で運航される便の乗務員のみがキャンペーン期間のみ着用するもので、終了後は通常のウインドブレーカー・ポロシャツ着用に復帰した。
2016年11月12日より新制服を制定し、女性スカイアテンダント用はワンピース・シャツ・ベストスタイルにスカートまたはパンツを組み合わたもので、ジャケットと2種類のスカーフを共通アイテムとして着用する。男性スカイアテンダント用はジャケットにシャツと2種類のネクタイとベスト、同色のボトムスの組み合わせとなる。この新制服は社内からデザイン案を募集し、スカイアテンダントを中心としたプロジェクトチームによる絞り込みや各空港でのヒアリングを経て決定したもので、最終的なデザインと機能面はユナイテッドアローズが監修しているが、ベースとなる部分はすべて社員が関わり独自性にこだわって制定された。

### スカイアテンダント制度（廃止）
スカイマークでは人件費削減と人員の有効活用を目的とし、地上旅客職と客室乗務職を兼務するスカイアテンダント制度を取り入れていた。スカイアテンダントとして入社し、各空港に配属され地上旅客職として業務を行う。その後、客室乗務職への移行訓練を行う。客室乗務員として発令された後も地上旅客職と兼任していたため、日本全国の空港が客室乗務員のベース（拠点）となっていた。
現在はスカイアテンダント制度は廃止され、地上旅客職と客室乗務職に分離して別々に採用し業務を行っている。客室乗務員は「フライトアテンダント」へ呼称を変更し、全ての空港にあったベースは羽田および神戸へ集約された。

## 就航路線

### 運航路線
| 東京/羽田   | 札幌/新千歳、大阪/神戸、福岡、鹿児島、沖縄/那覇、宮古/下地島             |
| 福岡        | 札幌/新千歳、茨城、東京/羽田、沖縄/那覇                                  |
| 大阪/神戸   | 札幌/新千歳、仙台、茨城、東京/羽田、長崎、鹿児島、沖縄/那覇、宮古/下地島 |
| 札幌/新千歳 | 茨城、東京/羽田、名古屋/中部、大阪/神戸、福岡                            |
| 仙台        | 大阪/神戸                                                                |
| 茨城        | 札幌/新千歳、大阪/神戸、福岡、沖縄/那覇                                  |
| 名古屋/中部 | 札幌/新千歳、鹿児島、沖縄/那覇                                           |
| 長崎        | 大阪/神戸                                                                |
| 鹿児島      | 東京/羽田、名古屋/中部、大阪/神戸、奄美大島                              |
| 奄美大島    | 鹿児島                                                                   |
| 沖縄/那覇   | 茨城、東京/羽田、名古屋/中部、大阪/神戸、福岡、宮古/下地島               |
| 宮古/下地島 | 東京/羽田、大阪/神戸、沖縄/那覇                                          |

#### 直行便
- 大阪/神戸 - 東京/羽田、札幌/新千歳、仙台、茨城、長崎、鹿児島、沖縄/那覇、宮古/下地島
- 東京/羽田 - 札幌/新千歳、福岡、鹿児島、沖縄/那覇、宮古/下地島
- 名古屋/中部 - 札幌/新千歳、鹿児島、沖縄/那覇
- 札幌/新千歳 - 茨城
- 福岡 - 札幌/新千歳、茨城、沖縄/那覇、宮古/下地島（夏季季節運航）
- 鹿児島 - 奄美大島
- 沖縄/那覇 - 茨城、宮古/下地島

### 過去の運航路線
Peach Aviationなど、LCCとの競争激化で、収益性の改善が見込めないことから、2013年3月31日をもって関西国際空港発着路線から撤退した。

2014年にエアバス社との超大型旅客機「A380」の購入に関する巨額違約金問題によって、2014年10月25日をもって成田空港発着路線を中心とした不採算路線を運休した。

2015年2月27日に民事再生手続き下における会社の再生ならびに経営改善のため、同年3月29日から宮古、石垣両空港から撤退し、同年8月31日で米子発着の大阪/神戸、沖縄/那覇線の運航を終了し、米子空港から撤退することを国交省に届け出た。同年10月24日より神戸線のみの運航となった仙台空港からの撤退 や複数の不採算路線の縮小したが、仙台へは2017年7月に、奄美は2018年8月、成田は2019年11月にそれぞれ再就航した。
- 東京/羽田 - 旭川、青森、名古屋/中部、大阪/関西、徳島、米子、北九州、熊本
- 東京/成田 - 札幌/新千歳、旭川、米子、福岡、鹿児島、沖縄/那覇、石垣
- 東京/成田 - サイパン[37]、名古屋/中部（破綻再生後、初めて就航した国際定期便だったが、新型コロナウイルス感染症による需要減少及び現地政府による検疫体制が強化されたことに伴い運休後、感染症収束の目途がつかず、再開未定）
- 茨城 - 名古屋/中部
- 大阪/神戸 - 旭川、東京/成田、米子、福岡、熊本、石垣
- 大阪/伊丹 - 札幌/新千歳、福岡
- 大阪/関西 - 旭川、札幌/新千歳、沖縄/那覇
- 福岡 - 仙台
- 札幌/新千歳 - 旭川、仙台、米子
- 沖縄/那覇 - 米子、北九州、宮古、石垣

### 経営破綻前の短期路線改廃
経営破綻前は、就航路線の見直しを比較的頻繁に行っており、開設したばかりの路線をわずか数カ月で休止するケースが相次いでいた。
以下の路線は、就航から6カ月未満で休止した。
- 大阪/神戸 - 福岡線：2010年2月1日就航、2010年4月11日運休[137]
- 大阪/神戸 - 茨城線：2010年4月16日就航、2010年9月1日運休[広報 52]（2010年10月1日 運航再開[広報 53]）
- 那覇 - 北九州線：2010年8月10日就航、2010年11月1日運休（2012年7月20日 季節定期便として運航再開[広報 54]）
- 名古屋/中部 - 茨城線：2011年2月1日就航、2011年6月1日運休（2014年4月18日運航再開）
- 東京/羽田 - 名古屋/中部線：2011年2月1日就航、2011年6月1日運休
- 東京/羽田 - 大阪/関西線：2012年3月25日運航再開、2012年5月1日運休（季節定期便として運航）[138]

#### 季節定期便
期間限定での定期便の設定を行っており、これらの路線を「季節定期便」と称している。
- 茨城 - （名古屋/中部） - 那覇（2014年7月18日 - 10月25日、現在は直行便化）
- 仙台 - 那覇（2014年8月9日 - 9月15日）
- 札幌/新千歳 - 那覇（2015年1月29日 - 3月28日）

### 路線に関するトピック
- 2008年は、大阪/神戸 - 沖縄/那覇線の季節運航が運航乗員不足の影響で中止となった。
- 2009年4月1日から、東京/羽田 - 旭川線の1往復（旭川発午前便・東京/羽田発午後便）が札幌/新千歳経由便となり、札幌/新千歳 - 旭川間のみも新路線として開設された。経由便でも直行便と同じ価格帯の運賃が設定されていたが、経由便の運航は3カ月で終了している。なお、旭川9時5分発の便は、11カ月で終了となった。
- 2010年3月11日に開港した茨城空港に、茨城空港開港記念フライトとして、開港当日に神戸空港発茨城空港行きを2便、茨城空港発神戸空港行きを1便、茨城空港発羽田空港行きを1便運航した[139]。国内定期便最初の路線として茨城 - 神戸線を同年4月16日から運航開始した[広報 55]。同社は就航実現に向けて、搭乗手続きの自動化や整備士を置かない、搭乗カウンターに現金を置かないなど過去にないコスト削減を実現させるための協議を国などと進めてきた。
- 2010年6月30日に同年9月からの神戸 - 鹿児島線への就航を発表。同時に鹿児島 - 奄美への新規就航も発表されたが奄美空港は地元空港ターミナルの協力や定時性の確保ができないなどを理由に運休している。なお、就航当初の奄美空港については、搭乗カウンターに現金は置かない初期の茨城空港方式で運用されていた[140]。現在は、他の空港と同様の運用を行なっている。

### 路線改廃方針と将来構想
他社LCCとは異なる「分かりやすくシンプルな低運賃」を武器に路線拡充を図っている。また、中期経営計画（2009年 - 2014年度）では神戸空港を「関西の拠点」と位置付けている。同空港には2011年にスカイマーク専用の格納庫が建設され、整備面でも拠点として機能している。
機材についてはボーイング737-800への統一を見直し、長距離国際線用としてエアバスA380、国内幹線用としてA330-300の導入を計画。3機種を使い分けて路線や需要に応じた適正な機材構成を目指していたが、エアバスA380は2014年7月に購入キャンセルとなり、エアバスA330は2014年6月の運航開始から7カ月半で民事再生手続き開始のため運航を終了。2015年2月からは、ボーイング737-800への再統一による運航コストの削減が進められた。
民事再生手続きに伴い、2015年2月から運航路線の見直しを行い、今後も高い需要が見込めるとして羽田、神戸発着便を存続させる一方、その他の路線については撤退、運休、減便を行い再生計画を策定する予定。
国際線については、2014年末をめどに、ニューヨーク・ジョン・F・ケネディ国際空港への就航を計画し、その後も主に長距離路線への就航を計画していたが、A380の購入契約が解除されたことにより白紙に。破綻再生後、国際線就航の再検討に入り2018年になり、2月に冬季五輪に合わせて羽田/仁川間でチャーター便を運航。5月に他社の撤退によって運航停止になった日本/サイパン間直行便開設に関して北マリアナ諸島自治連邦区知事やマリアナ政府観光局や港湾局など、担当当局等と協議を持ったことがサイパン現地報道で明らかにされ。6月にはパラオ線についてもサイパン線と一緒に成田発着で2019年から定期便の就航を検討することが社長取材で明らかになった。
国際線
- 東京/成田 - ニューヨーク/JFK : 2014年12月以降に就航予定だったが、A380の購入計画が解除されたことにより、運航可能機材がないためほぼ白紙化。
- 東京/羽田発の中距離国際線（バンコク、シンガポール、ハワイなど） : 検討されたのみで、詳細な就航予定地は不明。A330-300型機を使用する見込みだったが、同型機の運航が停止されたことにより、計画は事実上白紙となった。
- 成田発着 - サイパン、パラオ : 2018年冬季から開設をサイパン側と協議と2019年就航でパラオ線は検討と報道。2019年3月におよそ5年ぶりに成田再就航とともに成田－サイパン間の国際チャーター便の運航を開始、同年ゴールデンウィーク、8.9月連休 にも運航され、9月には国交省に成田空港国内線運航許可申請を行い、10月に運航許可適当の答申を受け、2019年11月29日より就航。しかし、新型コロナウイルスの感染拡大で需要が大幅に減少した上、サイパン自治政府による検疫体制が強化されたことに伴い運休後、感染症収束も円安なども影響し、再開未定。

## 深夜・早朝便
2005年から2007年にかけ、夏季限定で深夜・早朝便の運航を実施した他、2010年 - 2012年に就航していた羽田 - 北九州線と、2011年に一時期就航していた羽田 - 中部線は深夜帯のみの運航となっている。
日本で他に深夜・早朝時間帯に国内線定期便を運航するのはスターフライヤーの羽田 - 北九州線のみである。

## 運賃
「大手より約40%安い普通運賃」「一部座席5,000 - 10,000円均一（Webバーゲン）」は、西久保社長（当時）が「搭乗率が8割を超えれば黒字が達成できる」戦略としている。
無責欠航時は運賃の無手数料払い戻しか後続・後日の自社便への無手数料変更のみとし、他社への振替や宿泊手配、食事券の配布などを中止としていた。この対処は特にビジネス客には不評だったことから、2007年2月1日より、会社（スカイマーク）側が選択する他社便への振替も可能となった。
A380の違約金問題による、業績不振により、2014年10月26日搭乗便から運賃体系を変更し、空席状況に応じて割引率が変動する フレックス方式の割引に変更された。
| 運賃の種類       | 特徴 | 予約期限                                 | 予約変更                                 | 販売座席数制限 |
| ---------------- | --- | ---------------------------------------- | ---------------------------------------- | -------------- |
| 大人普通運賃     | 満12歳以上に適用される普通運賃。                                                                        | 当日                                     | 可                                       | なし           |
| 小児普通運賃     | 満3歳以上12歳未満の子どもに適用される普通運賃。                                                         | 当日                                     | 可                                       | なし           |
| 障がい者割引運賃 | 割引対象の本人と介護人の方がご利用可能な運賃。                                                          | 当日                                     | 可                                       | なし           |
| いま得           | 便ごとの空席予測数に応じて運賃額が変動。                                                                | 3日前                                    | 不可                                     | あり           |
| たす得           | 便ごとの空席予測数に応じて運賃額が変動。                                                                | 前日                                     | 条件あり                                 | あり           |
| SKYセール        | 期間限定のキャンペーン運賃。                                                                            | キャンペーン設定内容による               | 不可                                     | あり           |
| 地域スペシャル   | 路線・期間限定のキャンペーン運賃。                                                                      | キャンペーン設定内容による               | 条件あり                                 | あり           |
| シニアメイト１   | 満60歳以上限定、前日から予約可能。                                                                      | 当日                                     | 不可                                     | あり           |
| 乗継運賃         | 指定された便の組み合わせ、同日乗継の際に利用可能。                                                      | 組み合わせる区間の運賃適用条件に準じる。 | 組み合わせる区間の運賃適用条件に準じる。 | あり           |
| 島民専用割引     | 宮古島市・多良間村で発行された「沖縄県離島住民割引運賃カード」所持者限定。 宮古（下地島）ー那覇線限定。 | 当日                                     | 可                                       | なし           |

### 廃止された運賃
- 大人普通運賃 - 上記の通り、大手より40%前後安い運賃である。変更・払い戻しが自由である点は他社と変わらない。
- 子供普通運賃 - 満12歳までが利用できる子供向け運賃。条件は大人普通運賃と同じ。他社と違って大人の半額の設定なし（割引率は15 - 30%程度）のため、大人用の割引運賃を購入したほうが安い場合もある。
- Web割15・10・8・7・5・3・2・1 - 事前購入型運賃。下記のWeb割21よりは高く設定されている。特徴としては、他社の事前購入型運賃・Web割21は日付・便の変更が一切できないが、この運賃はWeb割の種別内の予約締め切りがより遅い種別へなら差額を支払う、あるいは受け取ることで変更可能。例えば、Web割 10→Web割10・Web割10→Web割8への変更は差額を支払う、あるいは受け取ることで変更可。ただし日数が大きくなるWeb割8→Web割10 のような変更は不可。
- フリー14・10・7・3・1 - 事前購入型運賃。指定日（フリー7ならば7日前）までならば初回予約日を基準とし前後10日間への予約変更が可能。なお同一区間のみで、変更前後で価格差 がある場合は差額の支払いもしくは払い戻しあり。またWeb割と同様に締切が遅い種別への変更可。7日前までならば取消手数料不要。
- フリーフレックス - 初回予約搭乗日を基準とし前後10日以内の便への変更可能
- Web割21 - 事前購入型運賃。21日前までの購入で割引価格で提供される。購入後の搭乗日・便の変更はできない。なお、繁忙期は設定されず発売がない場合もある。12歳未満の単独利用は不可。
- Webバーゲン - 事前購入型運賃。2カ月前から28日前までに予約・購入が必要。購入後の搭乗日・便の変更はできない。スカイマークの最安運賃で最大でも20席程度の提供である。利用可能な年齢は12歳以上に限定されている。
- 宮古割 - 那覇-宮古線のみに適用される事前購入型運賃。2カ月前から搭乗日当日朝6時までに予約・購入が必要。割引価格で提供される。購入後も宮古割の適用運賃内で搭乗 日・便の変更可能だが、搭乗日10日前からの変更は手数料が必要となる。8歳未満の単独利用不可。
- SKYスペシャル - 空席状況によって設定される運賃で、Webサイト上で対象便を発表する。締め切りは3日前。
- スカイメイト - 当日空席があれば利用できる運賃。12歳から21歳までが対象。
- スカイフレックス - 2008年10月1日から登場した新タイプの運賃で、空席状況に応じて運賃が変動する運賃。JALの悟空14（国際線正規割引運賃）にあるダイナミックプライスとは異なり、購入する時点での空席状況によってのみ決まるため、早い時期に購入すると得になる。購入期限は当初、搭乗日の前日までで、2009年4月から搭乗日の1カ月前までとなった。
- お帰り割引 - "復路便 最安価格"。往路便搭乗券購入が前提で、復路便の運賃が大幅割引されるサービス。後述するスカイバーゲンと同程度の格安価格。2008年11月6日開始。
- 前割15・10・8・7・5・3・2・1 - 事前購入型運賃。下記の前割21よりは高く設定されている。特徴としては、他社の事前購入型運賃・前割21は日付・便の変更が一切できないが、この運賃は前割のカテゴリ内なら差額を支払う、あるいは受け取ることで変更可能。例えば、前割10→前割10・前割10→前割8への変更は差額を支払う、あるいは受け取ることで変更可。ただし日数が大きくなる前割8→前割10のような変更は不可。Web割15・10・8・7・5・3・2・1の設定に伴い2011年11月30日設定分をもって設定終了。また2015年2月26日より一部路線で前割7・3・1は復活。同年7月17日より全線に拡大、前割14を追加。たす得の設定に伴い2018年3月24日搭乗分をもって廃止。(前割14・7は途中で設定をやめており、廃止時点では前割3・1のみの設定。)

- 前割21 - 事前購入型運賃。21日前までの購入で割引価格で提供される。購入後の搭乗日・便の変更不可。Web割21の設定に伴い2011年7月30日設定分をもって設定終了。
- スカイバーゲン - 事前購入型運賃。かつては全便均一の激安型運賃だった。2か月前から28日前までに予約・購入が必要。購入後の搭乗日・便の変更は不可。2006年の導入当初は、宣伝もかねて国内全便5,000円という激安価格で販売していた。また、1回の予約で1人分までとなる枚数制限や、搭乗予定日2カ月前にあたるスカイバーゲン発売開始日初日には、わずか数分で売り切れることが非常に多かった。しばらく設定を休止していたが、2009年7月1日搭乗分より、期間・路線を限定して復活。Webバーゲンの設定に伴い2011年7月30日設定分をもって設定終了したが、Webバーゲンが無くなり、経営破たん後の2015年10月25日搭乗分より「スカイバーゲン45・21」として復活したもののその後再廃止。
- 関空割 - 2012年、関西国際空港に再就航した際、羽田線以外の路線に設定された運賃。同時期に就航が始まっていたLCCと同様の空席連動型運賃で、他路線のWEB割に相当する価格設定だった。2012年10月より同空港の普通運賃を12000円均一に設定するため、2012年9月分を持って設定終了。
- U21直前割　- スカイメイト1より名称変更。満12歳以上22歳未満の乗客が、搭乗前日から当日まで公式サイトからも予約可能であった。2022年夏ダイヤ運賃より廃止[159]。

## 主な不祥事

### 航空事故
乗客へのカートの衝突
2007年11月3日、スカイマーク114便（ボーイング 767-300）にて神戸空港から羽田空港に着陸した機内で、ドリンク提供用のカートがギャレーから客室通路に飛び出し、乗客の1人が足を骨折、1人が肩に軽傷を負う事故があった。ギャレーのカートの扉の鍵の閉め忘れとみられている。航空・鉄道事故調査委員会により航空事故として扱われた。
バードストライク
2020年8月29日、スカイマーク021便（ボーイング 737-800、羽田空港17:25発 福岡空港19:25着）が、離陸後にバードストライクによる機体損傷を起こした。乗員乗客に怪我はなかった。翌30日に国土交通省航空局へ報告し航空事故と認定された。

### 航空機の運航に関わるトラブル
右エンジンブローおよび小破
2005年12月1日、スカイマーク306便（ボーイング767-300型機）は鹿児島空港を離陸直後に右エンジンから火災が発生、同機は同空港に引き返して緊急着陸した。乗員及び乗客に死傷者はなかった。滑走路端周辺の草地にエンジンブレードが飛散し、草地の一部に延焼した。タービンブレードが破断し振動が発生、振動により燃料供給管が破損し燃料漏れが起きて火災に至ったとみられる。エンジンケースとコアカウルに焼損が見られた。ブレード破断の根本的原因は不明。
- 2012年2月から5月にかけて安全上の支障を及ぼす事態が連続して発生したことから、国土交通省は5月14日から16日までスカイマークに対する立入検査を行ない、同年5月22日付けで厳重注意、改善計画の提出を指示した[163]。安全上の支障を及ぼす事態とは、
  1. 2月25日に発生した、宮古空港進入時における最低降下高度以下の飛行
  2. 2月26日に発生した、成田国際空港出発時における経路からの逸脱
  3. 3月27日に発生した、成田国際空港到着時における経路からの逸脱
  4. 4月22日に発生した、百里飛行場（茨城空港）における滑走路誤進入
  5. 5月9日に発生した、成田空港出発時の主翼防氷装置の誤操作
  6. 4月30日から5月1日の間で発生した、運航乗務員の乗務時間及び勤務時間の制限超過

の6件である。

### 航空機の整備に関わる問題
- 2006年3月、抜本修理すべき機体を、期限を9か月過ぎるまで放置していた問題が発覚した[164]。また2005年以降、経営陣の方針に批判的なパイロットや確認整備士らが数十人規模で退職し、人手不足が指摘されており、国土交通省が抜き打ち検査を実施するなど、同社の安全管理体制を懸念する声があがっていた[注釈 8]。日本経済新聞の2006年3月21日付社説によれば、社長の西久保がITベンチャー企業的な成果主義的人事制度を導入したことが原因といわれ、国土交通省が職員7人による同社専従の特別監査チームを発足させ、場合によっては経営体制の見直しも検討すると報じている。さらに、2007年4月13日には、航空機に整備漏れがあったこと、把握後も運航したこと[広報 62] に対して、安全運航への認識が甘いとして、国交省から厳重注意を受けている。
- 2008年3月に、スカイマーク機に搭載の気象レーダーが故障していたことを把握していながら、修理しないまま、羽田 - 新千歳間の4便に、そのまま就航させていたことが判明した[168]。羽田空港内に、レーダーの交換部品の在庫がなかったためといい、整備体制の不十分さが指摘されている[169]。
- 2014年1月16日、運航中だったボーイング737-800型機1機で操縦計器に警告が表示され、機体を確認したところ該当箇所には問題なく、警報装置の故障と判明。部品交換で対応できたが部品の在庫がなくメーカの基準で三日間は一定条件を満たせば運航可能であったため出発前に操縦系統の作動点検を実施した上で運航していた[170]。しかし 1月20日、基準の延長申請のため国土交通省航空局が確認したところ1月19日の記録がないことが判明。16日 - 18日および20日の点検記録はあったが、1月19日は担当整備士が運航開始までに当該点検作業を実施しなければならないという認識はあったものの、他の整備作業が輻輳し、出発までに当該整備を実施できそうになかったことに加え操縦系統に特段の不具合が見受けられなかったことから、点検を実施しないまま機体を出発させ、点検記録がないまま該当機は6営業便運航されたことが判明した。該当機は航空局の指摘を受け20日 - 29日の間運航を外れ再度点検し安全を確認後に復帰している。担当整備士は20日に通常業務から外し、処分を検討している。1月30日に航空局は安全運航の前提である整備の確実な実施の観点から重大な問題であり、同社に対して厳重注意を行うとともに、2月13日までに必要な再発防止策とともに報告するよう指示した[171][広報 63]。2月13日に、再発防止策として安全意識の再徹底とコンプライアンス教育を強化し、整備の確実な実施に関する厳重注意に関わる改善計画書を国土交通省へ提出した[172]。また、安全統括管理者の松尾愛一郎取締役が役員報酬の1か月分10%を自主返上した。3人の担当整備士については1か月10%の減給処分とし、ラインメンテナンス部長をけん責処分とする処分も実施された[173]。
- 2023年2月7日に、60歳代の男性整備士が、酒気を帯びた状態で機体の整備に当たっていたことが明らかとなった。この整備士は、法律で義務付けられているアルコール検査を受けないまま整備に当たった上、必要な整備の一部を実施することなく、かつ記録を偽造していた。この整備士が担当した航空機は、そのまま運航していた模様である。国土交通省は同社に対し、業務改善勧告などの行政指導を実施した上、再発防止策の報告を求めている[174][175]。

### 乗員に関わる問題
- 2008年6月、機長2名が病気を理由に退職したため、乗務員が不足し168便が欠航（運休）する事態になった[広報 64]。6月の運休は旭川線48便、新千歳線24便、神戸線56便、福岡線48便の計168便。7月1日 - 8月31日には引き続き計124便が運休したほか、8月 - 9月に運航予定だった神戸 - 那覇線の季節運航が中止されている[広報 65]。国土交通省は、同社に対し運休情報の提供を徹底するよう求めるとともに、パイロットを早急に確保するよう指示した。また、6月16日には羽田空港内同社事務所に対して、国土交通省による抜き打ちの立ち入り検査が実施された。
- 2010年3月9日、同年2月5日に運航された羽田発福岡行き017便について、機長は十分に声が出せない状態にあった客室乗務員について「非常脱出の際支障がでる」と判断、安全上の判断から交代を求めた。これに対し、社長の西久保が機長判断に介入する形で機長を交代させ、体調不良の客室乗務員をそのまま乗務させていたことが判明した。契約期間が2年間残っていたにもかかわらず、同社はこの機長の雇用契約を即日解除した。西久保と会長の井手隆司の経営トップが国土交通省に呼び出され、「安全運航を脅かしかねない行為」として文書による厳重注意を受けた[176][177][178]。
- 同月、副操縦士や機長が飛行中に記念撮影をした[179][180] ほか、飛行高度の設定ミス[181] などの問題が発覚したため、国土交通省は、2010年3月15日から4月2日まで3週間にわたり航空法に基づく経営部門も含む特別安全監査を実施した[182][広報 66]。しかし、前述の記念撮影問題で諭旨解雇処分となった副操縦士を、その約3か月後に、地上職員として再雇用していたことが明らかとなり、有識者[183] からは「社会を欺いている」などの批判の声が出ている[184]。

### その他のトラブル
- 2012年6月、スカイマークが乗客向けに作った「サービスコンセプト」と言われる文書で「不満があれば、お客様相談センターか消費生活センターに連絡」としていたことに対し、同年6月5日に東京都消費生活総合センターが抗議、翌6月6日には消費者庁が「自社サービスに関する苦情を、税金で運営されている公的な相談機関に振り向けるもので、容認できない（福嶋浩彦消費者庁長官）」として回収を要請したため、前述の文書は回収されることになった[185][186]。
- 2022年11月29日、早朝から昼頃にかけてCRSに障害が発生し、自動チェックイン機が使用できない等のトラブルが発生した。そのため全国の空港で16便が欠航、最大5時間15分の遅れが生じた。およそ1万人に影響が出ていたとされており、別便への振替や返金などの対応を行った[187][広報 67]。

### 業務改善勧告
2010年4月　国土交通省が3週間に渡り行った立ち入り調査で以下の点が不十分であると指摘した。
- 乱気流に遭遇した場合に必要とされる機体の整備・点検
- 操縦士2人のうち1人が離席した場合の酸素マスク装着義務
- 離陸前の機内安全設備の説明の客室乗務員の人数
- 客室乗務員の英語力不足による外国人パイロットとの意思疎通が不十分であること

### 障害者雇用促進法第47条に基づく企業名公表
2012年3月30日、厚生労働省は、繰り返しの指導にかかわらず障害者の雇用状況に改善が見られないとして、平成23年度特別指導対象企業となっていたスカイマーク株式会社の企業名を障害者雇用促進法第47条に基づき公表した。その後の厚生労働省による企業名公表を前提とする指導により、平成24年度からは該当企業となっていない。

## 経営破綻

### A380契約解除とそれに伴う経営悪化
- 2014年7月29日、A380の納入受取に関する契約変更について協議中であると、日本経済新聞の取材で明らかにされた[22][広報 21]。協議自体は製造中の機体が初飛行した4月ごろから始まり[84]、スカイマークはエアバスに対してはじめの2機の受取延期と残り4機の無期延期を申し入れていた。これに対してエアバスの提示した契約変更の条件（大手航空会社の傘下入り）や違約金が不適当なものであり、スカイマークは応じられないと交渉が物別れになっていた[192]。29日にエアバス社は期日が来たため購入契約の解除を通告した[23]。エアバスはスカイマークに対して大手の傘下入りを求めていないと強く否定している[84]。エアバスと同社はA380の契約解除についての条件協議を続けるとしている。2014年12月の時点でスカイマークを契約解除された機体がまだ他社に納入されていないことが会員制写真投稿サイトのAirliners.netで確認されており[193]、12月19日になってエアバス側が英国商事裁判所に対し、訴訟の準備を開始した旨、報道され、スカイマーク広報も追認した[広報 68]。
- 2014年7月31日の2014年第1四半期（4 - 6月期）決算短信によると、A380・A330の機材導入に多額の支出をしており、A380の契約解除による影響は、現時点で合理的な金額を見積もることが困難であり、相当金額の違約金負担が発生する可能性を記載し「継続企業の前提に関する重要事象等（ゴーイング・コンサーン）」を記した。対応策としてA330導入による輸送力の強化、高品質座席の提供による顧客の囲い込みとあわせ、不採算路線の休止と金融機関からの借り入れを進め、収益力を強化し経営基盤および財務基盤の安定化を図っていくと発表[広報 69]。8月14日にスカイマークが財務省関東財務局に提出した2014年4 - 6月期の四半期報告書で、同社担当監査法人の東陽監査法人も同報告書内で「事業継続に重要な疑義がある」と明記した[194]。
- 2014年10月30日の2014年第2四半期（4 - 9月期）決算短信においても、A380問題は決着できずに引き続き「ゴーイング・コンサーン」が記された。A330に関しては想定していた結果が出ておらず、新機材投入に伴う新規投資や運航の不安定化が収益に影を落とす状況となっており、前回よりも厳しい状況になっている。路線撤退による余剰航空機材となったボーイング737-800二機を返却し、予備エンジンやフライトシミュレーターなどの固定資産も売却し、リースバック方式に移行して手元資金の確保に努めるとしている[広報 70]。 11月14日に関東財務局に提出した2014年4 - 9月期の四半期報告書で、10月31日付でフルフライト・シミュレーター3台（ボーイング737用2台で 4億3100万円、A330用1台で7億9700万円）と作業用車両36台（5億7000万円）を合計約18億円で売却し、11月からはリース方式に切り替えるセール・アンド・リースバック契約を10月31日に締結したことを報告した。大株主上位3者は西久保愼一社長が筆頭株主で持ち株比率9.78% （約893万3200株）、2位はパチスロメーカーの山佐（岡山県新見市）で 4.56%（416万7400株）3位がエイチ・アイ・エス（HIS）で約1%（約92万6100株)で、9月30日時点の発行済み株式数は9134万200株と報告した。同社担当東陽監査法人は四半期レビュー報告書で「現金預金残高が減少傾向にあり、今後の資金繰りに十分な余裕を確保できなくなる可能性がある」と指摘し、先行きの資金繰りを懸念する文言を加えた[195]。
- 2014年度は、従来予想は3億円の黒字だったが、最終損益は136億円の赤字（前期は18億円の赤字）と2期連続の最終赤字となり、平成27年3月期通期の単独業績予想を下方修正すると発表した。円安による燃料費高騰や格安航空会社との競争激化で厳しい経営が続いている。

### 日本航空、全日本空輸とのコードシェア
2014年11月にA380の違約金や燃料費の高騰などによる経営の悪化を改善するため、A330運航の羽田発着の幹線を中心に日本航空（JAL）へ業務提携を要請していることを明らかにした。しかし、JALは会社更生に伴って2016年度まで路線計画や投資計画が国土交通省航空局の監視下にあり（8.10ペーパー）、国交相が許可するか不透明なうえ、スカイマークが大幅な赤字を抱えていること、またスカイマーク側が独立経営を望んでいることから、JALによる直接出資は行われず共同運航（コードシェア）程度の提携に留まるものとみられていた。その後、国土交通省はスカイマークがJALのみに業務提携を要請したことに対して「公的資金で再生したJALだけに路線を拡大させるわけにはいかない」として難色を示し、5年間に限って3社（スカイマーク、JAL、全日本空輸）で共同運航させる意向を示した。スカイマークはJALのみとのコードシェアを、ANAはJAL抜きでのコードシェアを望んでいたが、結果的にスカイマーク側は国交省の意向を受け入れ、2015年夏ダイヤを目途に羽田空港発着のスカイマーク便においてJAL、ANAと3社で共同運航を実施する方向で協議することが決定した。共同運航によってスカイマークが提供する座席の20%が国内大手2社に提供される見込みである。なお、「共同運航」と称されてはいるが、スカイマークの座席の一部をJAL、ANAが自社便名を付与して販売するのみであり、運航乗務員の融通や整備の共同実施などは実施されない（詳細はコードシェア便を参照）。
なお、2014年のJALへの業務提携についての国土交通省の反対は、スカイマークから国土交通省への事前連絡、いわゆる「仁義を切る」ことを軽んじたからではないかという見方もされている。スカイマークの記者会見は2014年11月21日に行われたが、この日は衆議院解散と第47回衆議院議員総選挙の発表の日でもあった。議員にとっての大イベントと同日開催となることについて、事前連絡が無かったため、国土交通省とその背後に存在する族議員を反感を買い、理由を付けられて反対したのではないかという見方が存在している。

### 民事再生法の申請
2015年1月28日、臨時取締役会において民事再生法適用の申請を決議し、東京地裁に申請した。事業は継続し、運転資金については投資ファンドのインテグラルが、つなぎ融資の実施を行う。社長である西久保は退任し、取締役会長であった井手隆司が代表取締役会長に、取締役であった有森正和が代表取締役社長に就任した。
1月29日、新社長である有森が記者会見を行った。経営破綻の理由として、A330のリース料負担が円安の影響で増大したことや、A380の契約解除に伴う7億ドルの違約金の存在を挙げ、ANAやJALなど同業大手からの出資については「第三極」の立場から否定した。また、2月から座席数が多くコストがかかるA330の運航を取りやめ12路線で減便し、3月29日以降は沖縄県の石垣空港および宮古空港から撤退する意向を明らかとした。一方、ANA、JALとのコードシェアについては、予定通り3月末から開始見込み。
民事再生法適用申請を受け、東証では2015年3月1日をもってスカイマークの上場廃止を決定し、同1月28日付で整理銘柄に指定した。 同日以降、2月になって前社長で筆頭株主であった西久保は株式を売却しており、2日に1702万株（18.63%）、3日に116万株（1.27%）、4 日に80万株（0.88%）を売却した。6日に関東財務局長に提出した大量保有報告書では保有比率は9.78%まで減少。さらに19日までに、保有する同社株を市場で全て売却したことが2月26日に提出した報告書で判明した。また、同社設立時に親会社となり出資していたエイチ・アイ・エス （H.I.S）も株式を売却しており、4日に492万株を売却し、6日に関東財務局長に提出した報告書では保有比率は1.09%まで減少した。最終売買日は上場廃止日前日の2月28日が土曜日のために2月27日となり、2月に一部報道で100%減資が報道されたが最終日終値は14円となった。
2月4日、債権者説明会が開催され、債権者としてエアバス、A330のリース会社のイントレピッド・アビエーション(#保管（ストア）機材の一覧参照）、737のリース会社GEキャピタルアビエーションサービス、AWASアビエーション・キャピタルなど（#運用機材の一覧参照）の出席のなか、東京地裁による民事再生手続き開始が決定し、5月29日が再生計画案提出期限とし、6月の債権者集会によって決議され、7月には再生計画が実施される見通しを発表。
2月19日に再建を支援する（航空以外の）企業の申し出を、23日には支援する航空会社の申し出を締め切った。航空会社としてANAホールディングス、エアアジアが正式に支援表明しており、アメリカのデルタ航空、アメリカン航空がコードシェアなどの提携を検討していることが報道された。その他には元親会社だったエイチ・アイ・エスをはじめ航空機リースを行っているオリックス、商社で航空機の取扱のある双日、航空貨物の取扱のある福山通運、タクシー大手の日本交通なども支援を表明し、それぞれの分野での協力も申し出た。また資金面では新生銀行や大和証券グループが金融機関として支援を表明し、ほかにも航空会社以外の20社近くが支援の表明している。
さらに 3月1日から客室乗務員の社内規定を変更し、従来の「メイクや髪形は自由」や「丁寧な言葉遣いを義務づけない」などを撤廃し、つけまつげやカラーコンタクトなども禁じた。2日には社内に安全の維持・向上および経営改革のために「経営・安全改革会議」を設置し、傘下に「事業改善」「サービス向上」「営業推進」「職場環境改善」の4委員会を設置。それぞれで10人前後の社員を委員とし現状の課題や解決策を部門横断的に議論すると発表した。
メインバンクを持たなかったスカイマークは西久保が第三者割当増資や個人融資を引き受けることで経営を続けてきたが、それによって巨額投資を敢行する西久保の経営判断に周囲が口出しできなくなったのではないかという指摘もある。

### 再生計画
スカイマークが民事再生法を申請し、債権者集会で再建案を決議することが決定し、当初ANAホールディングスを中心とする案が無決議で採択される予定であった。ANA側が提示した再建案で民生法申請前運航されていて航空機リース会社イントレピッドがリースしていたエアバスA330-300を排除した再建案に、債権者であるエアバスとイントレピッドが反発。イントレピッド側はスカイチームのデルタ航空を担ぎ出し、デルタ航空側としては、スカイマークの子会社化を契機に、日本の航空市場に参入の可能性を目論み、ANAとデルタが相対する構図となった。
決議は2015年8月5日、当初はデルタ側に有利と見られたが、ANA側がエアバスに将来的機材計画でA380を買い取るなど、エアバス機を優先的に採用する取引を持ちかけANAの再建案へ賛成させたため、デルタにはしこりが残った。以降デルタ航空は、成田運航便を段階的に羽田へ移管、最終的に成田からの運航便は廃止。
- 2016年3月28日付で再生計画が終了。
- また今後、2018年を目処に国際チャーター便を就航させる予定となっている[212]。

2019年10月25日、スカイマークは東京証券取引所に再上場の申請を行ったことを同年10月30日に発表した。しかし、2019年後半からの世界規模で感染が拡大した新型コロナウイルスによる航空需要の急減で、ANAホールディングスや日本航空を始めとする航空各社の株価が下落しており、現状では再上場によるメリットが薄いと判断し、2020年4月15日に申請の一旦取り下げを発表した。
2022年11月2日、新型コロナウイルスによる行動制限の緩和により、旅客需要が高まっているとして、スカイマークが東京証券取引所に対して、再上場を申請していることが報じられた。同年11月10日、スカイマークは東京証券取引所が同社からの申請を承認し、同年12月14日に同証券取引所のグロース市場に上場する予定であることを発表した。
2022年12月14日、スカイマークは東京証券取引所のグロース市場に再上場し、8年ぶりに株式市場への復帰を果たした。初値は公開価格の1株1170円を上回る1272円だった。

## トピック
- 2004年12月に北海道国際航空（現、AIRDO、ADO）に対する経営統合構想を表明し、国土交通大臣を相手取って、ADOの羽田空港発着枠を巡る訴訟を起こした。2006年4月に東京地方裁判所は、請求内容を審理する前提となる訴訟要件を充足しなかったとして却下された。

- 2008年1月31日には、SKYとの競合路線（福岡、千歳、那覇線）で、全日本空輸 (ANA) が同一時間帯の便のみ採算を度外視し、不当に値下げ（ダンピング）しているとして、公正取引委員会に対し意見書を提出した。サービス内容が簡素化されているかわりに運賃が安いスカイマークに対し、フルサービスを提供するANAが同運賃で座席を提供することは、日本で航空業界の寡占化を進めるものであると主張している。これは、ADOが1998年に新規参入した際にANAが同様に一部運賃を大幅に値下げし、ADOが破綻したという経緯もある。同様の意見書は2002年にも提出しており、その際はANAと日本航空 (JAL) が運賃の値下げを取りやめている。また、今回の発表の翌日、福岡線・千歳線の運賃をさらに値下げするとも発表した[広報 72]。しかし2008年4月23日、ANAは2008年6月の羽田 - 福岡線でSKYより安い割引運賃を初めて導入することを発表した。
- 2010年12月に日本空港ビルデングより東京国際空港の空港施設使用料の値上げ要請があったが[広報 73]、2011年1月28日にSKYは空港旅客ターミナルビルのボーディング・ブリッジ (PBB) 使用回数の少なさなど使用料値上げに対し合理的根拠がないと主張し、利用者に対する値上げ分の代理徴収を拒否した[広報 74]。これに対し、日本空港ビルデングは空港施設使用料の未払い分、約7億円の支払いを求めて訴訟を提起し、2012年11月に東京地方裁判所は、日本空港ビルデングの主張を全面的に認めて、スカイマークに請求全額の支払いを命じる判決を下した[216]。スカイマークは控訴せず全額を支払った。

## 広告宣伝
- FM沖縄『椎名誠のじゅね〜ラヂオ』（毎週土曜日午前11時 - 11時30分）のスポンサーである。
- 1998年の就航開始時に、史上初の「スチュワーデス写真集」である『Open Sky』（扶桑社刊）を発表。現役女性客室乗務員と当時のキャンペーンガールをモデルとした、水着や制服グラビアの写真集だった[広報 75]。
- 2005年、日本プロ野球のチームの一つオリックス・バファローズが使用している神戸総合運動公園野球場の命名権を購入し、2011年2月まで「スカイマークスタジアム」とした[217]。

### かつてのキャッチコピー
スカイマークはかつて、以下のキャッチコピーを用いていた。
- 空をもっとカジュアルに。（創業 - 2006年1月、もっとも長く使われたコピー）
- 新しい空の、挑戦は続く（2005年ごろのわずかな期間）
- We love Sky（2006年2月16日、神戸線就航前後のみ使用）
- We are Sky（2006年4月28日 - 、新千歳線就航前後から）
- 星の飛行機で、いきましょう。（2008年12月頃）
- 空の常識を、塗りかえてみせよう。（2014年10月頃）

## テレビ番組
- 日経スペシャル ガイアの夜明け 羽ばたけ!空のベンチャー（2003年5月6日、テレビ東京）[218]。
- 日経スペシャル ガイアの夜明け 大空の革新者たち ～航空ベンチャーに勝算あり～（2006年3月21日、テレビ東京）[219]。